# Povos indígenas do Brasil
Os povos indígenas do Brasil compreendem um grande número de diferentes grupos étnicos que habitam o país desde milênios antes do início da colonização portuguesa, que principiou no século XVI, fazendo parte do grupo maior dos povos ameríndios. No momento da chegada dos portugueses ao Brasil, os povos nativos eram compostos por povos seminômades que subsistiam da caça, pesca, coleta e da agricultura itinerante, desenvolvendo culturas diferenciadas. Apesar de protegida por muitas leis, a população indígena foi amplamente exterminada pelos conquistadores diretamente e pelas doenças que eles trouxeram, caindo de uma população de milhões para cerca de 150 mil em meados do século XX, quando continuava caindo. Apenas na década de 1980 ela inverteu a tendência e passou a crescer em um ritmo sólido. No censo do Instituto Brasileiro de Geografia e Estatística de 2022, 1 693 535 brasileiros se autodeclararam indígenas, embora milhões de outros tenham algum grau de ascendência indígena. Ainda sobrevivem diversos povos isolados, sem contato com a civilização dominante.
Os povos indígenas brasileiros deram contribuições significativas para a sociedade mundial, como a domesticação da mandioca e o aproveitamento de várias plantas nativas, como o milho, a batata-doce, a pimenta, o caju, o abacaxi, o amendoim, o mamão, a abóbora e o feijão. Além disso, difundiram o uso da rede de dormir e o costume do banho diário, desconhecido pelos europeus do século XVI. Para a língua portuguesa legaram uma multidão de nomes de lugares, pessoas, plantas e animais (cerca de 20 mil palavras), e muitas de suas lendas foram incorporadas ao folclore brasileiro, tornando-se conhecidas em todo o país. Também foram importantes aliados dos portugueses, mesmo que involuntários, na consolidação da conquista territorial, defendendo e fixando cada vez mais distantes fronteiras, e deram grande contribuição à composição da atual população nacional através da mestiçagem.
Suas culturas diversificadas compunham originalmente um rico mosaico de tradições, línguas e visões de mundo que, depois de serem longamente desprezadas como típicas de sociedades bárbaras, ingênuas e atrasadas, ou no máximo apreciadas como exotismos e curiosidades, hoje já começam a ser vistas em larga escala como culturas complexas, sofisticadas em muitos aspectos, interessantes por si mesmas e portadoras de valores importantes para o mundo moderno, como o respeito pela Natureza e um modo de vida sustentável, merecendo consideração como qualquer outra. Mesmo assim, a degradação das culturas tradicionais pelo contato assíduo com a civilização tem sido rápida mesmo dentro das reservas, acarretando penosas repercussões sociais.
Para muitos observadores, o destino dos povos indígenas do Brasil ainda é incerto, e esperam muitas lutas pela frente. Os conflitos que os envolvem continuam a se multiplicar; mortes, abusos, violência e disrupção interna continuam a afligir muitas comunidades, mesmo com todos os avanços e toda proteção jurídica, com toda a conscientização política das comunidades e sua mobilização conjunta, e mesmo com o apoio de expressiva parcela da população brasileira não índia e organismos internacionais. Há poderosos interesses políticos e econômicos em jogo, e mesmo interesses culturais. Ainda falta muito para que eles consigam garantir suas terras e uma sobrevivência digna e independente da tutela do governo, que historicamente os entendeu como incapazes e chamou a si a responsabilidade de "administrá-los", mas tem sido também incapaz de assegurar-lhes os direitos que já foram definidos constitucionalmente, e vem sendo acusado até de promover profundos retrocessos de maneira deliberada, que dão continuidade a um secular genocídio, atraindo com isso pesadas e incessantes críticas em casa e no estrangeiro.

## Definição

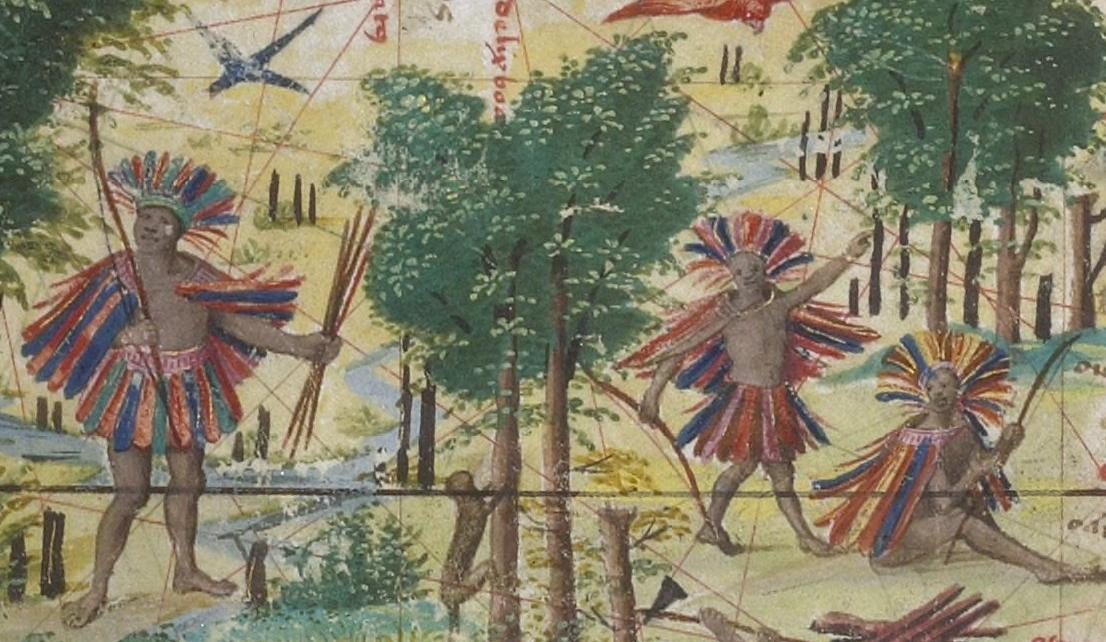
Uma das mais antigas representações europeias dos indígenas brasileiros, incluída no Atlas Miller de 1519

Na Idade Média, a palavra "índio" era empregada para designar todas as pessoas do Extremo Oriente. Ao chegar às Américas, Cristóvão Colombo acreditou que havia encontrado um novo caminho para as Índias e chamou os nativos que encontrou de "índios". O conceito de "índio" é, portanto, uma invenção europeia e de cunho depreciativo, pois não realça a diversidade dos povos indígenas. Os habitantes originais das Américas nunca se viram como um só povo. Pelo contrário, diferentes grupos indígenas nutriam grande animosidade e constantemente guerreavam entre si. A denominação mais conhecida das várias etnias quase nunca é a forma como seus membros se referem a si mesmos, e sim o nome dado pelos brancos europeus ou por outras etnias, muitas vezes inimigas, que os chamavam de forma depreciativa, como é o caso dos caiapós, denominação que lhes foi atribuída por povos tupis e que significa "semelhante a macaco".

## Origem

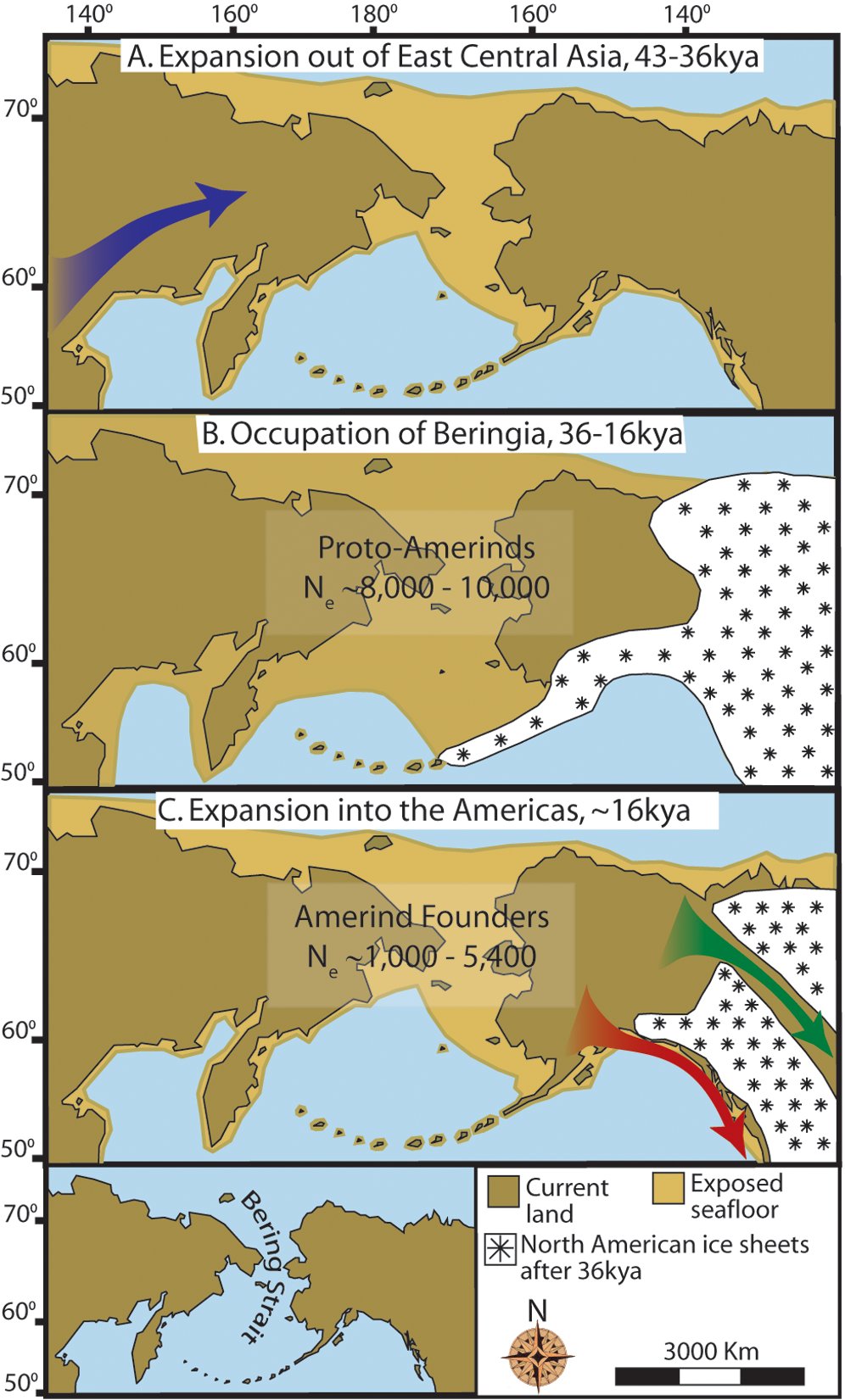
Hipótese da colonização em três ondas migratórias

Todos os seres humanos descendem de antepassados que habitaram a África, local onde o Homo sapiens surgiu entre 100 e 200 mil anos antes do presente (AP). Por milhares de anos, a África foi o único lugar do mundo onde havia pessoas. As primeiras a saírem de lá o fizeram, acredita-se, há cerca de 50-60 mil anos, e a partir de então passaram a se espalhar pelo resto do mundo. Sua primeira irradiação foi para o Oriente Médio, a única ligação terrestre da África com o restante do mundo, e dali as correntes migratórias se dispersaram: alguns seguiram para o oeste, atingindo a Europa, enquanto outra parcela rumou para o leste, atingindo a Ásia. O isolamento prolongado entre essas populações acabou por transformá-las, dando-lhes diferentes características físicas e hábitos de vida, adaptando-se a novos ambientes.
Os povos das Américas (ameríndios) são descendentes do grupo que seguiu para o leste e que povoou a Ásia. Sua penetração na América foi explicada por várias teorias, e atualmente a mais aceita diz que a passagem foi feita através do estreito de Bering, em data ainda controversa, mas durante a Idade do Gelo. Naquele tempo, com o declínio da temperatura mundial, o gelo do mundo se expandiu, rebaixando o nível do mar e expondo terra seca entre a península de Chukotka, no extremo nordeste da Ásia, e a península de Seward, na América do Norte, criando uma ligação transitável entre os dois pontos. Com o fim da Idade do Gelo o nível do mar subiu, inundando a ligação dos dois continentes, impedindo novas migrações e separando as populações que ficaram na Ásia das que migraram para a América. Como não havia alternativa, essas pessoas continuaram se deslocando, ao longo de milhares de anos, rumo ao sul, povoando a América Central e a América do Sul.
O mapa à esquerda ilustra a hipótese da colonização em três ondas migratórias com populações de diferentes regiões da Ásia, o chamado "Modelo de Berígia", proposto por Greenberg et alii, bastante aceito na comunidade científica, embora não consensual. Em marrom, o mapa atual; em ocre, a terra variavelmente exposta na glaciação, e a área em branco é o gelo terrestre entre 36 e 16 mil anos AP. Antes de c. 43 mil anos AP os nômades chegaram ao extremo leste da Ásia. Entraram na Beríngia e ali teriam ficado até c. 16 mil anos AP, bloqueados pelo gelo de progredir mais para o leste. O gelo avançou e recuou várias vezes neste período glacial, fazendo variar o nível do mar e alternativamente vedando ou abrindo acessos a pé seco. Ali o mar era raso e a exposição máxima de terra seca ocorreu entre 23 e 19 mil anos, abrindo um istmo de mais de mil quilômetros de largura. A inundação final da passagem aconteceu entre 12 e 11,3 mil anos AP. Exatamente como e quando as passagens foram aproveitadas pelas populações nômades, em que número elas passaram, e que linhagens genéticas traziam, são as grandes incógnitas.

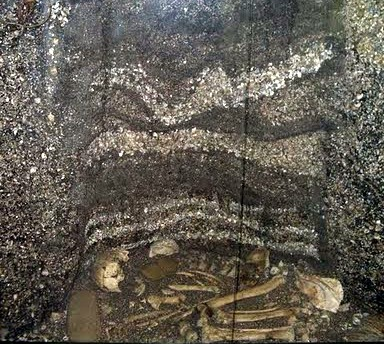
Corte estratigráfico de um sambaqui, comum em assentamentos litorâneos de toda a América, com ossadas e camadas de conchas e artefatos

Durante muito tempo se julgou que os primeiros humanos a se fixarem na América haviam sido os chamados povos de Clóvis, instalados no Novo México, Estados Unidos, cujos registros mais antigos, reavaliados recentemente, teriam c. 13-14,5 mil anos, e sugerem uma entrada na América um pouco anterior. Contudo, essa teoria tem sido desacreditada nas últimas décadas, em função da descoberta de diversos sítios arqueológicos em várias partes do continente com datas ainda mais antigas, notadamente o sítio de Monte Verde, no Chile, que segundo Arkley Bandeira foi confirmado com 33 mil anos de antiguidade (outros discordam), e o sítio de Pedra Furada, na Serra da Capivara, para o qual têm sido propostas datações que variam de 30 a 50 mil anos AP. Um trabalho do arqueólogo Juan Schobinger chega a apontar datas de até 100 mil anos para quatro assentamentos na América do Norte, e a historiadora Gabriela Martin, revisando o estudo, admitiu até 300 mil anos. Isso dataria a migração antes de o corredor de terra seca e livre de gelo ter-se formado em torno de 14-15 mil anos AP, exigindo explicação alternativa para a passagem, mas não a torna impossível, podendo ter havido deslocamentos por mar ou pelo litoral. Houve muitas mudanças no nível do mar em épocas remotas, e uma ligação intercontinental se formou e desapareceu muitas vezes. Se a passagem litorânea aconteceu, será difícil provar, pois depois das mudanças no nível do mar as evidências estarão hoje provavelmente sob mais de 100 metros de água. Seja como for, resta muita insegurança na comunidade científica sobre quando o homem penetrou no continente pela primeira vez, sobre quantos foram, se isso aconteceu de uma só vez ou em ondas sucessivas, e como dali se desenhou o avanço para o sul.

### Genética

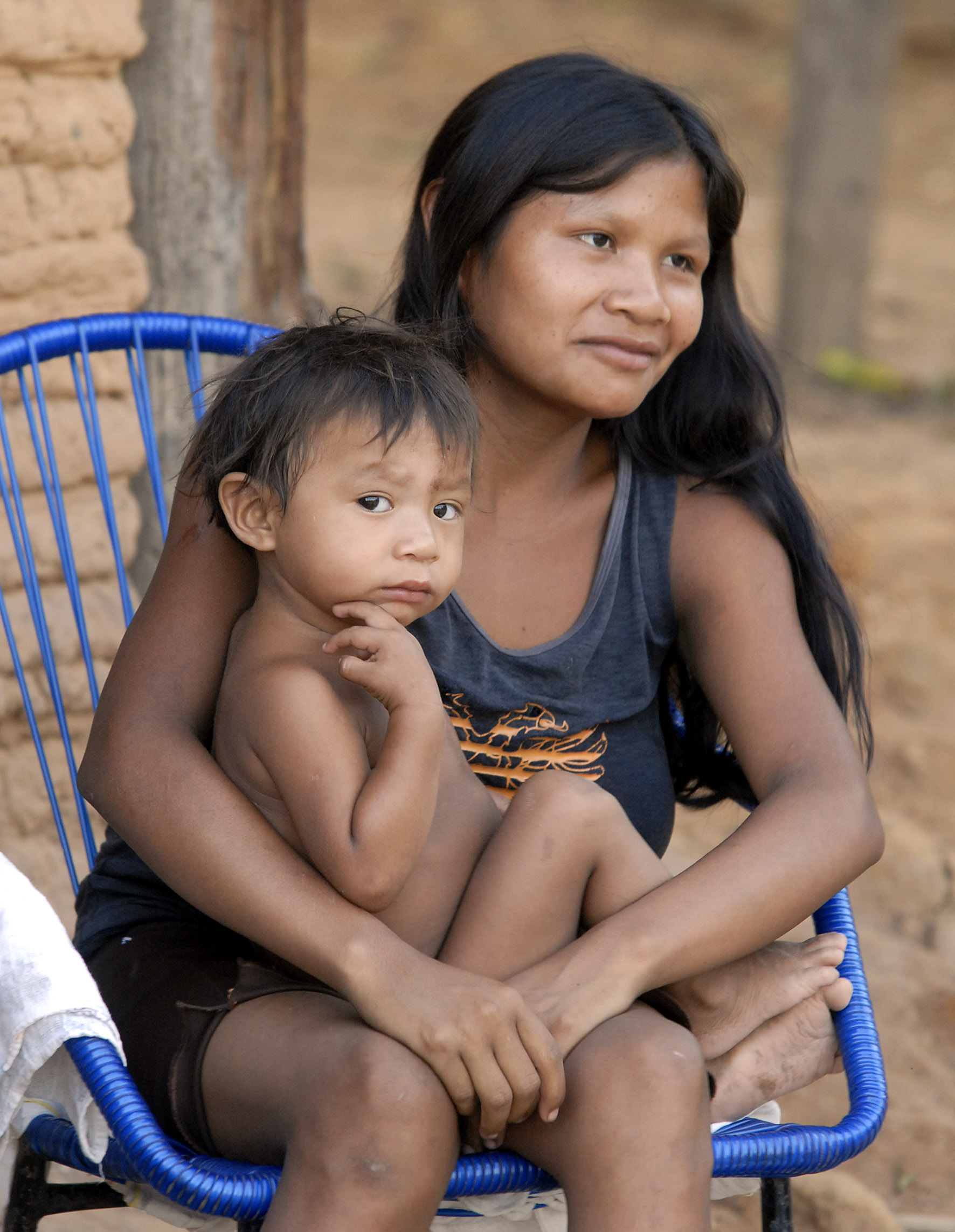
Mãe guajajara com seu filho

Os vários estudos genéticos que têm sido realizados nos últimos anos trouxeram resultados divergentes, e a origem dos povos ameríndios continua centro de acesa controvérsia. Embora haja crescente opinião de que a povoação americana pode ter se dado antes do que se tem por certo até agora, em torno de 15-13 mil anos AP, datas anteriores a 30 mil anos são consideradas muito improváveis. Tecnicamente falando, entretanto, se considerarmos a metade oriental da antiga Beríngia como parte da América — sendo efetivamente agora o Alasca — o ser humano poderia ter posto seu pé no que hoje é América desde o início deste limite cronológico máximo, e, com mais possibilidade, em torno de 20 mil anos AP.
De acordo com um estudo de 2007 (Tamm et alii), focado no DNA mitocondrial (aquele que é herdado pela linhagem materna, e o mais usado nas pesquisas sobre evolução humana), revelou que os nativos do continente americano têm sua ancestralidade materna traçada a um pequeno número de linhagens do leste asiático. De acordo com o estudo, é provável que os antepassados dos ameríndios tenham ficado por um tempo considerável no istmo da Beríngia, isolados pelo gelo de progredir para o leste, cujo derretimento posterior teria permitido uma rápida migração para o sul. Um outro estudo genético recente de DNA autossômico, de 2012 (Reich et alii), a partir de centenas de milhares de marcadores genéticos, os ameríndios descendem de pelo menos três correntes provenientes do leste asiático. A grande maioria dos ameríndios descenderia de uma população ancestral única, chamada "primeiros americanos". Contudo, os que falam as línguas esquimó do Ártico herdaram quase metade da sua ancestralidade de uma segunda corrente vinda do leste asiático, e os que falam as línguas na-dene, no Canadá, por sua vez, herdaram a décima parte da sua ancestralidade de uma terceira corrente. O povoamento inicial seguiu uma expansão para o sul, pela costa, com pouco fluxo genético posterior, especialmente na América do Sul. Análises linguísticas corroboram esses resultados, tendo sido encontradas similaridades entre as línguas faladas na Sibéria e aquelas faladas no continente americano.
Um estudo genético autossômico de 2015 deu apoio à teoria da origem siberiana dos ameríndios através de uma única onda migratória, porém tendo sido detectada uma ancestralidade antiga compartilhada com os nativos da Austrália e Melanésia, ainda identificável em indígenas da região Amazônica. A migração teria acontecido não antes de 23 mil anos AP, e o isolamento na Beríngia não teria durado mais de 8 mil anos. Foi apontado também que em torno de 13 mil anos AP teriam se formado duas linhagens genéticas principais, uma espalhada por todo o continente, e outra restrita à América do Norte. Outro estudo, porém, considerou uma origem a partir de duas populações diferentes. De acordo com o sumário de Goebel, Waters & O'Rourke, aceito por alguns outros autores, "as evidências correntes implicam uma dispersão a partir de uma única população siberiana através da ponte de terra da Beríngia.... não antes de c. 30 mil anos AP (possivelmente depois de 20 mil anos AP), e então uma migração da Beríngia para as Américas em algum momento depois de 16,5 mil anos AP". Fagundes, Kanitz & Bonatto dizem que uma passagem terrestre só poderia sustentar uma população humana viável depois de 14 mil anos AP, e segundo Battaglia et alii, a entrada na América do Sul deveria ter ocorrido entre 12 e 11 mil anos AP.
De acordo com um estudo genético de 2016, uma pequena população teria adentrado as Américas, seguindo a costa, por volta de 16 mil anos atrás, após um período anterior de isolamento no leste da Beríngia de 2,4 a 9 mil anos antes da separação de populações do leste da Sibéria. Seguindo um rápido movimento através das Américas, um fluxo genético limitado na América do Sul resultou em uma estrutura genética bem marcada, a qual persistiu durante o tempo. Todas as linhagens mitocondriais presentes no estudo estão ausentes dos descendentes de indígenas modernos, sugerindo uma alta taxa de extinção: aplicada uma análise, verificou-se que a colonização europeia causou uma perda substancial de linhagens pré-colombianas.
A arqueologia e a genética também não se acham em perfeita concordância, de modo que a polêmica persiste. O material genético de referência disponível é limitado e divergente, enfraquecendo as conclusões possíveis. O que parece claro é que os seres humanos foram extremamente rápidos no seu avanço, e em apenas três milênios havia pessoas ocupando todo o continente americano e chegavam à Terra do Fogo, seu extremo sul, se adaptando aos mais variados habitats e modificando-os sensivelmente.

### Ocupação do Brasil

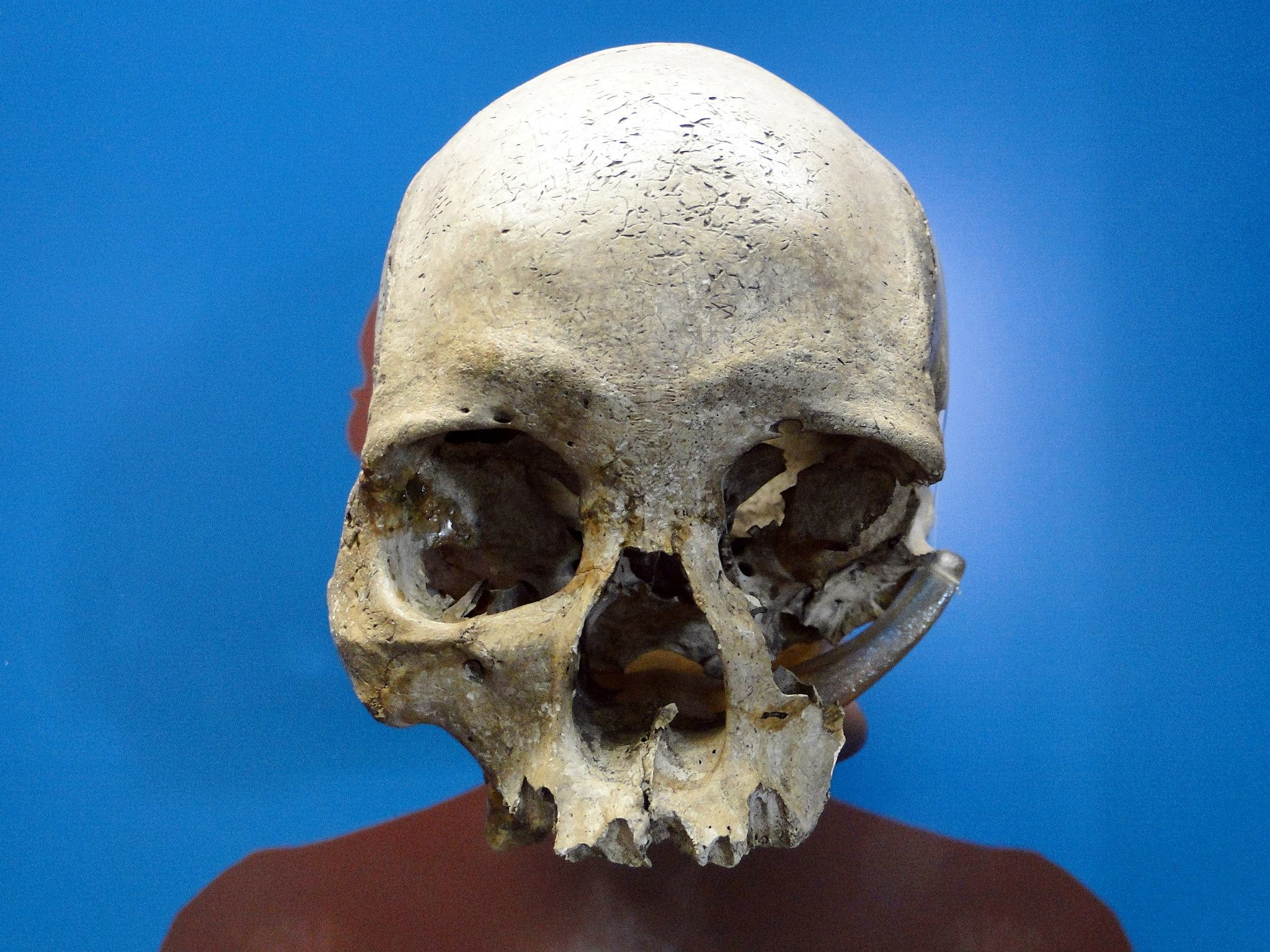
O crânio de Luzia exposto no Museu Nacional do Brasil.

A forma de ocupação do atual território brasileiro, como se pode deduzir, é igualmente incerta. No sítio da Lapa Vermelha, na região arqueológica de Lagoa Santa, em Minas Gerais, foi encontrado um cemitério datado em pouco mais de 10 mil anos, estudado primeiramente por Peter Lund no século XIX. Muitas outras pesquisas se sucederam. Annette Laming-Emperaire, na década de 1970, encontrou ali o fóssil batizado de Luzia. Parte de uma população conhecida como povo de Lagoa Santa, Luzia foi tida como a mais antiga brasileira já encontrada, com idade estimada por Feathers et alii, a partir de evidências indiretas, em até 16,4 mil anos, mas há dúvidas sobre essa antiguidade, aceitando-se em geral c. 11,5 mil anos. Pensava-se que Luzia, bem como outros esqueletos ali encontrados, possuísse traços negroides típicos de povos da Austrália e Melanésia, contrastando com o fenótipo mongoloide que define os ameríndios em geral, e apontando para linhagens genéticas alternativas. Achados em vários outros locais de todo o continente, embora não tão antigos, confirmam uma presença precoce do tipo negroide na América, bem antes da chegada dos primeiros africanos no século XVI, através da escravidão imposta pela colonização portuguesa. Contudo, a análise do DNA realizada por pesquisadores da Universidade de São Paulo, da Universidade Harvard e do Instituto Max Planck mostrou que o código genético do povo de Lagoa Santa é semelhante ao de todos os povos indígenas da América e, neste caso, as feições seriam mongoloides.

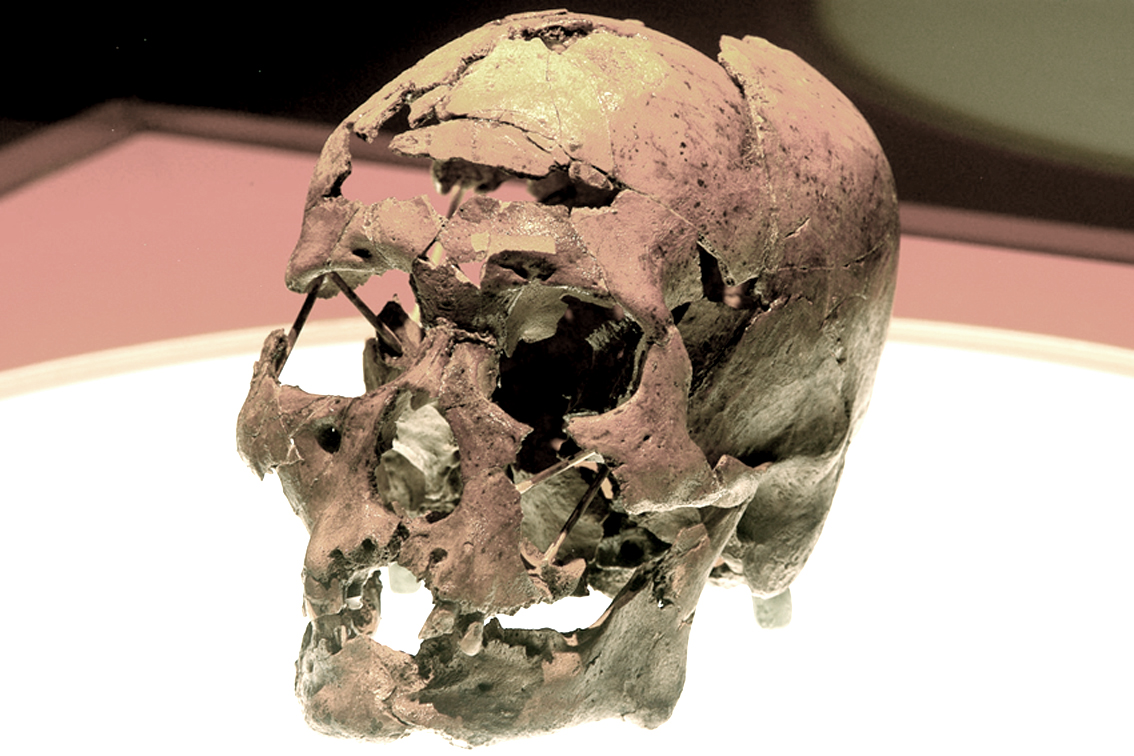
Crânio escavado no sítio da Pedra Furada.

Na Pedra Furada, como foi dito, as datações podem chegar a 50 mil anos AP, e quatro outros sítios na área foram datados com 18 a 14 mil anos AP. Achados em São Raimundo Nonato, no Piauí, dão cronologias que se estendem a até 48 mil anos antes do presente, e especula-se que camadas inferiores já identificadas mas ainda não exploradas poderiam revelar fósseis de até 60 mil anos. O extremo sul do Brasil parece ter sido atingido primeiro pelos povos umbu, que deixaram registros datados com 12,7 mil anos de idade. Mas essas datações também têm sido questionadas.
O Brasil, ao ser formado pela migração de ameríndios, africanos e europeus (a partir do século XVI) e asiáticos (a partir do século XX) tornou-se um ponto de "reencontro" dessas pessoas que, apesar de terem a mesma origem ancestral, ficaram separadas durante milênios devido às migrações para diferentes partes do mundo. Esses milênios de separação criaram diferenças culturais, linguísticas e fenotípicas, em decorrência da adaptação de cada grupo a meios ambientais completamente diferentes. Apesar dessas diferenças serem muitas vezes interpretadas como formadoras de "raças" humanas diferentes, do ponto de vista genético o conceito de raça é infundado.

## As sociedades tradicionais

### Diversidade e unidade

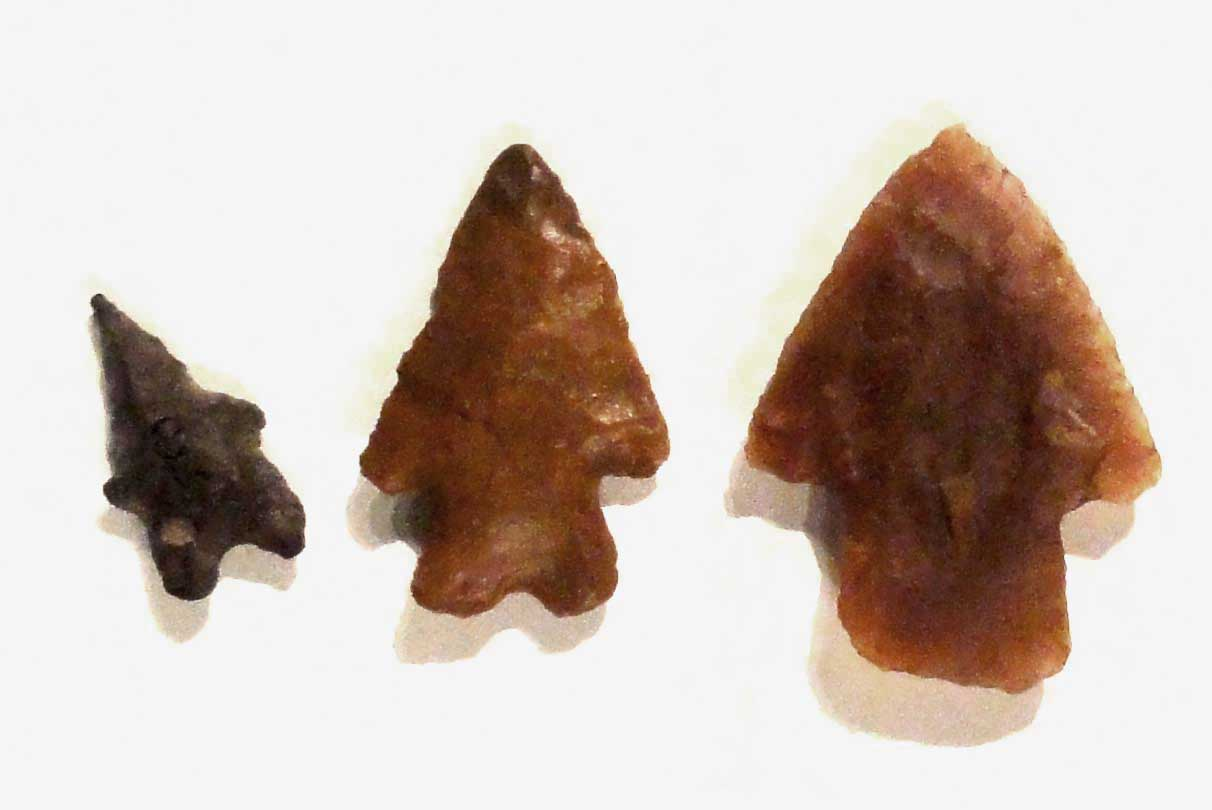
Pontas de flecha em pedra lascada da cultura umbu, a primeira que deixou registros conhecidos no sul do Brasil

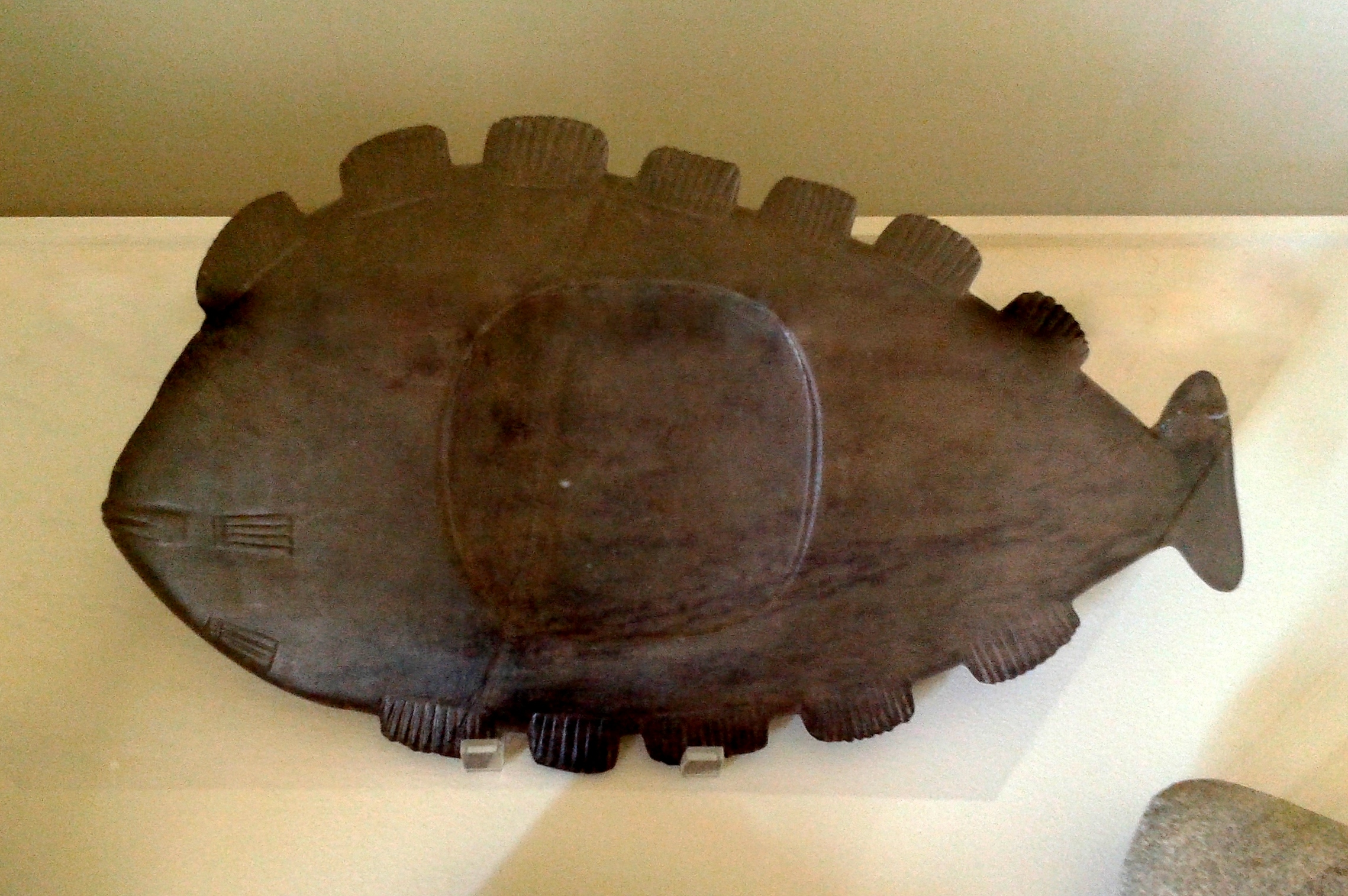
Peça de pedra polida em forma de peixe da cultura Sambaqui

Como base do entendimento sobre a cultura indígena é preciso saber que não há uma cultura indígena unificada. Cada povo ao longo de milênios desenvolveu modos próprios de compreender e de se relacionar com o mundo, que se expressam em tradições religiosas, artesanato, músicas, hábitos sociais e festejos peculiares, entre outros aspectos, e entrar em detalhes sobre cada etnia e cada grupo seria impossível no escopo deste artigo.
As descrições quinhentistas e seiscentistas sobre o modo de vida dos indígenas brasileiros foram feitas pelos colonizadores, seus relatos tratam em geral dos povos tupis, e são limitados em muitos aspectos. Sendo culturas que nunca haviam entrado em contato, houve muita incompreensão e imprecisão de parte dos primeiros observadores. Até onde se sabe, viviam uma vida basicamente de caçadores-coletores nômades, com uma cultura material reduzida a armas e ferramentas — sobrevivendo grande acervo de pontas de flecha e lança, machados e outros artefatos em pedra lascada e osso — formas de sepultamento e apetrechos pessoais, incluindo adornos corporais com conchas, pedras, sementes, etc. Aos poucos aparecem objetos em pedra polida de progressiva sofisticação, registros rupestres e logo artefatos em cerâmica e pedra esculpida (estes, raros), além de evidências de práticas agrícolas, indicando algum grau de sedentarização, definindo o modelo abaixo descrito, que corresponde, numa grande generalização, à provável realidade dos indígenas brasileiros no século XVI. Mas esta evolução não foi linear, e os diferentes povos foram encontrados pelos colonizadores vivendo variadas formas de cultura, uma diversidade que perdura até hoje e continua em transformação. Nenhuma das atuais etnias do Brasil ainda conserva sua cultura como era no tempo do Descobrimento. A despeito dessas diferenças, há também características básicas comuns.
O Portal Brasil, com dados do Censo de 2010, indica que ainda vivem no país mais de 300 etnias, que falam mais de 270 línguas, mas esses números variam conforme os critérios utilizados. O Ministério da Justiça, por exemplo, apontava cerca de 218 etnias e 180 línguas em 2007. Essa riqueza linguística deixou grande contribuição à cultura nacional em nomes de pessoas e lugares, como Curitiba, Piauí, Ubirajara e Iracema, em nomes de plantas ou animais como caju, jacaré, abacaxi, tatu. O número de vocábulos tupis incorporados ao português do Brasil é alto, alcançando, segundo estimativas, o número de 20 mil palavras.

### Organização da aldeia e sustento

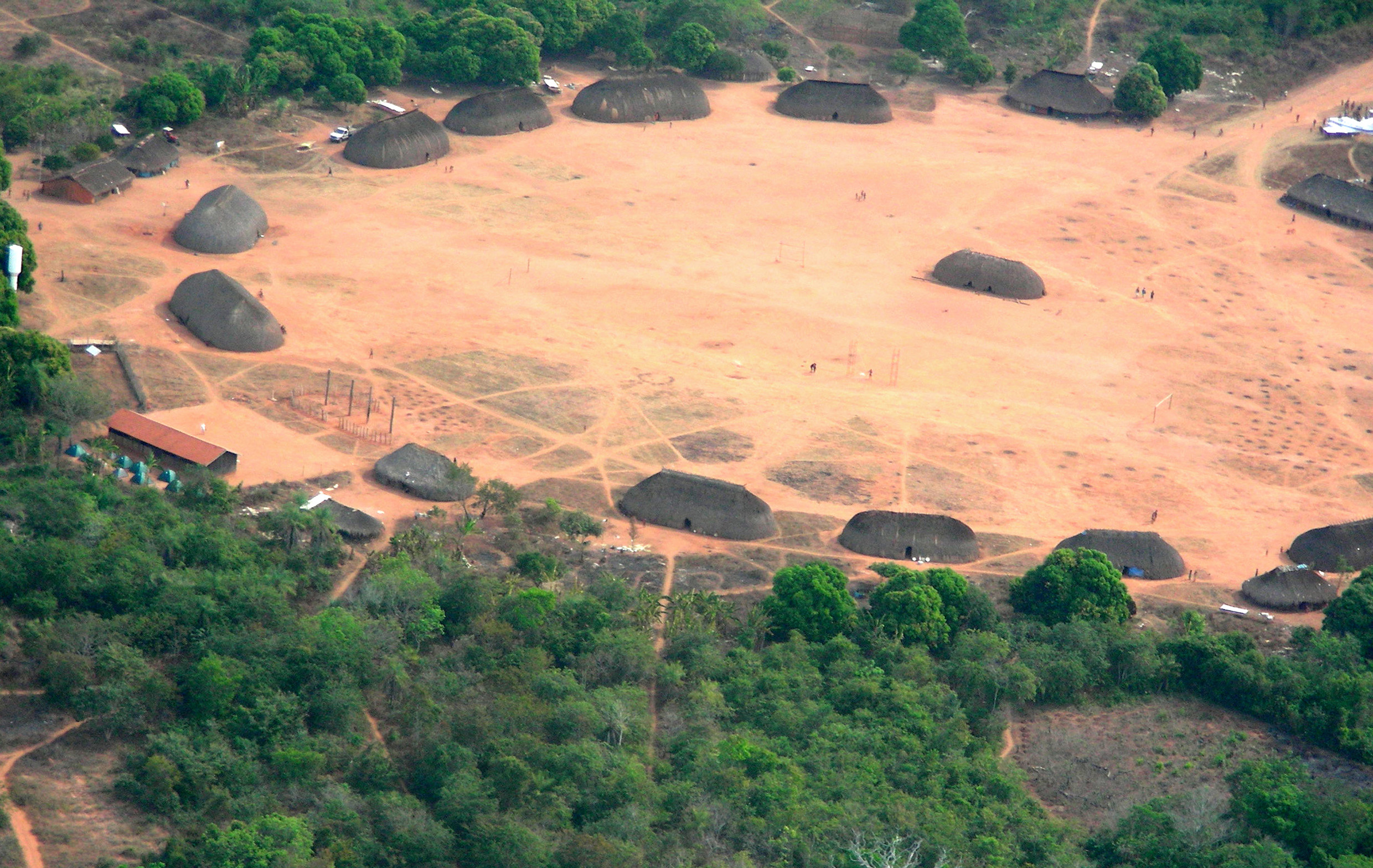
Uma aldeia típica do Alto Xingu

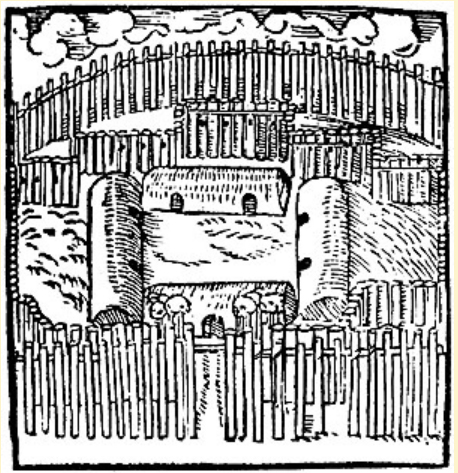
Uma aldeia com um sistema de paliçadas para defesa, gravura de Hans Staden, 1557

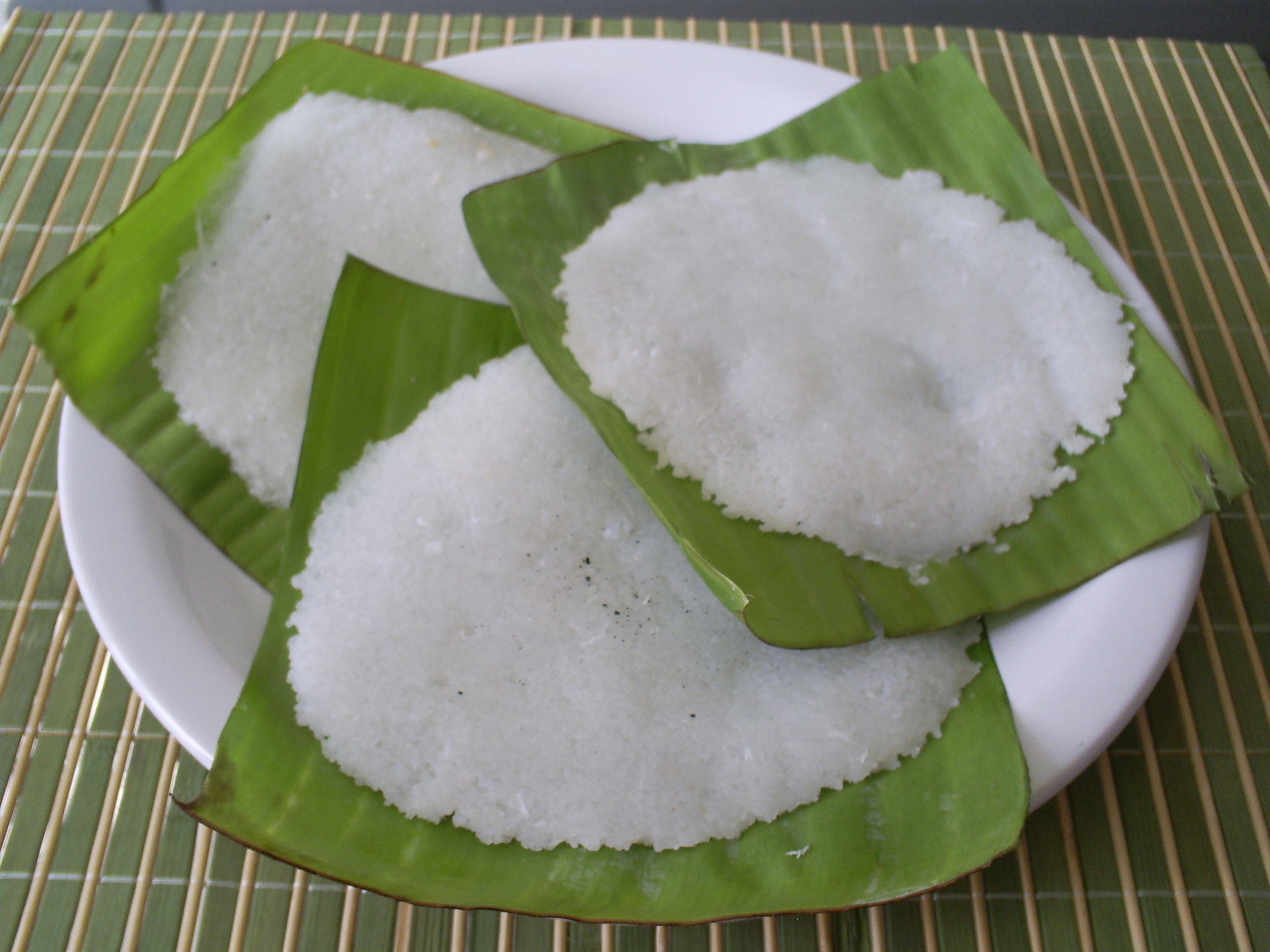
Beiju servido sobre folhas de bananeira

As comunidades viviam em tribos, uma entidade organizacional complexa composta de várias aldeias ligadas por parentesco e por interesses comuns. Cada aldeia consistia de um grupo de habitações coletivas, as chamadas ocas ou malocas, dispostas em relação a uma praça que podia ser o centro ou não, e que era destinada a atividades comunitárias como celebrações, rituais, assembleias e outras. No centro da praça podia haver uma oca destinada a atividades exclusivamente masculinas. Em cada habitação moravam muitos casais com suas famílias, podendo abrigar de 50 a 200 indivíduos, e em muitos casos, bem mais. As ocas eram construídas com um arcabouço de madeira inteiramente fechado com palha, deixando de uma a três aberturas para circulação. Em geral eram estruturas alongadas e altas, mas podiam assumir variadas formas e tamanhos, e algumas tribos, como os marubo e os ianomâmis, construíam apenas uma, onde residiam todas as pessoas da aldeia.
A maior parte da vida familiar se desenvolvia no interior das ocas, que possuíam divisões internas mínimas ou nenhuma. Com esta conformação, nada podia ser segredo para ninguém e tudo era feito à vista de todos, inclusive o intercurso sexual dos casais. À noite acendiam fogueiras e dormiam em redes. Uma descrição de Pero de Magalhães Gândavo, corroborada por outros cronistas, assim mostra o cotidiano no interior das habitações: "Em cada casa vivem todos muito conformes, sem haver nunca entre eles nenhumas diferenças: antes são todos amigos uns dos outros, que o que é de um é todos, e sempre de qualquer coisa que um coma, por pequena que seja, todos os circunstantes hão de participar dela". Jean de Léry relatou que "mostram os selvagens sua caridade natural presenteando-se diariamente uns aos outros com veações, peixes, frutas e outros bens do país, e prezam de tal forma essa virtude que morreriam de vergonha se vissem o vizinho sofrer falta do que possuem". Florestan Fernandes acrescentou: "O mesmo padrão básico de cooperação vicinal aplicava-se às relações dos membros das malocas que faziam parte de um grupo social. Os produtos da caça, da pesca, da coleta e das atividades agrícolas pertenciam à parentela que os conseguisse".
Quando a aldeia ficava próxima de inimigos, era cercada por paliçadas de troncos de árvores. Entre as paliçadas eram cavados fossos disfarçados com ramos e folhas, e, no fundo, eram fincadas estacas pontiagudas. Algumas tribos, como os aimorés, não construíam aldeias. Simplesmente limpavam uma área e dormiam debaixo das árvores, mantendo, à noite, fogueiras acesas. Outros, como os tucano, organizavam-se em núcleos familiares mais ou menos independentes, estabelecendo aldeias e habitações pequenas.
Viviam da caça, da pesca e da agricultura de subsistência, mudando periodicamente a instalação das aldeias conforme o declínio dos recursos naturais disponíveis no entorno. O abandono de áreas exploradas possibilitava sua recuperação natural. Como precisavam de poucos bens materiais, e obtinham tudo diretamente de uma Natureza exuberante, a pobreza era desconhecida no cotidiano, sempre havia o bastante para todos viverem felizes e saudáveis, com uma cultura fortemente baseada na troca e na distribuição equitativa de excedentes. Carências e fome só ocorriam em situações de crise geral, como nas epidemias, que despovoavam as aldeias desestruturando suas cadeias produtivas, ou nas secas, que afetavam negativamente o ambiente de grandes regiões.
Tinham amplo conhecimento da produção de bebidas fermentadas a partir de tubérculos, raízes, folhas, sementes e frutos como o milho, mandioca, batata-doce, buriti, caju, amendoim, banana, ananás. Deixaram forte herança na culinária brasileira, com pratos à base de mandioca e milho, tais como a pamonha e o beiju, e também com o guaraná, palmito, batata-doce, cará, pinhão, cacau, amendoim, caruru, serralha, mamão, araçá e caju, embora haja dezenas de outros hoje pouco comuns ou de conhecimento apenas regional, como o abajeru, apé, araticum, azamboa, bacaba, bacupari, camboim, cambucá, curuanha, curuiri, guti, grumixama, guapuronga, mocurí, mundururu, murici, ubucaba e umari. Outros vegetais introduzidos pelos indígenas foram fibras como o algodão, o tucum, gramíneas, bambus e o guaratá bravo para fabrico de tecidos, ornamentos e cestaria; para fazer vassouras, a piaçava; gêneros de abóboras para produzir cabaças, usadas para armazenar água ou farinha. Dos alimentos derivados de animais, destacam-se os de tartarugas e seus ovos, como o arabu, o abunã, o mujanguê e o paxicá; de peixes, como a paçoca e o moquém (também podem ser de outros animais), o piracuí, a moqueca e a mixira.

### Estrutura social e familiar

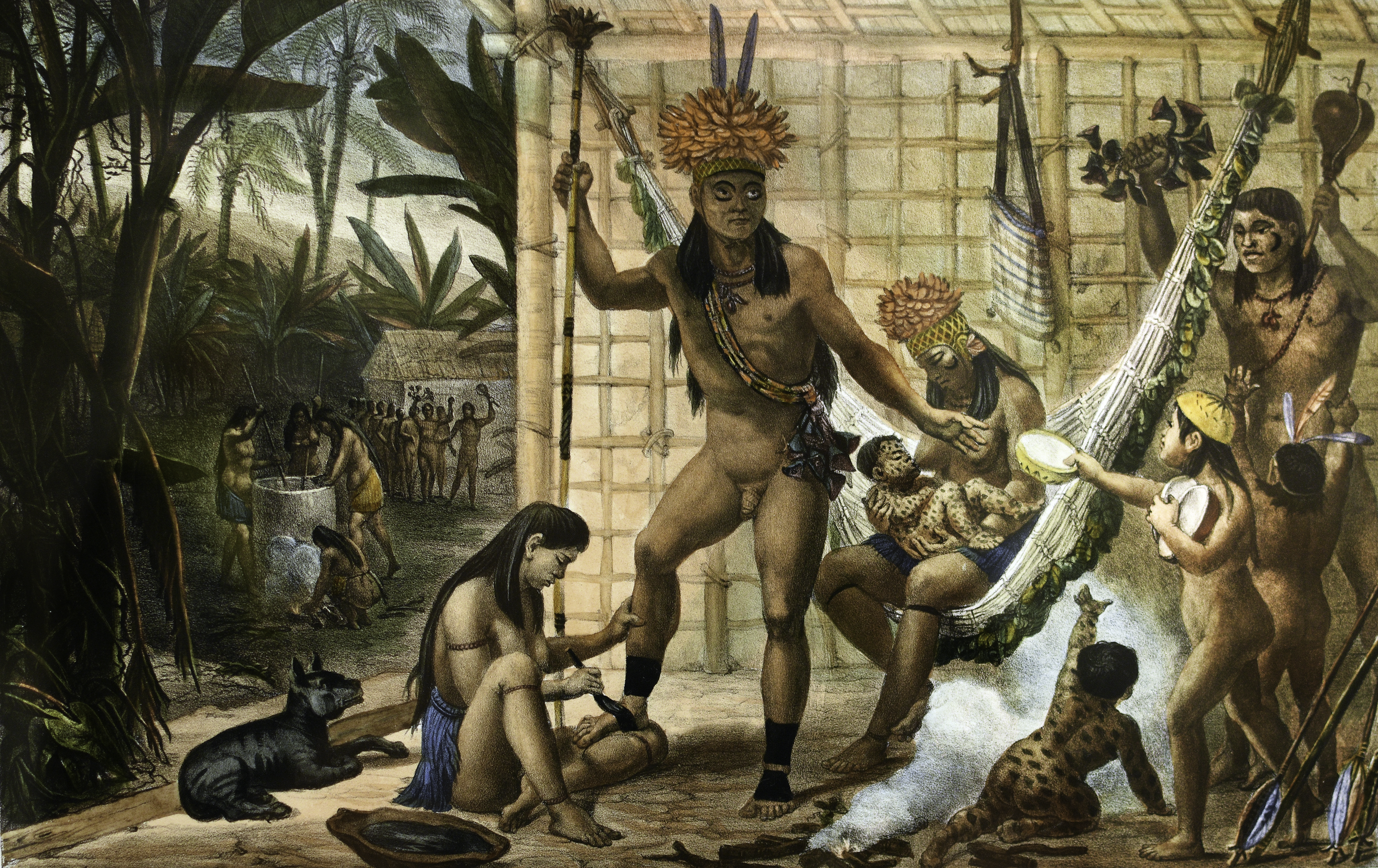
Debret: Família de chefe camacã se preparando para um festejo, c. 1820-1830

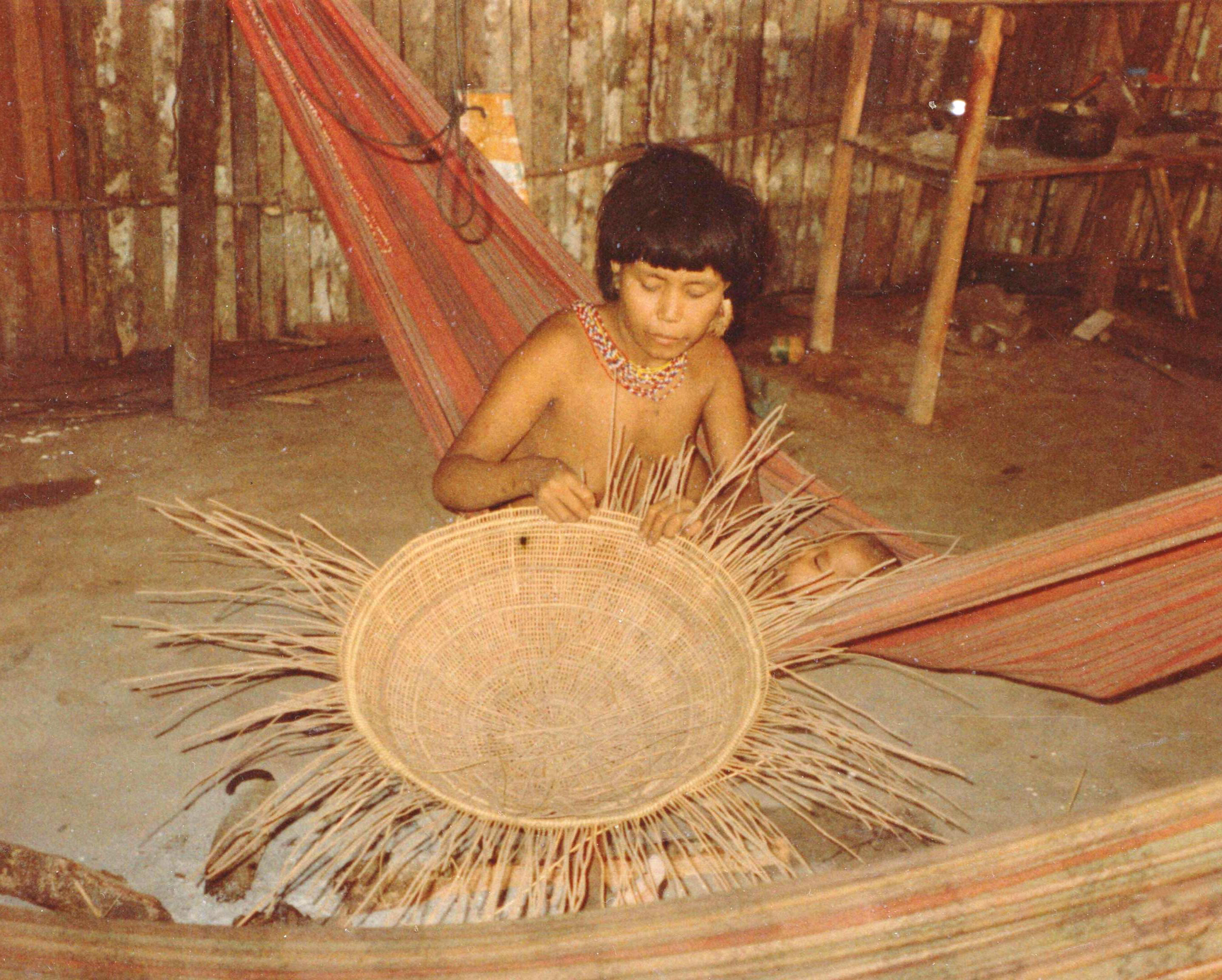
Índia ianomâmi em sua rede tecendo uma cesta, tendo ao regaço seu filho pequeno

Suas sociedades eram comunais, sem propriedade privada em larga escala, bastante igualitárias e descentralizadas, ainda que estratificadas, com papéis sociais nítidos e excludentes, com divisão de trabalho e status em moldes tradicionais, embora algumas culturas fossem bastante livres neste aspecto, permitindo grandes intercâmbios de funções. Lideranças ou outras funções de prestígio às vezes eram transmitidas em caráter hereditário, mas em geral os critérios decisivos eram a competência, o prestígio e o carisma pessoal. Costumavam venerar os ancestrais e tinham respeito pela autoridade e sabedoria dos líderes, dos anciãos e dos pajés, que se responsabilizavam pelas tarefas administrativas superiores da tribo, incluindo a aplicação da Justiça e a condução de ritos e festejos coletivos. As tribos mantinham-se coesas for fortes laços de parentesco e reciprocidade. O poder era exercido principalmente através da persuasão e da cortesia, de forma colegiada entre os maiorais, os pajés e anciãos, sendo raras as decisões autocráticas do líder principal salvo em emergências coletivas; podia envolver oferta de presentes e outras benesses ao grupo, e líderes tirânicos não permaneciam muito tempo na função. Para que pudessem exercer sua generosidade, os líderes recebiam serviços e bens diversos da comunidade. Seu contato com outras tribos, mediado geralmente por essa elite, se dava através de relações de comércio, cortesia, comemoração, ritual, cooperação, parentesco ou afinidade, aliança e conflito. Guerras entre indígenas foram comuns antigamente, se registram ciclos de alternância de poder entre vários cacicados poderosos ao longo dos séculos.
Os homens cuidavam da guerra, da caça, da pesca, da liderança tribal e relações externas, da construção das estruturas físicas da aldeia, das canoas e armas, de certos tipos de arte e ornamentos corporais, da produção do fogo, dos ritos xamânicos (que incluíam práticas medicinais) e da derrubada das matas para as lavouras. Às mulheres cabia o plantio, a colheita, o preparo de alimentos, a fabricação de utensílios domésticos, tecidos e adornos, a preservação do fogo, a limpeza e organização das ocas, a criação de animais, o cuidado inicial da prole e dos mais velhos, e colaboravam na caça e na pesca coletando os animais. Sua sociedade impunha um pesado fardo às mulheres em múltiplos trabalhos, alguns muito pesados, mas delas dependia parte essencial do sustento da tribo e desempenhavam um papel fundamental na localização do homem no tecido social e na preservação do seu conforto pessoal, a ponto de o padre José de Anchieta dizer que se um homem não tivesse mulher era um pobre coitado. A educação das crianças era compartilhada por todos os habitantes da aldeia, e estimulava-se a autonomia. Certas atividades podiam ser discriminadas por idade. Não havia escravidão para obtenção de mão de obra, embora fizessem prisioneiros de guerra. Para trabalhos de grande vulto o sistema do mutirão era a prática usual.
A família podia ser monogâmica ou poligâmica, com predomínio da poliginia. O casamento não era uma ligação perene nem muito sólida, o divórcio era frequente e fácil, e os maridos podiam usar as mulheres como moeda de troca. O relacionamento entre as várias esposas de um mesmo homem podia gerar atritos e ciúmes, especialmente se havia uma predileta, mas em geral era cordial e respeitoso. Em muitas tribos o casamento era um complexo rito de passagem que exigia o sacrifício de um prisioneiro de guerra, quando o homem trocava de nome e podia então constituir família. Havia muitas uniões consanguíneas, fortalecendo a unidade dos clãs e as redes de reciprocidade que asseguravam a manutenção da ordem e da vida comunitária em larga escala. Maus tratos de homens sobre esposas e filhos eram comuns e aceitos socialmente, entendidos como assunto privado; em muitas tribos pais e mães tinham direito de vida e morte sobre seus dependentes. A mãe amamentava o filho por vários anos, caso não tivesse outro no período. A criança pequena estava sempre acompanhada, e antes de andar frequentemente ia carregada em várias atividades adultas, incluindo a lavoura. Se fosse menino, o pai lhe ensinava logo cedo a manejar o arco e a flecha, a construir balaios e outras lidas. Quando menina, a mãe a introduzia no mister de fiar, tecer redes e fabricar adornos. Rituais solenes de passagem, conduzidos por xamãs ou pajés, marcavam as diferentes etapas do crescimento desde o nascimento até a morte, e eram celebrados por toda a tribo com grande aparato. Pessoas com deficiência ou muito idosas podiam ser abandonadas, mortas ou podiam solicitar eutanásia.

### Tradições, crenças, conhecimentos e valores

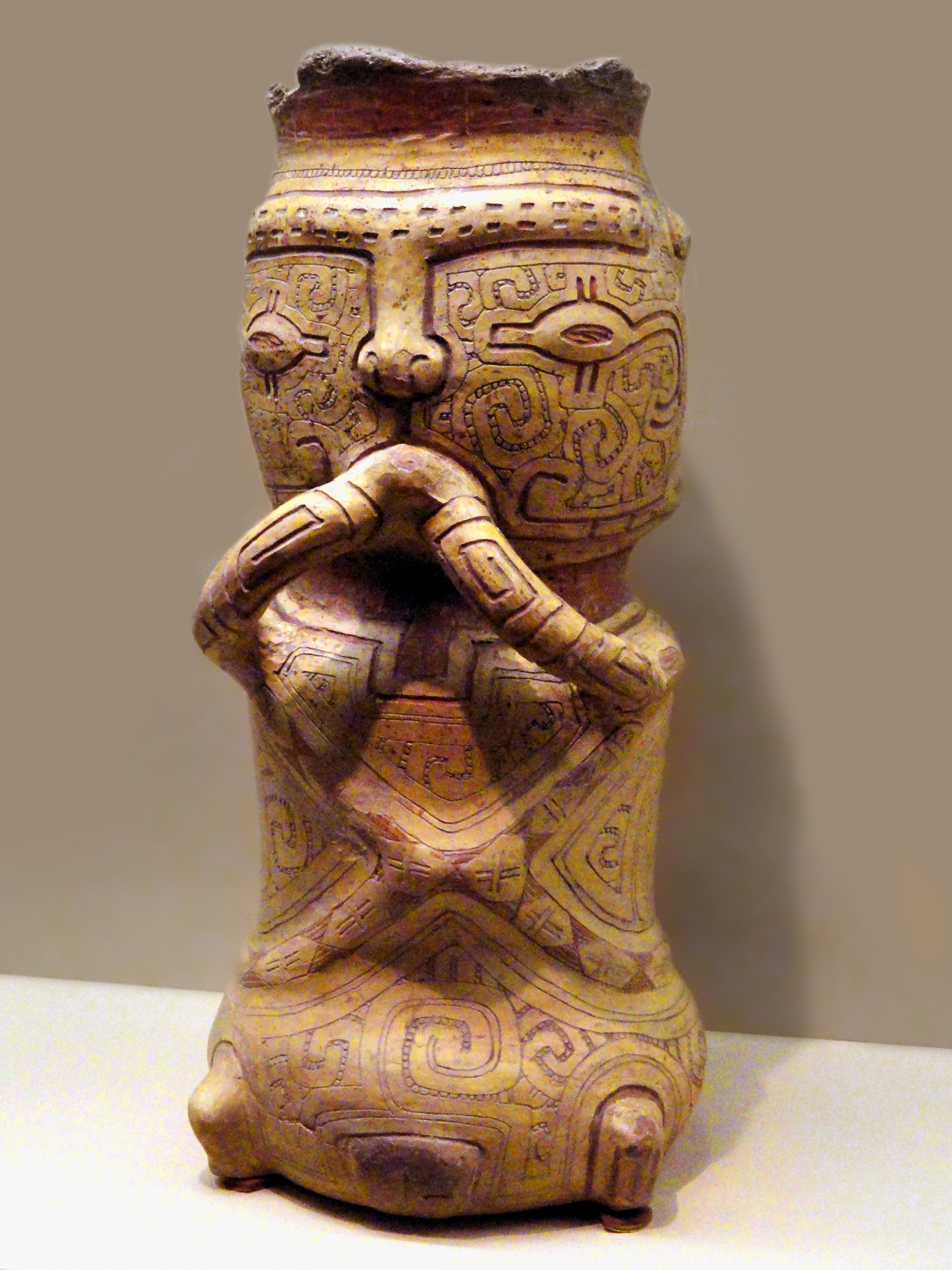
Urna funerária marajoara, Museu Americano de História Natural

A vida de cada indivíduo era programada em linhas gerais desde antes do nascimento pela estrutura tradicional e relativamente fixa de suas culturas, com normas sociais mantidas sem grande modificação desde tempos imemoriais. Muitas sociedades eram profundamente ritualizadas, desenrolando o tecido de suas vidas ao comando de mitos e crenças diversas, que cercavam certas atividades de tabus invioláveis e davam instruções para muitos atos cotidianos. No entanto, variações e mudanças existiram ao longo do tempo, cronistas antigos informam que na ocorrência de uma situação inesperada ou desconhecida, costumava-se convocar um conselho tribal para analisar o fato novo. Se ele pudesse ser harmonizado às tradições, era incorporado ao cânone dos costumes e imediatamente se tornava regra geral, mas apenas um voto contrário na assembleia podia levar à sua rejeição. Com o passar do tempo ocorreram muitos intercâmbios entre povos diferentes, em particular com os colonizadores, e essa evolução progride ainda hoje, sendo de fato culturas vivas e dinâmicas, mesmo que baseadas em tradições antigas.
Pouco se sabe sobre suas antigas crenças religiosas senão através de interpretações distorcidas transmitidas pelos colonizadores, para os quais nos primeiros tempos parecia que não possuíam nenhuma ideia de Deus. Nas palavras de Hans Alfred Trein, "a inexistência de uma formação social de Estado foi interpretada como carência civilizatória, da mesma forma como a inexistência de um Deus e de um discurso teológico foi interpretada como carência de religião". Logo se percebeu que eles mantinham sim muitos ritos e crenças religiosos, a ideia do divino era de fato generalizada, mas com muitas variações em seu significado. Nas cosmovisões indígenas é comum uma noção de tempo não linear, em que o universo não tem uma origem e fim definidos e os tempos se confundem. Muitas tribos acreditavam em um deus supremo, mas este deus podia ter a função única de criar o universo, deixando-o depois sob a responsabilidade de deuses secundários. Às vezes, porém, a origem do mundo é inteiramente desconhecida e ele já aparece pronto nas suas lendas de criação, podendo então destacar-se a figura de um herói sábio e civilizador, que podia ser algum tipo de super-homem ou alguma entidade divina, seres benevolentes que organizam e instruem a humanidade e lhe concedem dádivas valiosas. Em muitas tradições a humanidade nasce de um animal mitológico poderoso. Por outro lado, cosmogonias com um par (às vezes antagônico) ou uma coletividade de criadores primevos também são comuns.

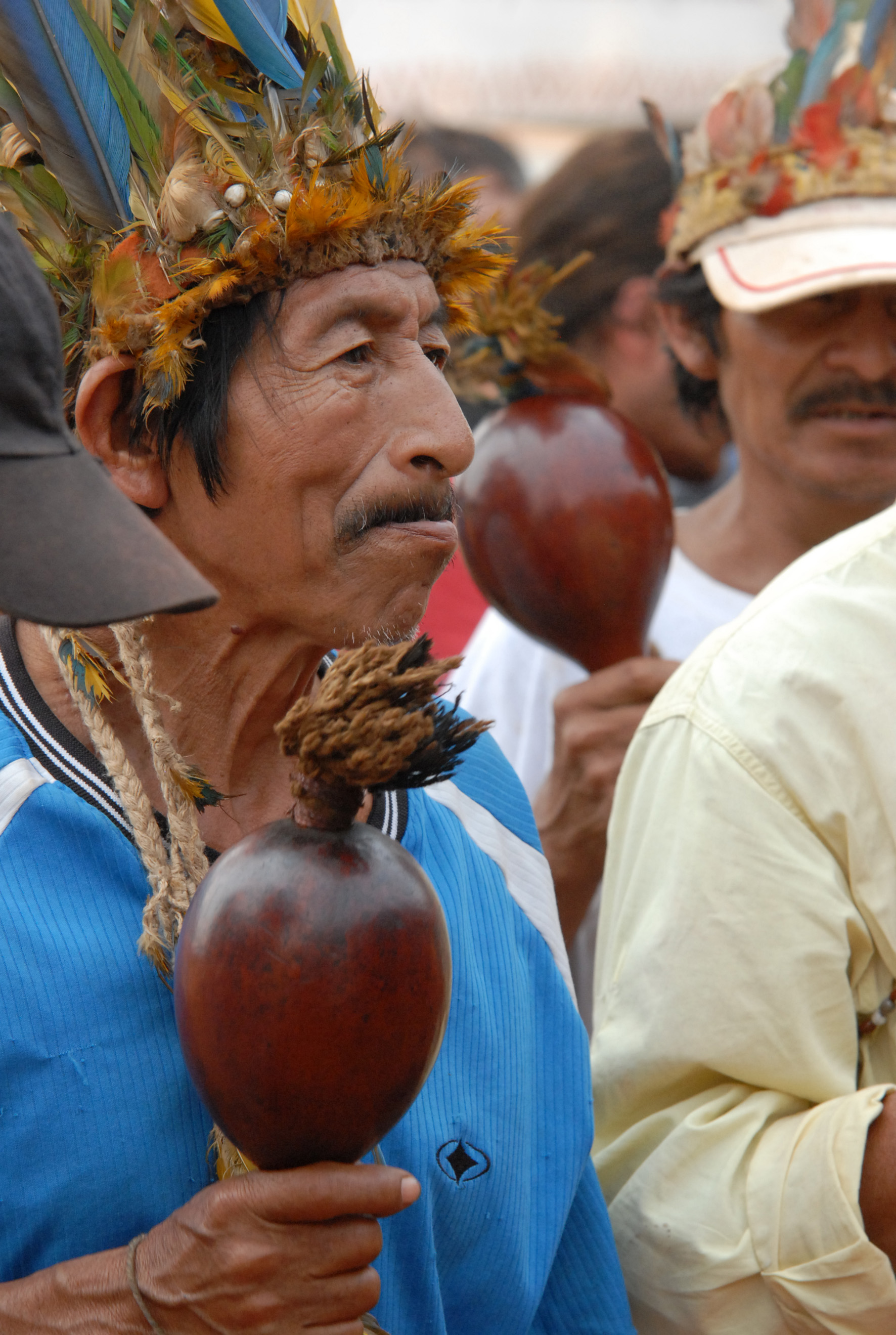
Pajé guarani

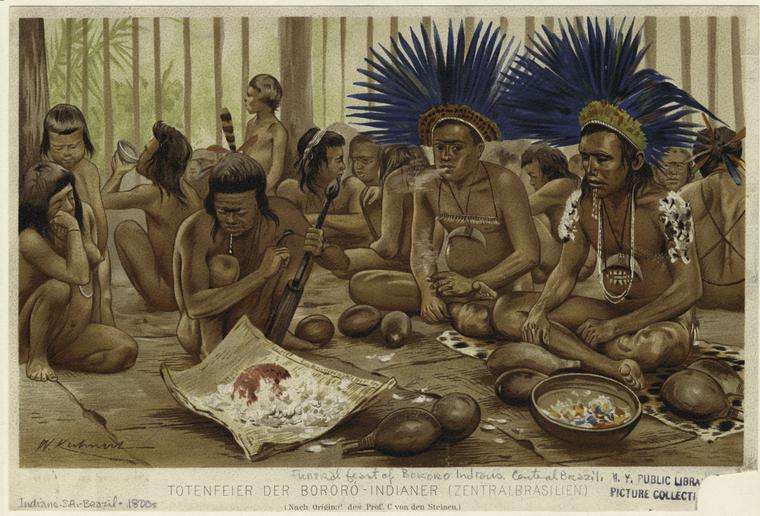
Funeral dos bororos, registrado por Wilhelm Kuhnert (1865–1926)

Vários animais, plantas, seres mitológicos e a própria Terra e seus elementos em todas as culturas foram variavelmente deificados (animismo), ou sacralizados, ou personificados, e em muitas comunidades cultivava-se uma identificação panteísta de um poder divino insondável com a Natureza e os homens. Para eles o mundo visível era apenas um de muitos mundos paralelos, que em certos aspectos ou momentos podiam se tornar intercomunicantes. Uma ideia de um paraíso pós-morte, a "terra sem males" como o chamam os guaranis, reservada aos bons e corajosos, era recorrente, e praticavam-se elaborados rituais de sepultamento dos mortos, bem como para preservar a memória de ancestrais e dos fundadores míticos dos clãs. Mas suas religiões não eram dogmáticas, não havia uma liturgia imutável, nem escrituras sagradas, não ofereciam vítimas sacrificiais ao seus deuses e não praticavam o proselitismo religioso. Acreditavam em diversos tipos de demônios e espíritos da floresta, como o Curupira, um protetor dos animais, capazes de causar dano às pessoas, exigindo ser aplacados com ritos ou presentes. Os mediadores por excelência entre o plano divino e humano eram os pajés ou xamãs, que eram também, junto com os anciãos, os principais guardiões e transmissores de suas tradições. Mas havia algumas tribos sem pajés e os deuses, espíritos e antepassados podiam se comunicar com os humanos comuns através de animais, sonhos, intuições e visões proféticas. O uso de substâncias alucinógenas, tabaco e beberagens embriagantes era generalizado, embora sujeito a regras precisas, para fazer a ponte para o mundo invisível, para relembrar tradições e os antepassados, selar pactos entre as tribos ou renovar a união interna da comunidade.
Diversas de suas lendas se tornaram populares entre não-indígenas, enriquecendo os folclores regionais, como as lendas do Boto, da Boitatá, da Iara, do Uirapuru e do Curupira, mas as mitologias indígenas geram também grande interesse acadêmico, e a partir de estudos de Claude Lévi-Strauss passou-se a perceber uma recorrência de temas frequentes em seus mitos e cosmologias que são comuns à cultura ocidental, podendo por isso ser valiosas vias de comunicação intercultural. No sumário do Instituto Socioambiental, esse corpo de símbolos enfatiza
"[...] a reflexão sobre oposições, tais como a de natureza/cultura; vida/morte; homem/mulher; particular/geral; identidade/alteridade. As mitologias e as cosmologias indígenas tratam, portanto, de temas com que se preocupam todos os homens, com menor ou maior grau de elaboração, expressão ou consciência. São temas que remetem à essência do que significa ser humano e estar no mundo. Por isto mesmo, apesar do estranhamento inicial trazido por signos desconhecidos - que carregam concepções inesperadas, articuladas a teorias cuja tradução escapa à primeira aproximação - a comunicação é possível e se dá não só na pesquisa e na divulgação, como também fascina e desafia".

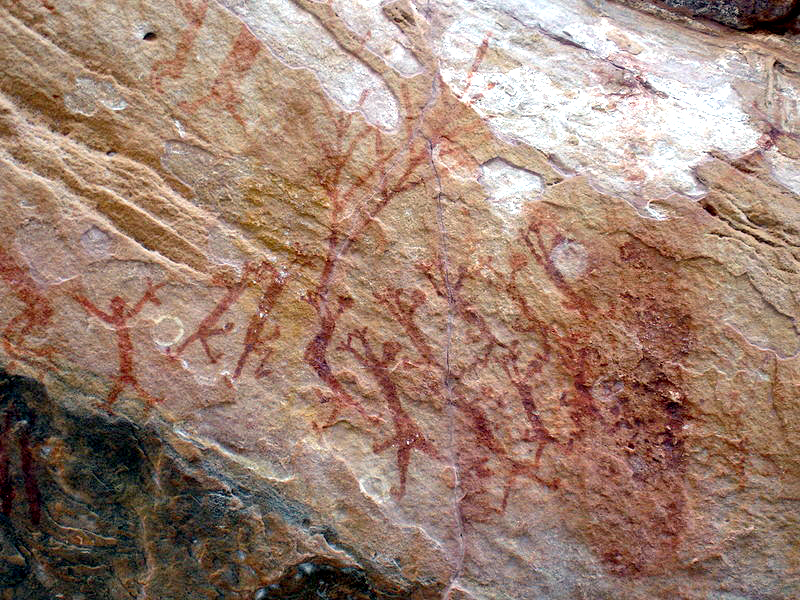
Pictograma na Serra da Capivara mostrando um ritual envolvendo uma árvore

Desenvolveram vários conhecimentos astronômicos e científicos, associando observações dos astros e do meio ambiente aos ciclos de vida da comunidade e às suas crenças religiosas, mas muito pouco se sabe sobre isso. Na descrição do etnoastrônomo Germano Bruno Afonso, "os índios e os povos antigos não faziam astronomia só por fazer. Tudo tinha uma razão. Além da parte prática, com finalidade de orientação — os pontos cardeais — havia toda uma parte religiosa, de ritual, de culto aos mortos, de fertilidade etc., que também era ligada à astronomia. Por exemplo, para os tupi-guarani cada um dos pontos cardeais representa o domínio de um deus". O Cruzeiro do Sul era a constelação mais conhecida, usada como uma referência para orientação geográfica. Sobrevivem relatos históricos sugestivos, como o do missionário francês Claude d'Abbeville: "Os tupinambá atribuem (corretamente) à Lua o fluxo e o refluxo do mar e distinguem muito bem as duas marés cheias que se verificam na lua cheia e na lua nova ou poucos dias depois". Vários mitos relacionam o fenômeno da pororoca às fases da Lua, o que é também correto, muitas tribos usavam formas de relógios solares (gnômons), e contavam o tempo através do movimento aparente do Sol. Astros e constelações aparecem em pictogramas rupestres, e são personificados e divinizados em suas tradições imemoriais, atribuindo-se-lhes poderes maravilhosos e até comportamentos emocionais. Guerreiros ou personagens famosos podiam ser transformados em estrelas e constelações, ou mesmo em animais ou plantas sobrenaturais. No célebre mito da mandioca, por exemplo, em versão recolhida por Couto de Magalhães, a planta, que é vital para o sustento indígena, nasce do corpo de uma menina morta. Para os tupi-guarani, se Jaci (a Lua), gostasse de alguma menina e a quisesse ter por companhia, a transformava em estrela. Por outro lado, eclipses e cometas, aparições inesperadas, fora da ordem natural que concebiam, costumavam espalhar o terror entre eles. Estando em contato íntimo com a Natureza, se tornaram profundos conhecedores de seus segredos e recursos, ainda que inúmeros fenômenos naturais fossem explicados através de razões sobrenaturais. Plantavam de acordo com as estações e as fases da Lua, conheciam relações entre mudanças climáticas e mudanças na biodiversidade, e usavam o controle biológico de pragas agrícolas.
Muitas etnias mantinham costumes que chocaram os colonizadores, como o canibalismo, o incesto, o infanticídio neonatal e a feitiçaria, embora deva-se assinalar que estavam inseridos em um contexto cultural coerente, mas foram também frequentes os relatos sobre sua generosidade, sua habilidade guerreira, seus valores de honra e coragem, notabilizando-se como heróis, por exemplo, Filipe Camarão e Sepé Tiaraju. D'Abbeville registrou no século XVI: "As leis da cavalaria, no tempo em que floresceu na Europa, não excediam por certo em pundonor e brios a bizarria dos selvagens brasileiros. Jamais o ponto de honra foi respeitado como entre estes bárbaros, que não eram menos galhardos e nobres do que esses outros bárbaros, godos e árabes, que fundaram a cavalaria". Duelos por questões de honra eram comuns.

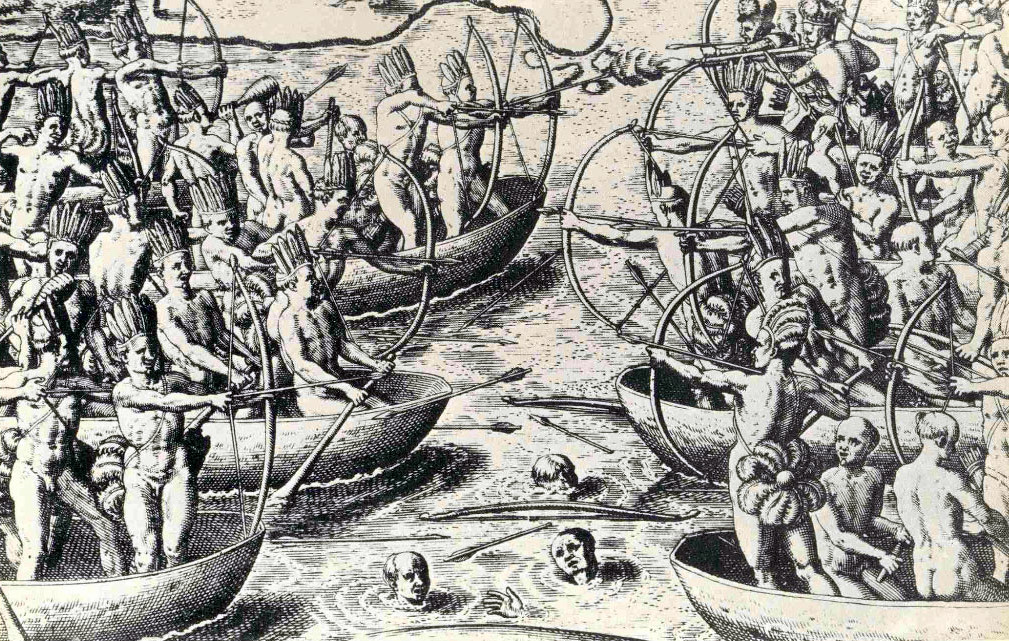
Uma guerra naval em gravura de Theodor de Bry

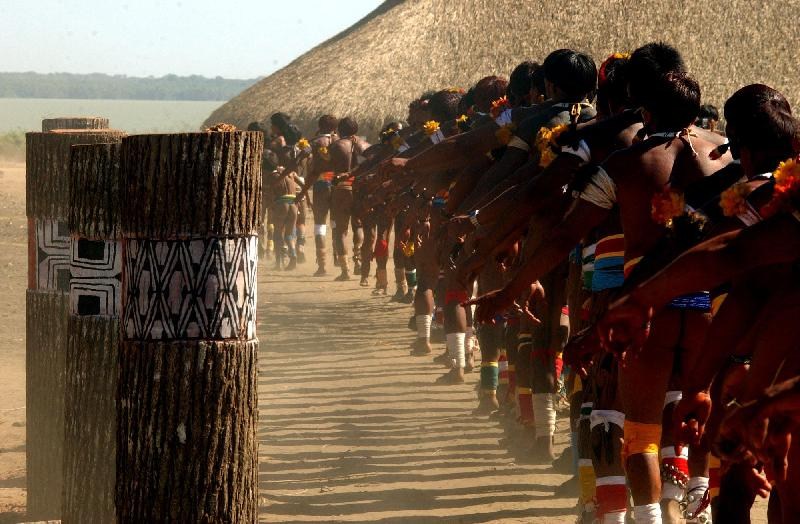
Dança coletiva em torno dos troncos que representam os mortos homenageados no Quarup, um dos mais importantes festejos intergrupais da região do Xingu

A guerra era frequente e muitas vezes ritualizada. Podia atender à necessidade de resolver rivalidades e delimitar poder entre as tribos, mas suas principais motivações eram a vingança de ofensas e a captura de prisioneiros destinados ao sacrifício por ocasião do matrimônio dos guerreiros. Até a chegada do colonizador parecem ter sido muito raras as guerras de conquista, não conheciam o cavalo nem armas de fogo ou equipamentos bélicos sofisticados, e suas armas principais eram o tacape, o arco e a flecha, pedras de arremesso, a lança e o escudo, instrumentos típicos do combate corpo-a-corpo, não desprezavam o uso de golpes com mãos nuas, arranhamentos com as unhas e mordidas, e eram hábeis na guerrilha, no combate naval e na emboscada. Matar muitos inimigos e fazer prisioneiros acrescentava grande prestígio e fazia parte do seu sistema de afirmação da masculinidade. Os prisioneiros de guerra não precisavam ficar confinados porque a fuga representaria grande vergonha e desonra. Eram tratados familiarmente como se fossem membros da aldeia, e eram bem alimentados e cuidados até o momento de serem mortos. José de Anchieta testemunhou: "Naturalmente são inclinados a matar, mas não são cruéis; porque ordinariamente não dão nenhum tormento aos inimigos, porque se os não matam nos conflitos da guerra, depois tratam-nos muito bem, e contentam-se com lhes quebrar a cabeça com um pau, que é morte muito fácil. [...] Se de alguma crueldade usam, ainda que raramente, é com o exemplo dos portugueses e franceses". Apesar dos conflitos frequentes, os relatos de carnificinas extensas intertribais só aparecem depois de avançar a conquista portuguesa, quando mudam todas as relações de poder, as guerras para conquista e escravização se tornam habituais e se formam e caem em sucessão poderosos cacicados.
Também se registram narrativas sobre intensos afetos familiares e sua predisposição a atividades artísticas e festejos, celebrando regularmente grandes encontros que congregavam enormes grupos, sendo o mais conhecido o Quarup, ritual celebrado até hoje que homenageia os mortos importantes, onde se trocam presentes, compartilham refeições elaboradas e experiências de vida, e ocorrem disputas esportivas, cantos, lamentos e danças coletivas.
Muitas vezes cobriam seus corpos com variada ornamentação de plumas, fibras e outros materiais naturais, especialmente em ocasiões de festejo ou cerimônia, mas a nudez era corriqueira e não causava nenhuma vergonha. Mas vivendo na floresta, cheia de animais agressivos e obstáculos físicos, muitas tribos usavam no cotidiano tapa-sexos, protetores penianos ou tangas de tecido, que tinham a função de proteger os genitais contra acidentes ou ataques de insetos. Mantas de tecido para cobrir o corpo eram raras. Dispensavam grandes cuidados ao corpo e à higiene pessoal. Deles vem o costume moderno do banho diário. Mas pouco se sabe de sua sexualidade e seu significado sociocultural ou afetivo. Pareciam ter uma atitude bastante livre quanto a ela em vários aspectos. A virgindade era pouco valorizada e costumavam ser ativos sexualmente antes do casamento, embora tabus interditassem para o sexo os pré-púberes e as mulheres em período menstrual e no puerpério. Em muitas tribos eram aceitos, por exemplo, o sexo grupal, algumas formas de incesto, o adultério e a homossexualidade, e homens podiam oferecer os favores sexuais de suas esposas a visitantes ilustres como forma de cortesia. Mesmo o sexo e a higiene eram praticados à vista de quem estivesse perto. É de notar que as ocas em que viviam não tinham divisões internas.
Por outro lado, tinham suas próprias convenções restritivas que, se violadas, acarretavam vergonha, ostracismo ou outras sanções severas que iam de castigos físicos até o banimento ou a pena de morte. Alguns exemplos são ilustrativos: Xamãs suspeitos de praticar feitiçaria contra membros de sua tribo podiam ser executados; se um homem se mostrasse covarde era rejeitado pelas esposas; revelação de segredos de iniciação podia significar a morte, e em algumas tribos se mulheres profanassem a Casa das Flautas, reservada apenas aos homens, sua lei exigia que fossem punidas com um estupro coletivo. Os crimes não prescreviam pelo tempo e justificações como embriaguez, descontrole emocional e a coação não costumavam ser aceitas como atenuantes ou escusas de responsabilidade.

#### Relação com o ambiente e a terra

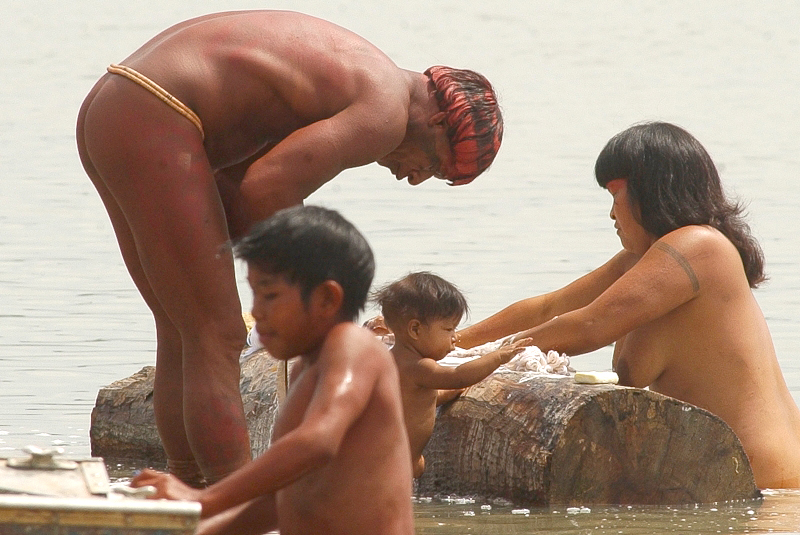
Família em atividades à beira de um rio

Em muitos aspectos de sua vida a Natureza se fazia presente, e de fato, como se viu, sua sobrevivência dependia dela em regime diário. Mantinham animais de estimação; muitas tribos e clãs remontavam suas genealogias a animais míticos; vários animais e plantas participavam de inúmeras lendas, eram tidos como deuses ou mágicos, deviam ser propiciados com oferendas e cerimônias, e eram reproduzidos em sua arte. Embora não tivessem uma consciência ecológica nos moldes ocidentais, viam em geral a Criação como uma obra divina, a vida como toda inter-relacionada, e a Terra como viva e sagrada, e mesmo que tirassem proveito e sustento do ambiente, mantinham um modelo de vida caracterizado pela sustentabilidade. Pela fundamental importância que as terras tradicionais têm nas suas culturas, estando intimamente associadas a mitos fundadores, hábitos de vida e tradições culturais e sociais, e sendo o local de sepultamento dos venerados ancestrais, sua perda em regra significa a desintegração das sociedades.
Sua sobrevivência também é ameaçada porque muitos animais e plantas que lhes eram importantes de várias maneiras estão desaparecendo, e a legislação nacional proíbe a predação e captura de espécies nativas. Para os indígenas se abre exceção, desde que o uso se destine à alimentação e a funções tradicionais, mas isso impede que usem produtos naturais, como penas de aves, em artesanato com objetivo comercial, que para muitas tribos já é importante fonte de renda.

#### Cultura e arte

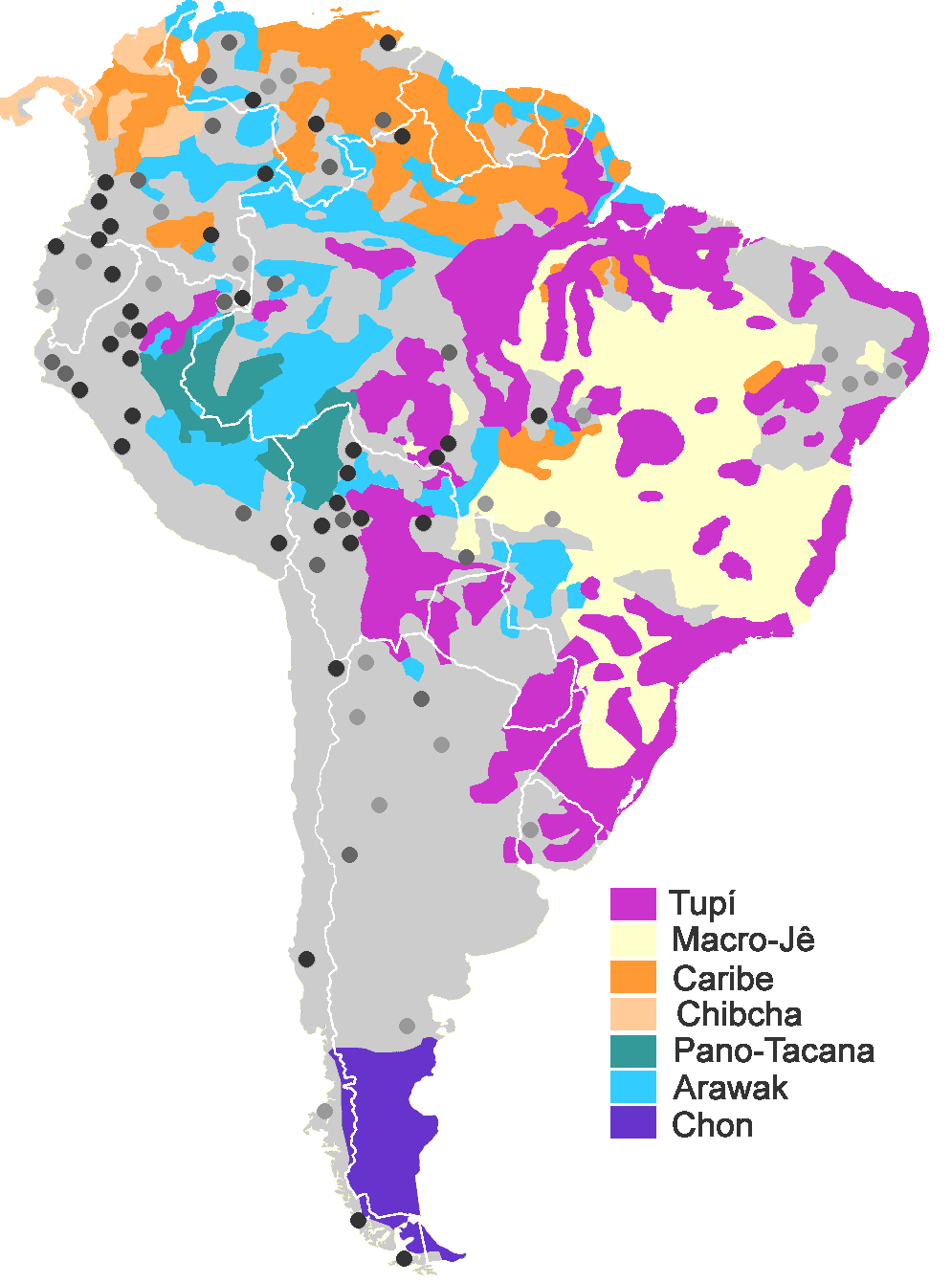
Mapa etnográfico da América do Sul, apresentando as principais famílias linguísticas

Como já foi mencionado, originalmente a educação nas comunidades era dada de maneira coletiva e tradicional, em grande parte baseada na oralidade, já que nenhuma das sociedades indígenas brasileiras possuiu sistemas de escrita conhecidos. Calcula-se que antes de Cabral eram faladas cerca de 1 300 línguas nativas. Hoje seu número é muito menor. Não se sabe exatamente qual seja, devido à variação nos critérios utilizados, mas pode ainda haver cerca de 270 línguas vivas. O número oficial do IBGE é de 274. Muitas, porém, estão em rápido declínio, com apenas poucos falantes. Poucas foram estudadas em profundidade, apenas 9% delas tem descrição completa, com gramática, coletânea de textos e dicionário. Elas se dividem em dois grandes troncos linguísticos, o tupi e o macro-jê. No primeiro se incluem, por exemplo, as línguas tupi-guarani, monde, tupari, juruna e mundurucu, e no segundo, jê, bororo e botocudo. Também existem diversos grupos falantes de línguas isoladas, sem afinidades próximas com quaisquer outras línguas, como o ticuna, trumai e jabuti. Além disso, há uma infinidade de dialetos e variações das línguas principais. O ticuna, o guarani-caiouás e o Caingangue são as que têm maior número de falantes.

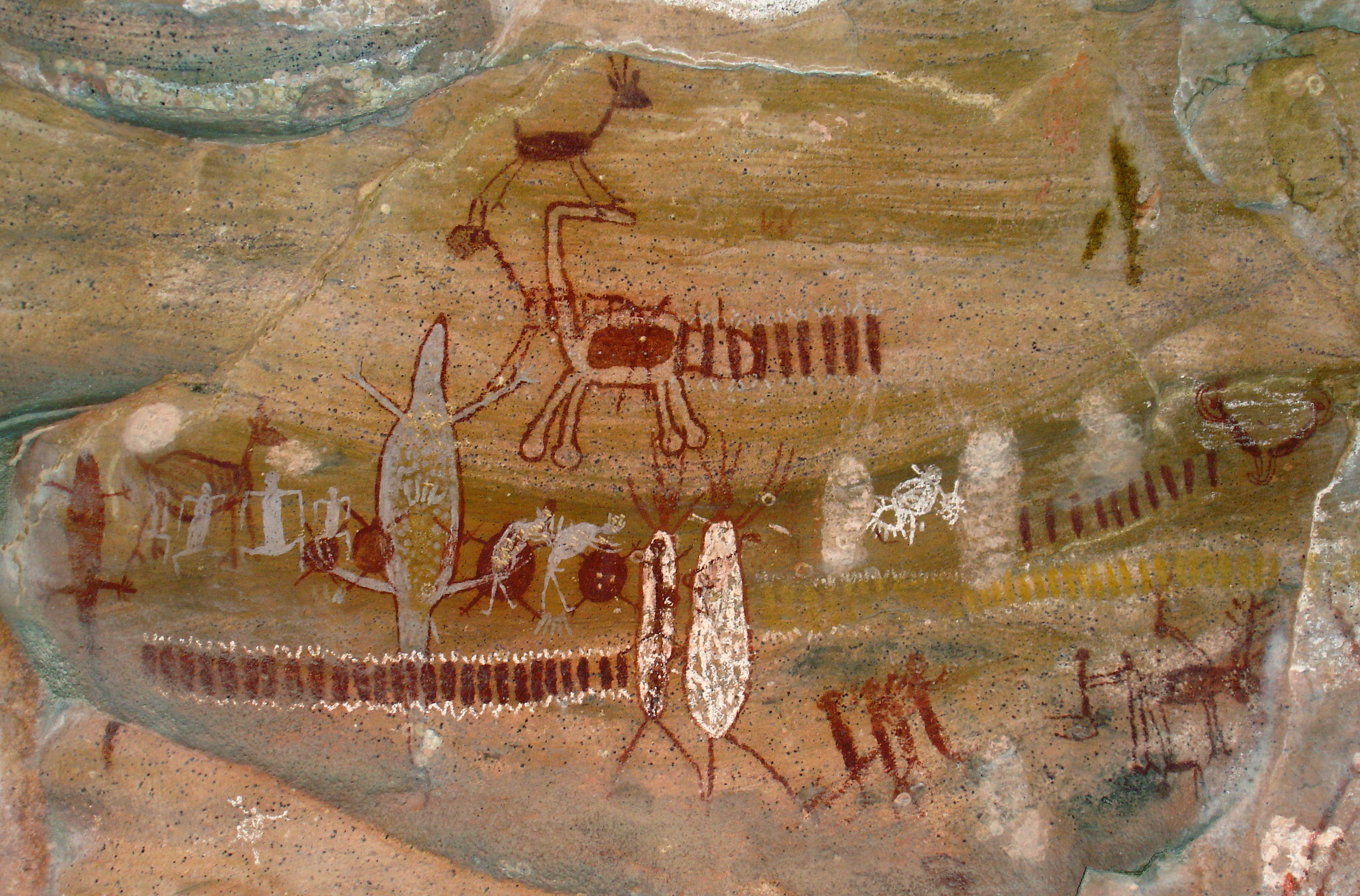
Pinturas rupestres no Parque Nacional Serra da Capivara, declarado Patrimônio Mundial pela Unesco em vista de sua importância arqueológica, possuindo 912 sítios identificados e 657 com pinturas e gravuras.

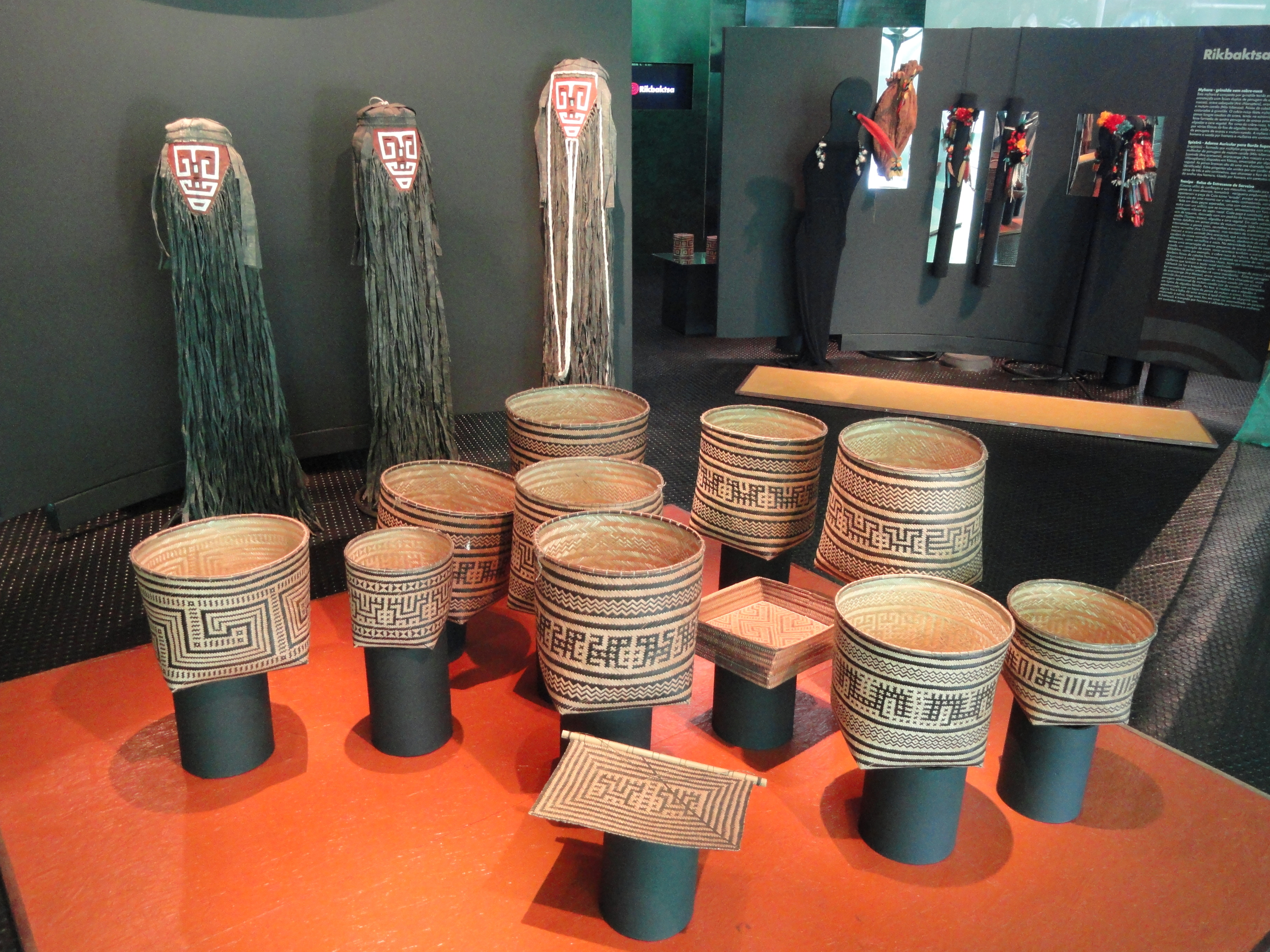
Vestes cerimoniais e cestaria dos aparai. Memorial dos Povos Indígenas

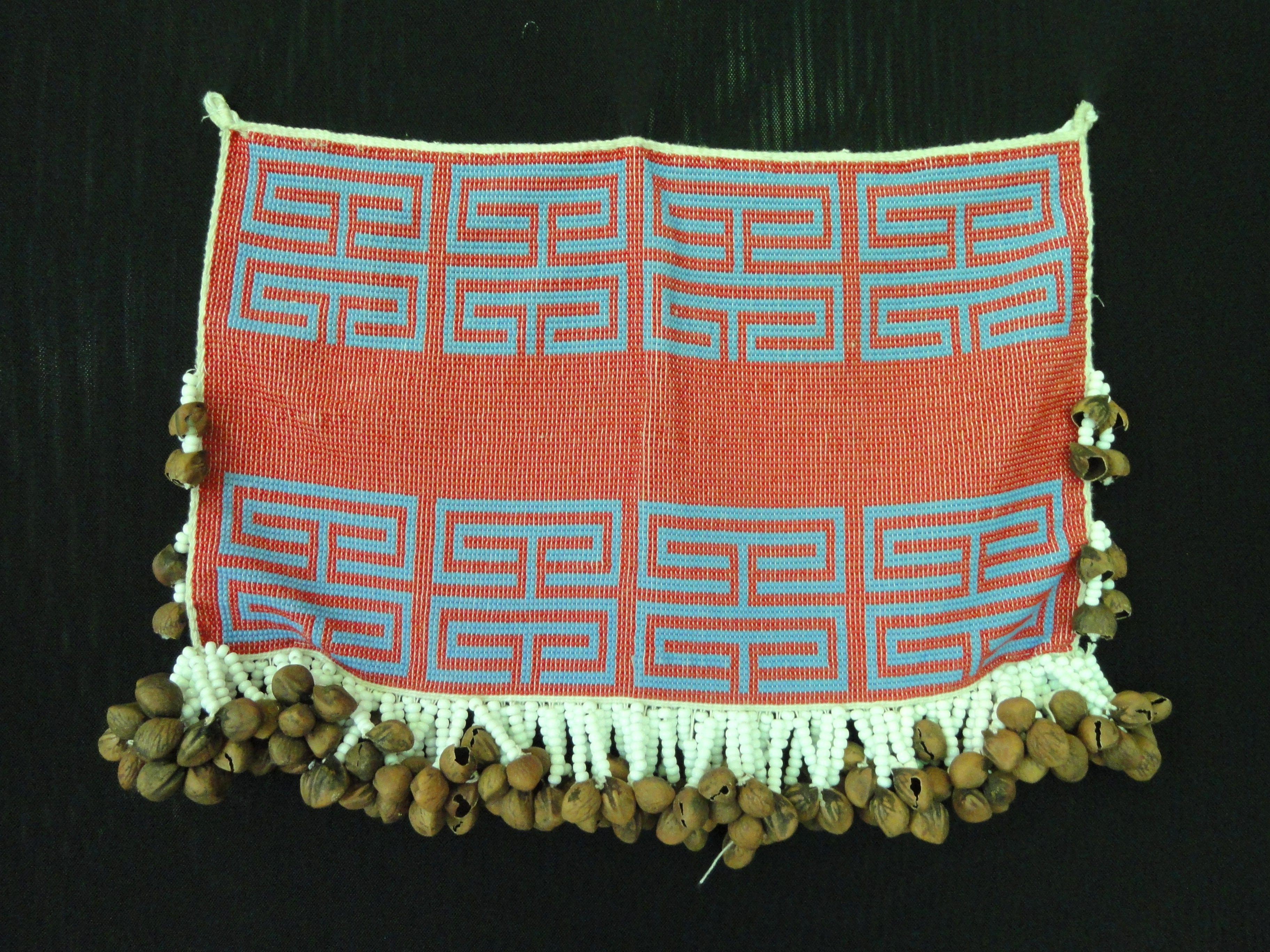
Têxtil com padronagem geométrica típica dos tiriós-caxuianas. Memorial dos Povos Indígenas

Apesar da ausência de sistemas de escrita, muitos grupos desenvolveram uma rica diversidade de sinais e outras formas gráficas, de variado grau de complexidade, repetidas através de gerações e que, sabe-se, eram portadoras de significados específicos, uma forma de comunicação diferente dos sistemas de escrita formais do ocidente, embora seja comparável à sua arte. Ainda que seu significado exato permaneça com frequência mal compreendido, especialmente nos documentos arqueológicos, esses sinais e formas visuais, às vezes arranjados em cenas narrativas ao lado de figuras de seres vivos, são documentos históricos importantes para a reconstituição de suas vidas. Pictogramas e gravuras rupestres que sobrevivem em sítios arqueológicos em todo o Brasil dão amplo testemunho de mentes capazes de criar mensagens complexas, em que se mesclam plasticidade e significados. Na descrição de Irene Machado, pesquisadora do CNPq, "as inscrições rupestres.... constituem um legado capaz de desfazer equívocos e desvendar redes de possibilidades. Porque constroem sistemas de escrita por meio de signos notacionais, estão muito mais próximas da criação científica e artística do que da mera comunicação instrumental". Grande parte deste acervo arqueológico já desapareceu ou está ameaçado pelo avanço da civilização, pelo desconhecimento do seu valor e pelo vandalismo premeditado.
Mesmo que muito já tenha sido perdido, a cultura material e imaterial dos povos indígenas brasileiros que sobrevive até o presente é riquíssima em conjunto, embora possa variar muito entre os casos individuais. Algumas culturas se caracterizam pela grande fartura de apetrechos e objetos decorados, organizam ritos suntuosos, apreciam generosa pintura corporal; outras são mais adeptas da simplicidade visual, mas podem desenvolver por exemplo grandes habilidades musicais, ter substantiva tradição oral e falar linguagens sutis e sofisticadas. Entre as especialidades que cultivaram se destacam a música, a dança, a cerâmica, a tecelagem, a cestaria, a pintura corporal e a arte plumária. Essa produção tinha papel central na vida das tribos, sendo o veículo de ideias, conceitos religiosos e símbolos coletivos, além de servir como expressão de beleza e habilidade. De fato, os melhores criadores eram prestigiados.
Mas não havia a figura do "artista"; todos eram hábeis em várias formas de arte. Uma dedicação especializada e exclusiva, típica da sociedade ocidental, era visto como sintoma de um desequilíbrio espiritual ou uma obsessão, pois as atividades vitais deviam ser distribuídas equilibradamente e a produção de objetos simbólicos, que compunham grande parte de sua cultura material, estava sob a influência de poderes espirituais, e devia ser restrita a ocasiões ritualizadas. O próprio processamento das matérias-primas usadas para a confecção dos artefatos era carregado de ritualidade e sujeito a leis precisas, que variavam entre cada tribo. Para os palicures, por exemplo, as penas vermelhas das araras são assentos de espíritos protetores, por isso usadas em adornos corpóreos, objetos e espaços a fim de afugentar influências malignas. Entre os uaianas, a tintura do arumã é a matéria-prima mais carregada de simbolismo, já que a constituição da planta é comparada à dos seres humanos. O grande cocar caiapó chamado krokrok ti simboliza a própria aldeia. No centro vão penas azuis que representam a praça, o local masculino e público por excelência, em torno são enfileiradas penas vermelhas, simbolizando o mundo feminino e doméstico. Penugens brancas de acabamento representam a floresta. Muitos povos e clãs desenvolveram uma série de padrões geométricos, transmitidos tradicionalmente em cestaria, cerâmica, pintura corporal e tecelagem, que se tornaram marca registrada de cada grupo, possuindo também significados e preservando conhecimentos matemáticos.

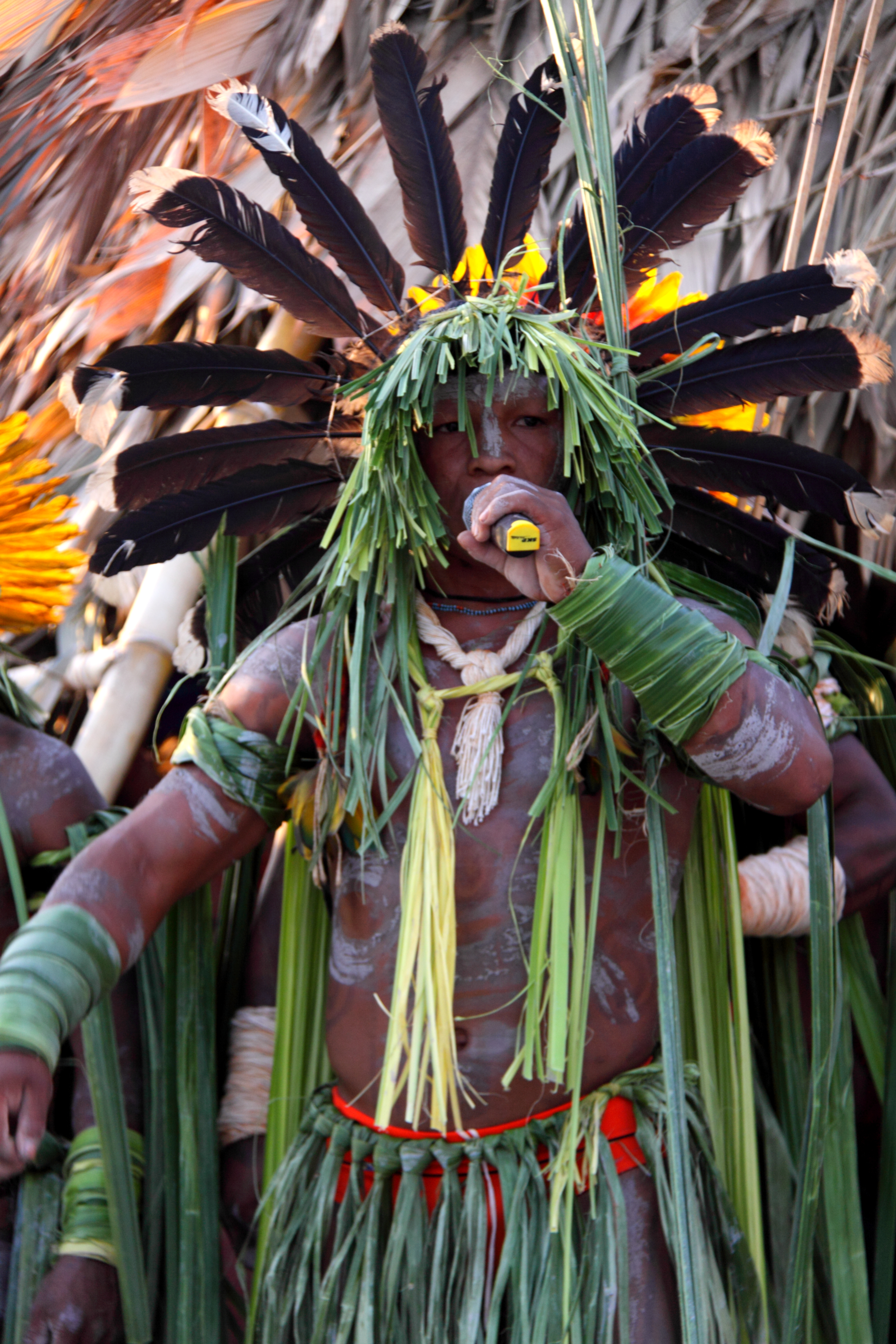
Enáuenê-nauê tocando um instrumento de sopro e ostentando completa ornamentação corporal

A música tinha grande destaque entre as artes, sua origem era tida como divina, sendo recebida através de sonhos. Para eles o som tinha poderes mágicos, estando na base da estruturação do cosmos e sendo poderoso instrumento de intervenção deliberada no mundo físico, como por exemplo produzindo curas. Praticamente não se produzia música que não tivesse alguma associação com o sagrado, estando presente em toda parte, especialmente nos grandes festejos, quando era praticada coletivamente. As cantorias e declamações rituais, que recontavam histórias da tradição, descreviam sonhos proféticos, invocavam espíritos e produziam curas e visões, "cumprem também um papel fisiológico na própria constituição dos estados psíquicos, atualizando a experiência dos eventos míticos", como descreveu a antropóloga Deise Montardo. A música também incluía canções de amor e saudade, podendo ser impregnadas de intenso lirismo poético. José Miguel Wisnik analisou esta importância dizendo que "cantar em conjunto, afinar as vozes, significa entrar em acordo profundo e não visível sobre a intimidade da matéria", produzindo uma identificação e afirmação comunitária contra o mar de sons do mundo manifesto. Segundo Adriane Salik,
"Nos mitos estavam refletidas questões da origem do seu povo, modo de proceder na vida e sentido de existência, as quais estão intrinsecamente relacionadas com as sonoridades musicais. É a música que estabelece a conexão mito e cosmologia com as artes do corpo: a dança, a plumária e a ornamentação, sendo portadora de sentido, estabelecendo, por conseguinte, uma ponte entre mito e rito.... funcionando como uma 'máquina de transformar verbo em corpo' como diz Menezes Bastos".
Por esses poucos exemplos se percebe a forte importância da arte em suas culturas. Contudo, é preciso advertir que eles não tinham um conceito de "arte" como o ocidental, considerando-a uma atividade autônoma; suas atividades criativas eram integradas às funções cotidianas e sua "arte" era em essência utilitária, em grande medida se confundindo com o artesanato folclórico pelas suas características tradicionalistas, passadas de geração em geração. Esta distinção, que já foi muito usada para desqualificá-la, se tornou, porém, ultrapassada, em vista do amplo reconhecimento atual da cultura indígena material e imaterial como arte efetivamente pelos próprios ocidentais, com riqueza de funções e significados, qualidade estética e níveis de complexidade equiparáveis aos da tradição do ocidente, e muitos museus em todo o mundo possuem preciosas coleções de artefatos indígenas.

### Outros modelos de sociedade

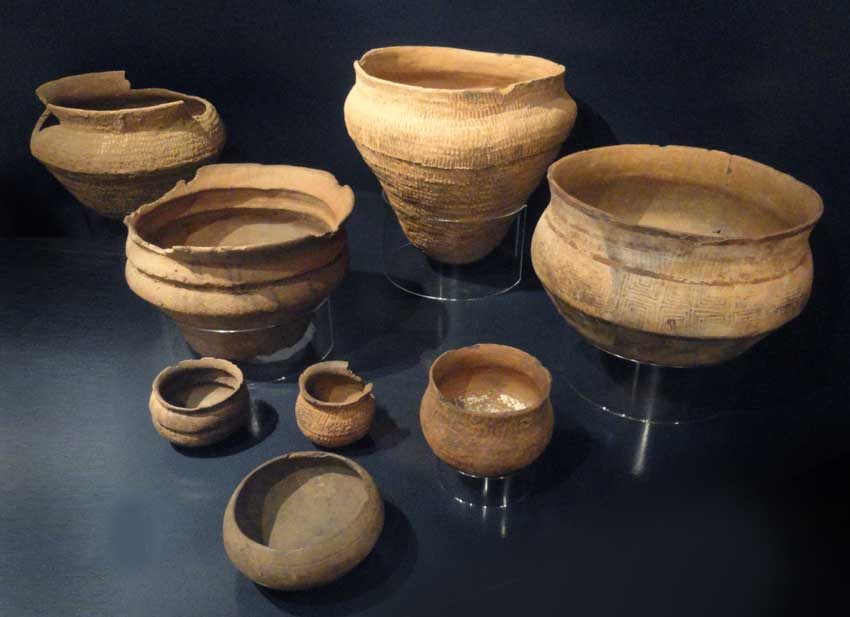
Cerâmica tupi-guarani pré-cabralina, mostrando o típico modelo despojado predominante no Brasil indígena. Museu da UFRGS

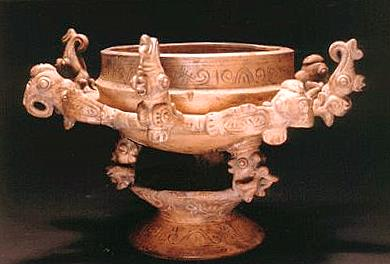
Cerâmica da cultura de Santarém, pré-cabralina. Museu de Arqueologia e Etnologia da Universidade de São Paulo

O modelo generalista de cultura acima descrito, que define tipicamente uma sociedade pré-histórica inteiramente silvícola e seminômade, é o que por muito tempo foi considerado o padrão comum a todas as culturas autóctones do território brasileiro. Nas últimas décadas, no entanto, uma série de pesquisas vem acumulando evidências de que este modelo não foi o único desenvolvido pelos povos nativos em tempos mais recuados. Várias tradições e lendas têm circulado há séculos sobre supostas "civilizações" ou "cidades perdidas" na Amazônia e outras regiões brasileiras, trazendo relatos sobre hieróglifos misteriosos gravados em pedras, megálitos, artefatos tecnológicos, pirâmides e estruturas urbanas.
Tornaram-se notórios, por exemplo, os casos das "pedras de moinho" de quase 5 m de diâmetro e perfeitamente circulares descritas na serra da Copaoba, na Paraíba, pelo polímata Kaspar Barlaeus, da corte do conquistador Maurício de Nassau; o do "menir" instalado sobre uma enorme pedra esférica descrito no século XIX por Adauto Ramos, do IHGB, e depois destruído; o do "Eldorado amazônico", um reino fabuloso de riqueza e abundância inimagináveis, e o da "cidade antiquíssima" alegadamente descoberta em 1753 por bandeirantes que procuravam as lendárias minas de Muribeca, mas que nunca foi reencontrada apesar de muitas buscas. De acordo com o relatório que descreve o local, o famoso Manuscrito 512 resgatado em 1839 na Real Livraria Pública da Corte, a cidade, que parecia abandonada, era grande e organizada. Entrava-se nela por um arco triunfal que continha inscrições, e tinha casario regular de alvenaria cercando uma praça quadrada onde havia vários monumentos, incluindo uma "collumna de pedra preta de grandeza extraordinária, e sobre ella huma Estatua de homem ordinário, com huma mao na ilharga esquerda, e o braço direito estendido, mostrando com o dedo index ao Polo do Norte; em cada canto da dita Praça está uma Agulha, a imitação das que uzavão os romanos, mas algumas já maltratados, e partidos como feridas de alguns raios".

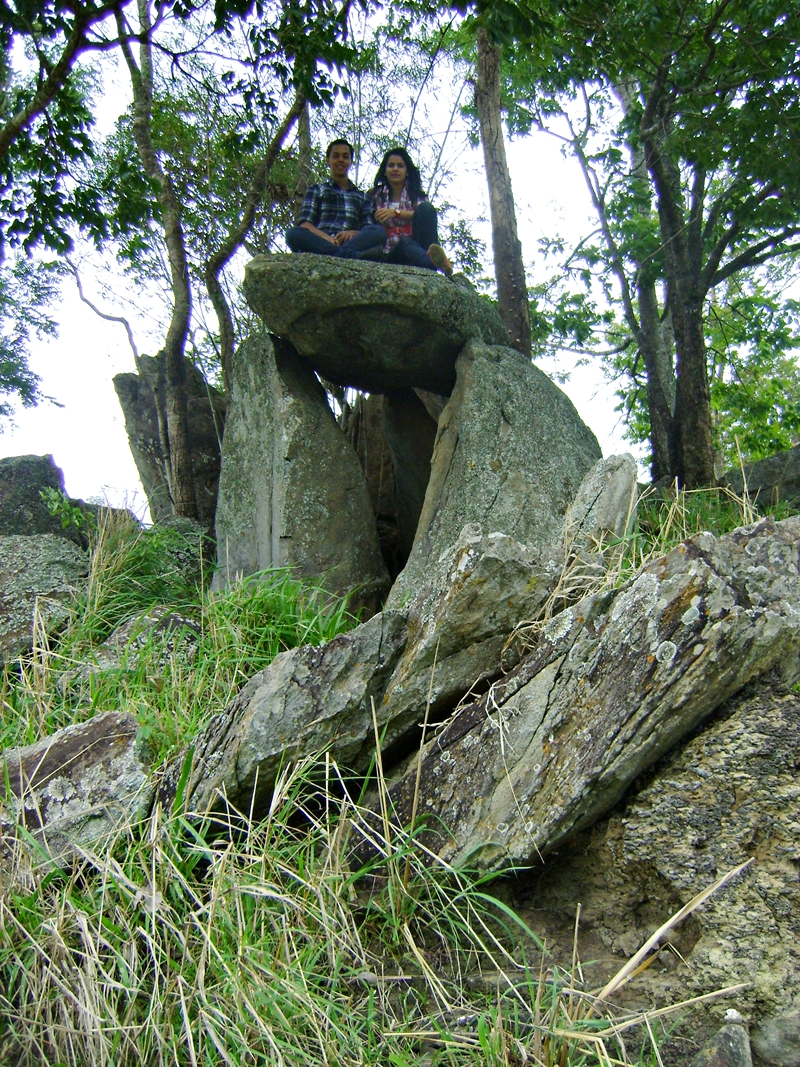
Dólmen em Anicuns, Goiás

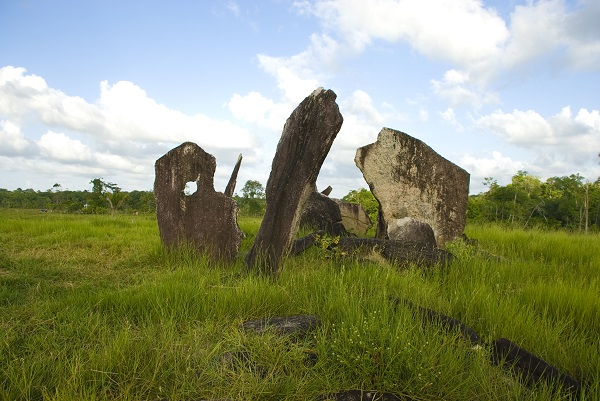
Megálitos no Parque Arqueológico do Solstício.

Se uma parte desse folclore pode ser reflexos distantes e distorcidos de povos civilizados pré-cabralinos reais, deixados na memória coletiva de outros povos que depois os transmitiram aos brancos, a maior parte desses relatos é especulação, fantasia, fraude ou má interpretação de elementos naturais.
No entanto, nem tudo é engano e invenção, e evidências estudadas com metodologia científica atual apoiam antigas tradições orais, mostrando que de fato floresceram culturas material e tecnologicamente mais estruturadas no Brasil. A cerâmica das culturas Santarém e Marajó, conhecida e apreciada há bastante tempo, é significativamente mais complexa e tecnicamente avançada do que a da vasta maioria dos outros povos brasileiros, parecendo relacionar-se à de culturas urbanizadas da Mesoamérica e da costa sul-americana do Pacífico, embora pouco se saiba sobre suas sociedades.
Menires, dólmens e alinhamentos de pedras apontando para a posição em que o Sol nasce no solstício do inverno foram descobertos em Roraima, Goiás, Maranhão e Piauí, Paraná e Santa Catarina. Tornaram-se bem conhecidos os megálitos do Parque Arqueológico do Solstício no município de Calçoene, no Amapá, datados com cerca de 2 mil anos que, se presume, eram utilizados para observações astronômicas.
Mais relevantes são as centenas de geoglifos que vêm sendo descobertos em toda a Bacia Amazônia depois do desenvolvimento recente de novas tecnologias para mapeamento aéreo e por satélite, incluindo áreas fora do Brasil, mas concentrados nos estados brasileiros do Acre, Rondônia e Amazonas, numa faixa com uma extensão de cerca de 1 800 km. Os geoglifos são diferenças detectadas no nível do terreno, de grandes dimensões e formas geométricas regulares, que evidenciam a antiga existência de alterações feitas pelo homem na paisagem através de obras de terraplenagem, escavação ou construção, constituindo vestígios de estruturas como canais, diques, estradas, cultivos agrícolas organizados, arruamentos, alicerces de edifícios urbanos, cemitérios, santuários, etc.
As estruturas geoglíficas encontradas no Brasil são às vezes monumentais, indicando a existência de algumas sociedades muito avançadas. Tradições da região recolhidas no século XVIII diziam que estas áreas haviam sido densamente povoadas no passado. Escavações em diversos sítios têm trazido à luz cerâmicas, ex-votos e outros artefatos com acentuada diversificação estilística de lugar para lugar, o que aponta para povos que tinham uma tradição construtiva em comum mas haviam desenvolvido identidades separadas. Este campo de pesquisa é recente e ainda há pouca informação sobre o funcionamento detalhado dessas sociedades, mas segundo Souza et alii, pela quantidade e amplitude das obras pode-se pensar em sociedades organizadas em nível regional e não somente local, muito estruturadas, hierarquizadas e estáveis, com alta densidade populacional. Grandes construtores, com capacidade de planejamento a longo prazo, viviam em grandes vilas fortificadas com paliçadas e fossos, situadas sobre montes artificiais, às vezes com vários círculos concêntricos de defesas, interligadas por uma rede de estradas. Sua estrutura básica geralmente reflete os atuais aldeamentos indígenas do Xingu, mas em uma escala muito ampliada. Alguns desses povos aparentemente viviam principalmente da agricultura, e outros viviam principalmente do manejo planejado dos recursos florestais nativos combinado ao cultivo de espécies arbóreas selecionadas. Há evidências de extensa e duradoura domesticação do ambiente nas áreas com geoglifos.
Até 2023, 961 sítios com geoglifos foram descobertos na Amazônia, datados de c. 500 a c. 1 500 d.C., com um pico de ocupação nos sítios entre os anos de 1250 e 1500. Nesta época podem ter vivido até 10 milhões de pessoas na Amazônia, e o desaparecimento dessas sociedades altamente organizadas foi atribuído à chegada dos europeus. Eles se distribuem por toda a Amazônia, mas de forma muito irregular, com áreas de alta concentração e outras (a grande maioria) onde nenhum foi achado. Segundo estimativa de Paripato et alii, pode-se esperar encontrar de 10 a 20 mil outros sítios semelhantes. Segundo a arqueóloga Carolina Levis, da Universidade Federal de Santa Catarina, "há algum tempo, os ecologistas viam a Amazônia como uma vasta floresta intocada, mas agora, combinando vários tipos de vestígios, podemos ver que muitas áreas que hoje são florestas densas já foram antigamente submetidas a extensas obras de engenharia e ao cultivo e domesticação de plantas por sociedades pré-colombianas, dominando técnicas sofisticadas de manejo de terras e plantas, que, em alguns casos, ainda estão presentes no conhecimento e práticas das comunidades atuais".

## Contato com os europeus e assimilação à sociedade brasileira

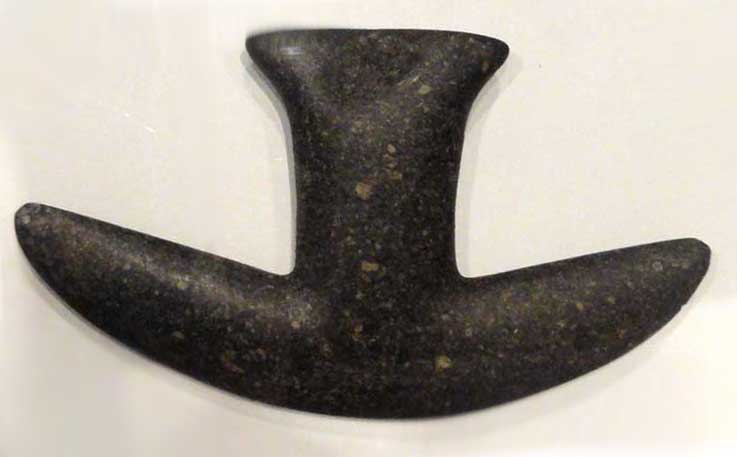
Machado em pedra polida, indústria lítica jê. Museu da UFRGS

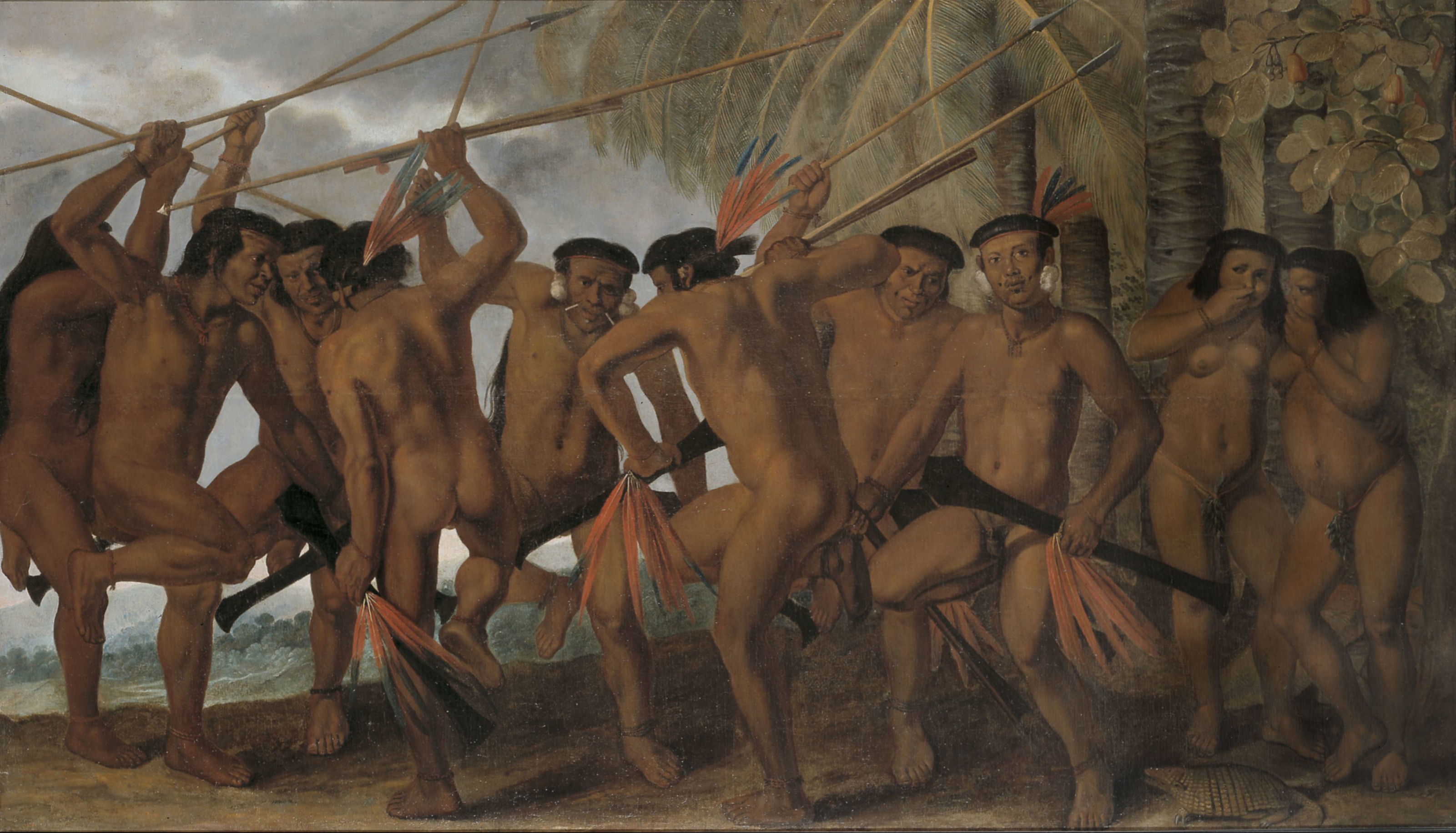
Dança dos Tarairiú, óleo sobre tela de Albert Eckhout (século XVII). A Capitania de Pernambuco foi o berço da escravidão indígena no Brasil.

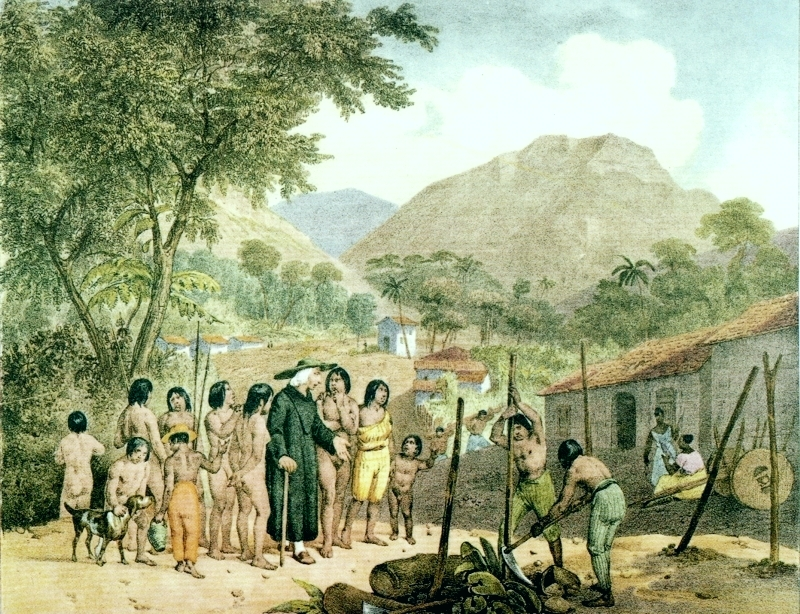
Uma redução de tapuias no século XIX, no Brasil central, em aquarela de Rugendas

As populações pioneiras da América, não encontrando competidores, e tendo uma rica megafauna à disposição para caça, floresceram, espalhando-se pelos quatro quadrantes do continente. Alguns grupos chegaram a desenvolver, após muitos milênios, civilizações urbanas letradas de elevada complexidade social e tecnológica, grande poderio militar e riqueza material, realizando ampla transformação da Natureza, como os maias e astecas. Os povos que se radicaram no Brasil, por sua vez, semi-isolados pela cordilheira dos Andes das culturas mais sofisticadas do Pacífico e da América Central, mantiveram hábitos silvícolas despojados e seminômades, ainda viviam na pré-história, e desconheciam tecnologias como a roda, o espelho ou as armas de fogo. Portanto, a chegada dos europeus em 1500 representou um choque cultural enorme.
A superioridade militar, administrativa e tecnológica dos portugueses logo se impôs, e até mesmo a sua arte foi usada em seu favor, sendo notório, por exemplo, o irresistível fascínio que a música ocidental exercia sobre muitos povos, facilitando imenso a aculturação. A admiração não foi recíproca. Entendendo o indígena como um ser bruto, quase um animal, que deveria ser domesticado ou derrotado, os portugueses não viam mal no processo colonizador, e de fato muitos acreditavam que a colonização iria salvar o indígena de terríveis erros morais e de sua "pobreza" cultural e material. Mas, na prática, mesmo que a Igreja Católica desde o século XVI tivesse reconhecido neles a condição de seres humanos, o europeu muitas vezes nem acreditava que possuíssem alma ou intelecto, não exigindo a consideração devida aos homens. Na sua lógica não havia justificativa para que não aceitassem o jugo imposto, pois era para seu próprio bem. Os que não o fizessem espontaneamente, então nada os poderia salvar, pois como eram "apenas bestas", "peças" que podiam ser postas em mercado, estavam entregues à cobiça dos bandeirantes e capitães-do-mato caçadores de indígenas. Esta mentalidade, predominando, autorizou o massacre que se seguiu, numa época em que a conquista de outros mundos e a subjugação a ferro e fogo de outros povos eram coisa normal e tanto fonte de glória e honra como de lucro e poder. Algumas tribos aceitaram facilmente a dominação portuguesa, mas muitas outras resistiram, passando a ser perseguidas e exterminadas em massa, ou acabavam virando escravas. Entre as primeiras obras publicadas sobre os povos indígenas brasileiros, no século XVI, encontram-se os livros escritos pelo mercenário alemão Hans Staden, pelo missionário francês Jean de Léry e pelo historiador português Pero de Magalhães Gândavo.
Diversas ordens religiosas, em particular os jesuítas, participaram da conquista mandando missionários bem preparados que serviram como evangelizadores, pacificadores, professores, médicos e artistas, e supriam necessidades em todas as áreas. Formou-se um sistema de reduções, aldeamentos fixos mais ou menos auto-suficientes, semelhantes a vilas europeias, administrados pelos padres com a cooperação dos indígenas. Muitos encontraram ali proteção contra a barbárie que se abatia sobre os povos livres, e religiosos como Manuel da Nóbrega e António Vieira se notabilizaram empreendendo, através de sua influência política e moral, esforços constantes para protegê-los, dentro do entendimento da cultura dominante. Porém, o preço pago pela proteção foi a perda integral das raízes culturais que distinguiam cada povo, homogeneizando-se a cultura de todos sob o manto do Catolicismo e o império da Coroa portuguesa, e transformando-os em pequenos produtores rurais. Comparado ao florescente exemplo da Província Jesuítica do Paraguai e doutras partes da América espanhola, o sistema das reduções no Brasil foi bem menos eficiente e organizado, encontrando muitas resistências indígena, mas de qualquer maneira teve um papel importante no processo aculturador e foi a origem de muitas cidades brasileiras, como São Miguel das Missões e São Nicolau.

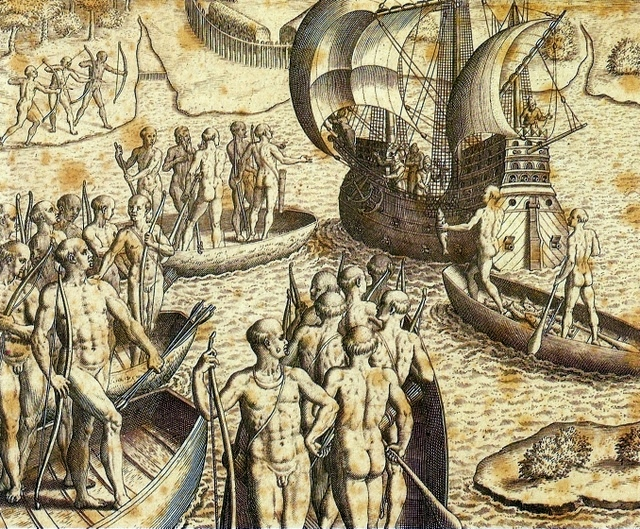
Theodor de Bry: Ataque de portugueses e tupiniquins às aldeias tupinambás, c. 1592

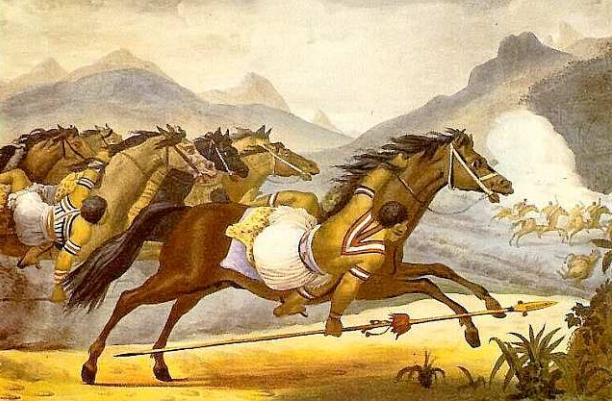
Debret: Carga de cavalaria guaicuru, 1822

Porém, nas últimas décadas, as novas produções históricas têm dado visibilidade a uma outra análise da questão indígena. Sem negar a violência com que muitos europeus os trataram, elas têm passado a ver não apenas uma vítima passiva da colonização europeia, mas também um agente que interferiu e teve papel fundamental no processo de construção da sociedade brasileira moderna. Sem a ajuda dos índios, a própria colonização teria sido impraticável. Índios amistosos comercializavam com os colonos portugueses, fornecendo-lhes víveres e produtos naturais valiosos como madeira, condimentos e substâncias medicinais, e contribuíram mesmo para escravizar e exterminar outros índios, participando das entradas e bandeiras, expedições portuguesas que visavam a escravização indígena.
Muitos índios se beneficiaram com a chegada dos portugueses. A vida junto aos brancos parecia atrativa e muitos indígenas abandonavam voluntariamente suas aldeias e iam viver junto deles. As novas tecnologias trazidas pelos colonizadores e desconhecidas dos índios provocaram uma revolução na vida das tribos. O anzol facilitou enormemente a pesca. O uso do machado de metal diminuiu muito o trabalho dispendido para se cortar coisas. A introdução do cavalo e do gado facilitou deslocamentos, a aragem da terra para as lavouras e o transporte de cargas, além de o cavalo favorecer a guerra e a caça, tornando-se afamados cavaleiros os charrua e guaicuru, por exemplo.

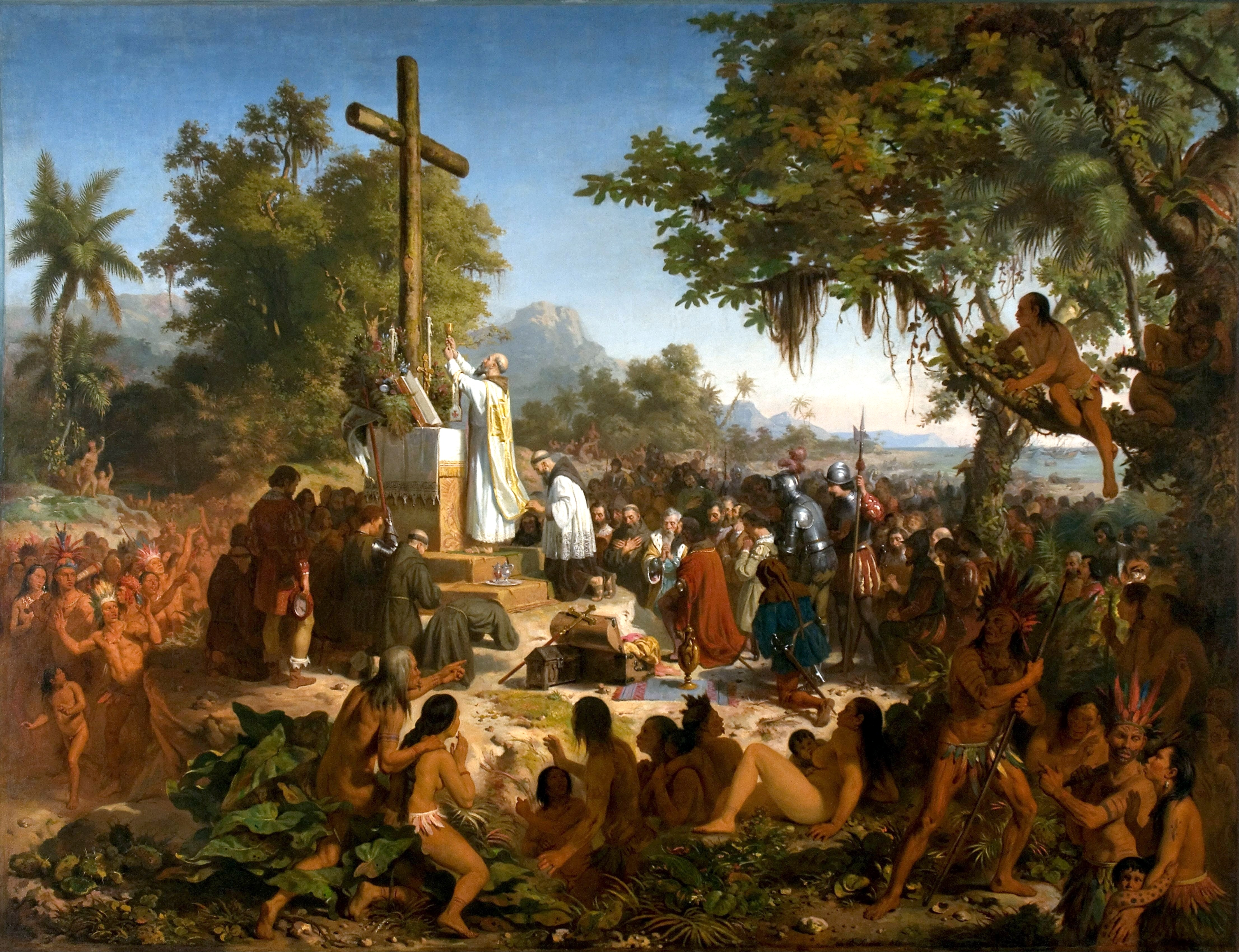
A Primeira Missa no Brasil, de Vítor Meireles, 1860, Museu Nacional de Belas Artes. Imagem romântica mostrando uma integração pacífica. Durante o século XIX, o Romantismo tornou o índio um personagem heroico virtuoso

No século XIX, por meio da corrente romântica conhecida como indianismo, o índio passou a ser descrito no discurso oficial e nas artes eruditas como o "bom selvagem". Essa concepção, derivada do Iluminismo, via o índio como dono de uma moral pura, vivendo em harmonia com a Natureza, uma vítima indefesa da crueldade europeia. Nesta época literatos e artistas falavam deles como os primogênitos do Brasil, fundamento de uma nova ideia de unidade nacional, uma ideologia sentimental, ufanista e progressista que foi adotada pelo governo em um amplo programa de reformas em vários níveis da vida brasileira, das artes à economia, da política à educação. No entanto, para os índios, na prática a situação era bem diferente. Mesmo depois de inúmeros regulamentos civis e eclesiásticos desde o século XVI tentarem proteger os povos nativos, garantindo os seus direitos humanos e os seus direitos às terras em que habitam, a sociedade branca de modo geral fazia ouvidos surdos e ainda não os aceitava como iguais. É registrado que o governo tentou várias vezes proibir a escravidão indígena, mas as tentativas despertavam revoltas entre os colonos, que não queriam perder o capital que representavam e a sua força de trabalho. Outras leis contradiziam as que os protegiam, e continuavam a ser considerados judicialmente incapazes, devendo ser tutelados pelo Estado, que os confinava em reservas pequenas ou expulsava tribos de suas terras sob pretextos os mais frágeis. Muitos continuavam a ser escravizados, perseguidos e mortos. No final do processo da colonização, estima-se que a população indígena havia declinado de cerca de 5 milhões para cerca de 600 mil pessoas, vivendo em grande parte em condições de opressão e miséria.
Boa parte da população indígena morreu nas guerras, nas perseguições e na escravidão, mas grande mortalidade se deveu ao contágio de doenças trazidas pelos europeus, contra as quais os índios não tinham imunidade, por terem vivido durante milênios isolados de outras populações. Durante o século XIX, com os avanços em epidemiologia, começaram a ser documentados casos de brasileiros desencadeando propositalmente epidemias de varíola como arma biológica contra os índios. Um caso "clássico", segundo antropólogo Mércio Pereira Gomes, é o da vila de Caxias, no sul do Maranhão. Por volta de 1816, para conseguir mais terras, fazendeiros resolveram "presentear" os índios timbira com roupas de pessoas infectadas pela doença (que normalmente são queimadas para evitar contaminação). Os índios levaram as roupas para as aldeias e, logo, os fazendeiros tinham muito mais terra livre para a criação de gado. Casos similares ocorreram por toda a América do Sul. As "doenças do homem branco" ainda afetam as tribos indígenas, causando muitos óbitos.

### Ancestralidade indígena na atual população brasileira
Outra grande parte da população indígena não pereceu, mas foi assimilada pela sociedade brasileira, dando origem a prolífica descendência que, não obstante, já não mais se identifica como "índia". Gilberto Freyre, em Casa-Grande & Senzala, considerou o elemento indígena como importante formador da identidade social brasileira, principalmente nos primeiros séculos de contato com os europeus, atribuindo um papel essencial às "cunhãs", as mulheres nativas:
"Para a formidável tarefa de colonizar uma extensão como o Brasil, teve Portugal de valer-se no século XVI do resto de homens que lhe deixara a aventura da Índia. E não seria com esse sobejo de gente, quase toda miúda, em grande parte plebeia, além do mais, moçárabe, isto é, com a consciência de raça ainda mais fraca que nos portugueses fidalgos ou nos do norte, que se estabeleceria na América um domínio português exclusivamente branco ou rigorosamente europeu. A transigência com o elemento nativo se impunha à política colonial portuguesa: as circunstâncias facilitaram-na. A luxúria dos indivíduos, soltos sem família, no meio da indiada nua, vinha servir a poderosas razões do Estado no sentido de rápido povoamento mestiço da nova terra. E o certo é que sobre a mulher gentia fundou-se e desenvolveu-se através dos séculos XVI e XVII o grosso da sociedade colonial, em um largo e profundo mestiçamento, que a interferência dos padres da Companhia de Jesus salvou de resolver-se todo em libertinagem para em grande parte regularizar-se em casamento cristão".

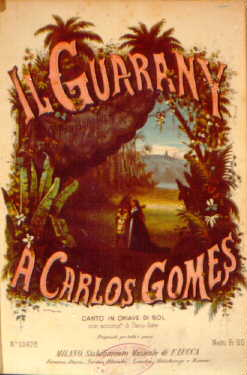
Capa da partitura da ópera O Guarani, de Carlos Gomes, baseada no romance homônimo de José de Alencar, um clássico da mitificação romântica do índio como o bom selvagem

Hodiernamente, milhões de brasileiros descendem, em diferentes graus, dos povos indígenas. Em uma pesquisa realizada em 2008, o IBGE perguntou a origem familiar de brasileiros de diferentes regiões e 21,4% dos entrevistados declararam descender de índios. De fato, tradições familiares recordando de "avós índias laçadas no mato", cobiçadas pela sua beleza e mesmo sua bravura, mas "amansadas" o suficiente para se tornarem esposas cristãs, são recorrentes pelo Brasil afora. Complementando a descrição de Freyre, Elaine Rocha, da Universidade de Adis Abeba, diz que o índio, antes visto como um indolente inútil para o trabalho, um bêbado contumaz ou um rebelde perigoso, adquiriu prestígio quando foi mitificado pelos românticos do século XIX, e sua incorporação à sociedade branca em certos aspectos foi mais fácil do que a do negro, muito mais desprezado pela cultura dominante, e cuja dignificação só está se processando recentemente, mesmo que este também tenha deixado vastíssima descendência miscigenada, tanto com brancos como com índios. Prossegue a pesquisadora:
"O relacionamento entre índios e brancos durante a conquista da terra (foi reconstruído pelos românticos) de maneira que ficasse bem clara a superioridade moral e material do europeu, devidamente reconhecida pelos indígenas, que almejam, sobretudo, servir ao branco por quem se apaixonam e por quem são capazes de sacrificar a vida.... Dessa maneira, a nobreza do protagonista indígena só se mantém na medida em que se reconhece o mérito civilizador de seu senhor. Assim também, no mito da avó que foi pega a laço, a avó, no caso é a corajosa indígena que, a princípio, resiste ao agressor, mas, ao final, se rende à sua superioridade. Numa única lenda, as famílias logram explicar a tonalidade da pele mais escura, exaltar a honra da avó, que só se rendeu aos encantos do homem branco depois de 'laçada', e da indígena fiel que permanece casada e dá ao senhor uma família 'genuinamente' brasileira".
Pesquisas científicas confirmam aquelas tradições familiares, mostrando que milhões de brasileiros carregam em seu DNA o material genético de povos indígenas. A população brasileira é bastante heterogênea, portanto o grau de ancestralidade indígena varia de pessoa para pessoa e também geograficamente. De maneira geral, as pesquisas mostram que os brasileiros apresentam alto grau de ancestralidade europeia do lado paterno, enquanto as ancestralidades ameríndias e africanas predominam do lado materno. Isso reflete a característica da colonização portuguesa, na qual a maioria dos colonizadores eram homens, gerando o padrão sexual de miscigenação entre homem europeu e mulher indígena ou africana. O Brasil contrasta com outros países da América Latina onde a presença negra é inexistente ou residual.
Em uma dessas pesquisas, 33% dos brasileiros brancos, da classe média, descendem de uma ancestral indígena pela linhagem materna. Nenhum deles descende de índios pela linhagem paterna. Isso confirma que o homem indígena deixou poucos descendentes no Brasil, enquanto a mulher indígena foi importante na formação da população brasileira: Outra pesquisa informou que os brasileiros, brancos, pardos ou negros, apresentam um grau uniforme de ancestralidade indígena, normalmente abaixo dos 20%. Existe, contudo, discrepância regional. Enquanto que na amostra de Manaus, capital no Amazonas, 37,8% da ancestralidade da população é indígena, em Santa Catarina é de apenas 8,9%.

## Situação recente

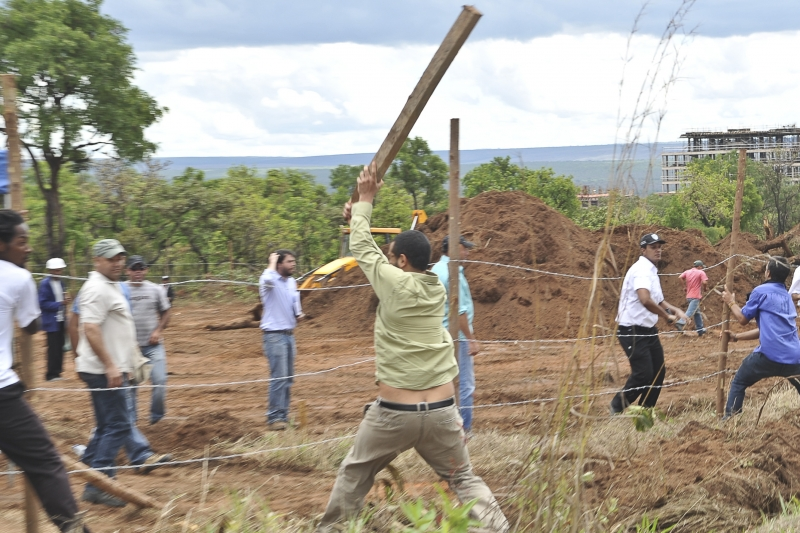
Manifestantes em conflito com a polícia em Brasília sobre área considerada indígena mas reivindicada por uma construtora, 2011

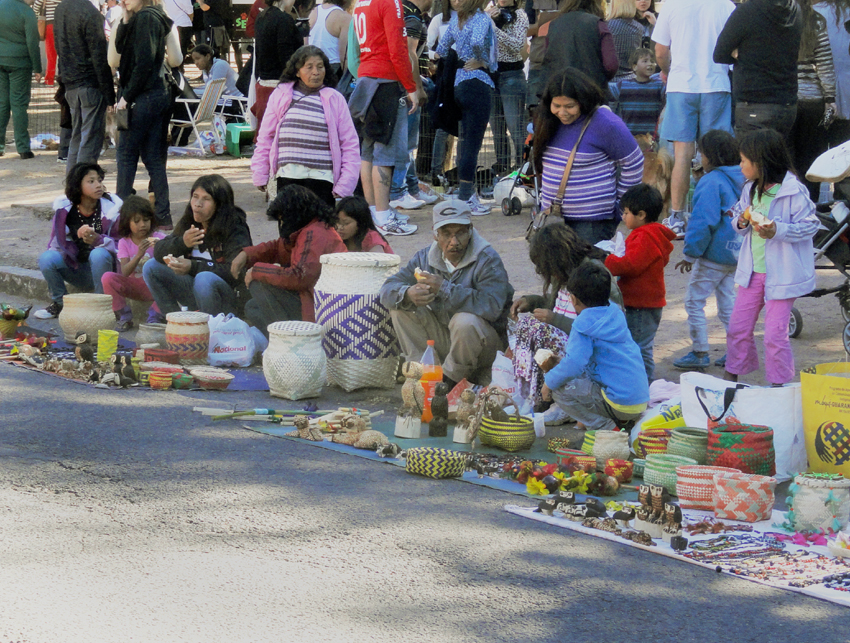
Índios guarani de uma aldeia urbana de Porto Alegre, marginalizados, vivendo de alguma ajuda oficial e da venda de artesanato nas ruas

O convívio dos povos indígenas com o restante da sociedade brasileira tem sido problemático desde o Descobrimento, mesmo com seus lados positivos, e não parece que as tensões vão se resolver tão cedo. Para uns o caminho inevitável é a progressiva assimilação à sociedade ocidental, para outros, o isolamento se revela a única maneira de preservar a identidade cultural das tribos, que se dissolve ou perde grande parte de suas características singulares invariavelmente em todos os casos de contato próximo e continuado com a civilização. Entre os extremos, explodem continuamente novos conflitos e disputas que causam mortes e outros tipos de violência, chegando as denúncias a fóruns internacionais como a ONU, a OEA e a OIT, sem que até agora houvesse solução satisfatória.
A consequência prática deste processo dialético dramático tem sido a expulsão de muitos povos de suas terras, transformando, como disse Melissa Curi, professora da Universidade de Brasília e funcionária da Funai, "sociedades autônomas em minorias dependentes"; a desvirtuação de formas válidas e em muitos aspectos mais saudáveis de ver o mundo e de relacionar-se com a Natureza; a perda de inúmeros saberes e artes tradicionais; a destruição gratuita de inúmeras vidas por doenças, preconceitos, pobreza, alcoolismo, prostituição e violência, entre tantos outros males que surgem do contato com os civilizados.
Considerando que de fato a sua população atual é drasticamente menor do que a que vivia em 1500, junto com as amplas evidências de descaso e maus tratos contínuos que são domínio público, muitos especialistas e observadores nacionais e internacionais denunciam a situação histórica dos índios no Brasil como um genocídio sistemático, que ainda hoje continua a apagar muitas vidas. Entre 2003 e 2011 mais de 500 índios foram assassinados, em conflitos geralmente ligados à posse de terras. Em 2012 o índice de violência contra índios cresceu 237% em relação a 2011. Em 2013 as lideranças indígenas entregaram uma carta à presidente Dilma Rousseff exigindo medidas urgentes para evitar "a extinção programada" de suas etnias que acusam o governo de orquestrar. Segundo o Conselho Indigenista Missionário, em 2018 a violência contra os índios continuava crescendo, com 110 assassinatos, além de 847 casos de omissão e morosidade na regularização de terras; 20 casos de conflito relativo a direitos territoriais; 96 casos de invasões de terra, exploração ilegal de recursos naturais e danos diversos ao patrimônio, e 59 casos de roubo de madeira e minérios, caça e pesca ilegais, contaminação do solo e da água por agrotóxicos, e incêndios, dentre outras ações criminosas. Os casos de suicídio de indígenas chegaram a 128. Segundo muitos observadores, o governo Bolsonaro tem promovido o maior ataque à dignidade, à cultura e aos direitos indígenas das últimas décadas, e o presidente tem dado repetidas declarações públicas onde expressa visões depreciativas e preconceituosas sobre os indígenas. Para Fiona Watson, diretora de pesquisas da organização Survival International, "continuamos recebendo dezenas de relatórios de todo o Brasil sobre o que parece ser uma guerra aberta contra as comunidades indígenas". Sydney Possuelo, ex-diretor da Funai e defensor dos direitos indígenas, disse que "a situação dos povos indígenas do Brasil nunca foi boa. Mas, durante 42 anos de trabalho na Amazônia, este é o momento mais perigoso que já vi".
A posse de suas terras é a maior reivindicação dos índios brasileiros na atualidade. A terra é a raiz de valores fundamentais para suas culturas. Mas cerca de 90% de todos os processos demarcatórios estão sendo contestados na Justiça, as deliberações costumam se arrastar por décadas e mesmo terras já demarcadas frequentemente são invadidas ou espoliadas com o beneplácito do governo e da sociedade. Muitos já vivem em cidades, seja forçados à migração pela expulsão das suas terras, seja pelas difíceis condições de subsistência que encontram em reservas pequenas e exaustas, seja procurando as cidades espontaneamente, em busca de maior conforto, reconhecimento, tratamento de saúde, educação ou por outros motivos, mas via de regra vão iludidos e o que encontram lá são condições talvez ainda mais árduas, vivendo em sua maioria em favelas e tentado com muita dificuldade preservar suas tradições, quando não acabam, por força de um contexto desfavorável, as abandonando. Se tornam mais visíveis, e isso tem ajudado na sensibilização geral da população, mas ao mesmo tempo permanecem entre os grupos urbanos mais desamparados, tão à margem da sociedade quanto outras minorias "problemáticas".
Por outro lado sua conscientização política cresce a cada dia, suas demandas agregam apoios diversos, e muitos povos nativos já se encontram mobilizados e unidos através de várias associações, entre as quais se destaca a Articulação dos Povos Indígenas do Brasil, que os representa em nível nacional. Mesmo com os significativos avanços recentes, o caminho que os leva até uma verdadeira equiparação social apenas começou a ser aberto, e muito ainda resta por fazer. Como sintetizou o antropólogo Rinaldo Arruda, da Universidade de São Paulo,

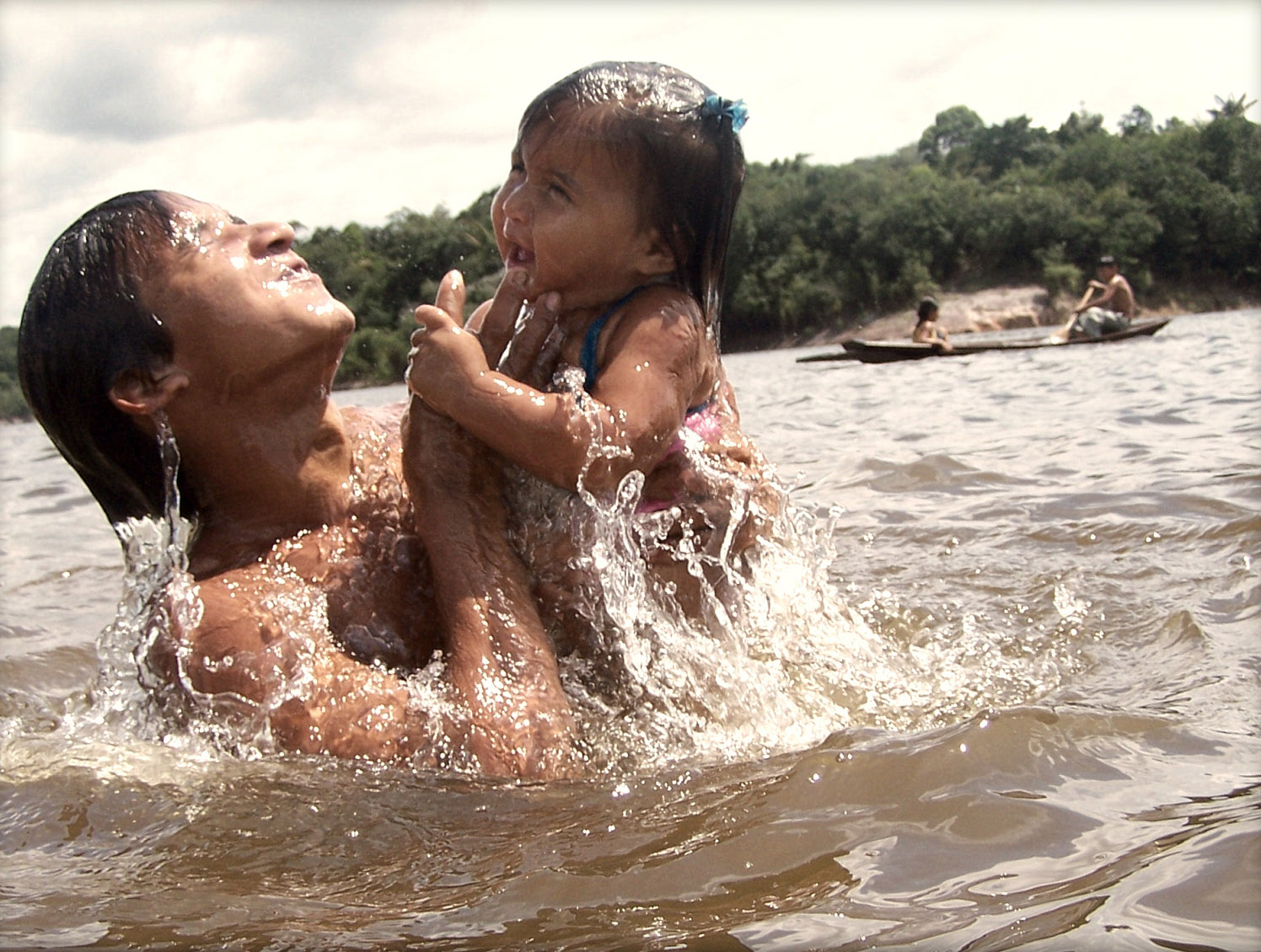
Índios baré em suas terras, a Comunidade Nova Esperança, 2005

"Na postura ideológica predominante, os índios não fazem parte de nosso futuro, já que são considerados uma excrescência arcaica, ainda que teimosa, de uma pré-brasilidade. Uma brasilidade, aliás, que não os reconhece, formada a partir de sua negação.... Do prisma das sociedades indígenas, as contradições, ambiguidades e tensões decorrentes das relações de dependência e subordinação com a sociedade envolvente permanecem atuantes, assim como ainda prevalecem.... os interesses anti-índígenas, exigindo um permanente esforço de resistência, de luta política e de reelaboração de suas formas de reprodução sociocultural.... De um lado, o conhecimento dos processo naturais e as práticas de manejo adaptadas às florestas tropicais desenvolvidas por estes povos, por meio da observação e experimentação, cujos resultados acumularam-se em milênios de ocupação da região, têm grande interesse para a ciência e para a sociedade. Por outro, o estilo de vida cooperativo, baseado no desenvolvimento de mecanismos políticos e psicológicos de estabilidade social, colocam questões fundamentais para a humanidade. Mas a questão crucial, que a atualidade nos coloca de forma cada vez mais incisiva, é se haverá a oportunidade e a possibilidade de a humanidade aventurar-se em culturas singulares no interior do sistema mundial, inventando ao mesmo tempo outros contratos de cidadania".

### Legislação e política
Desde os primeiros tempos da colonização o índio recebeu proteção legal. Em 1549, na instalação do Governo-geral em Salvador, apareceu a primeira regulamentação sobre os índios na forma de um Regimento que garantia proteção aos aliados da Coroa e dava aos jesuítas voz ativa nos assuntos relacionados aos índios. Em 1680 um Alvará Régio instituiu o indigenato, o reconhecimento do direito congênito e primário dos povos nativos ao seu território tradicional. Depois destas leis, muitas outras apareceram para dar salvaguardas aos povos indígenas, mas invariavelmente com poucos efeitos práticos.

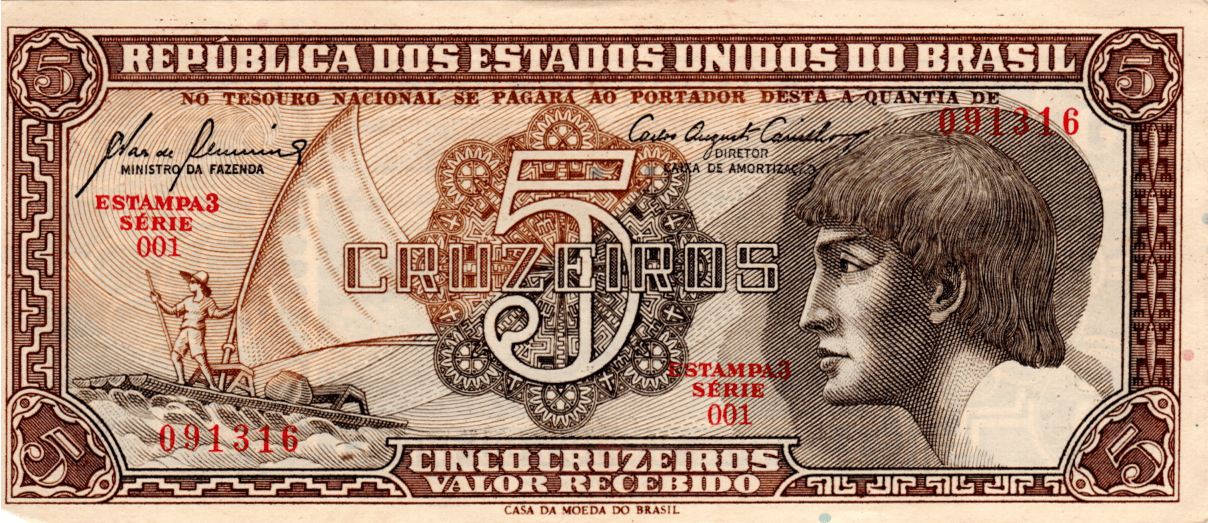
Efígie indígena na cédula de 5 Cruzeiros, conhecida como "cédula do índio", emitida pela Casa da Moeda do Brasil em 1961 no Governo Tancredo Neves.

Para tentar resolver alguns desafios mais urgentes, o governo criou em 1910 o Serviço de Proteção ao Índio (SPI). O Serviço garantiu a posse de algumas terras tradicionais aos seus ocupantes e as protegeu contra invasões, e reconheceu a importância de suas culturas originais e suas instituições, mas em tudo sua atuação foi tímida. Depois de o Serviço se desestruturar completamente entre grande controvérsia pública, foi substituído pela Fundação Nacional do Índio (Funai) em 1967. A Funai também não encontrou condições fáceis de trabalho, erguendo-se sobre os escombros do SPI, administrando um contexto de perene carestia de recursos humanos e financeiros, enfrentando prolongadas e desgastantes batalhas jurídicas em múltiplas frentes, e tendo em tempos recentes seus poderes reduzidos, também sob vasta controvérsia. Além disso, toda a política oficial na época continuava a se voltar ao objetivo de assimilar os povos à cultura brasileira, negando-lhes o direito à autodeterminação previsto na Declaração Universal dos Direitos Humanos de 1948, embora essa linha de pensamento já não fosse um consenso. Mas ainda foi a base do Estatuto do Índio, lei que entrou em vigor em 1973, mesmo que ela tenha trazido muitos avanços para a questão indígena.

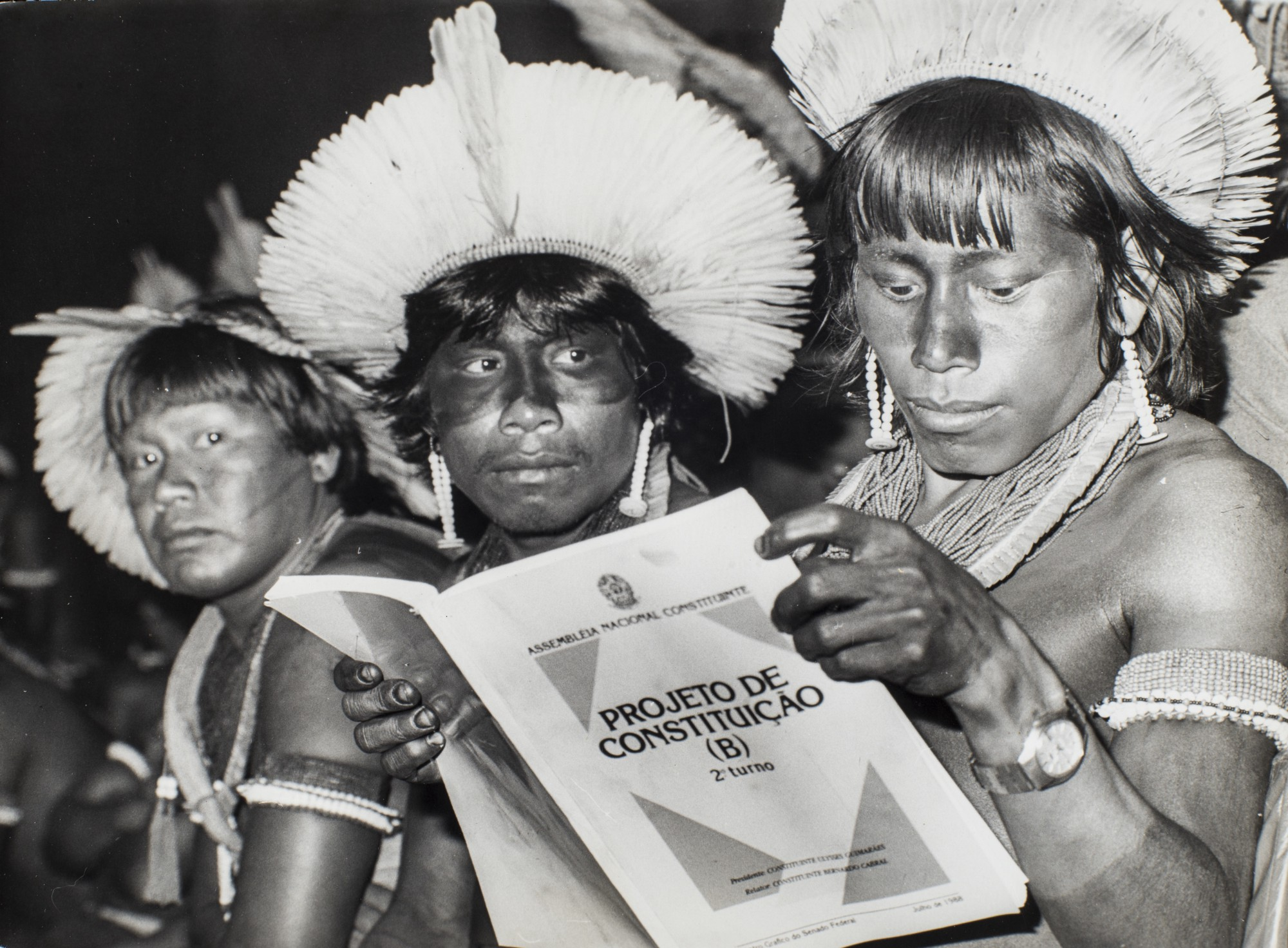
Indígenas na Assembleia Nacional Constituinte que elaborou a Constituição do Brasil de 1988.

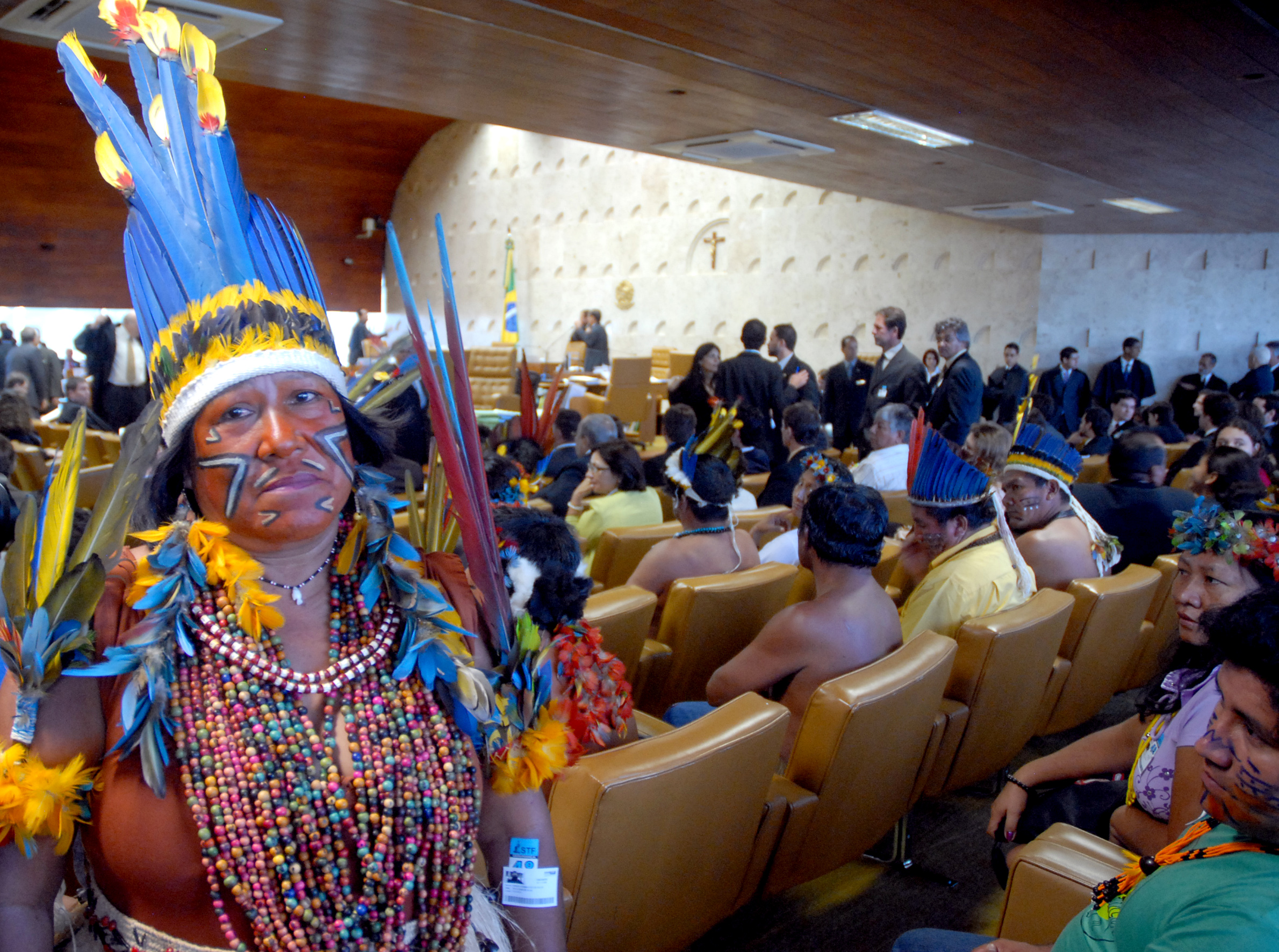
Indígenas durante o julgamento no Supremo Tribunal Federal sobre a demarcação da Terra Indígena Raposa Serra do Sol, em Roraima, 2008

Muito em virtude da mobilização dos próprios índios, especialmente através da União das Nações Indígenas (UNI), uma nova visão foi inaugurada com a Constituição de 1988, que declarou "todos são iguais perante a Lei, sem distinções de qualquer natureza" e admitiu o multiculturalismo, reconhecendo vários direitos indígenas importantes, incluindo o direito à posse da terra habitada tradicionalmente e à preservação intacta de suas culturas no ambiente natural necessário para isso. Ocorre que o Estatuto e a Constituição entraram em conflito em aspectos doutrinais e se tornaram imediatamente polêmicos, e a regulamentação das normas secundárias nunca progrediu como deveria. Além disso, o regime de tutela, à qual os índios estão formalmente sujeitos pelo Estado, como definido no Estatuto está em conflito com aquele expresso no Código Civil, há disputa sobre o que quer dizer "terras tradicionais", sobre o significado de etnia, e a controvérsia permanece acesa em torno de vários outros conceitos fundamentais. Tudo isso lança os índios num contexto jurídico incerto e incoerente muito desfavorável aos seus interesses. Também se complica a aplicação de penalidades por crimes cometidos por índios.
Diversos outros dispositivos legais em anos recentes contemplaram interesses indígenas em áreas como saúde, meio ambiente, educação, patrimônio arqueológico e imaterial, assistência social, apoio à produção e regularização fundiária. Apesar dos diversos decretos, o índio brasileiro tem que se integrar na cultura brasileira para requerer emancipação. Instâncias internacionais como as Nações Unidas, a Organização Internacional do Trabalho e a Unesco também têm se empenhado na elaboração de convenções e programas de proteção e fomento às culturas indígenas de todo o mundo, com destaque para dois marcos internacionais de grande importância: a Declaração das Nações Unidas sobre Direitos dos Povos Indígenas, de 2007, e sobretudo a Convenção 169 da Organização Internacional do Trabalho sobre os Povos Indígenas e Tribais, de 1989, criada por consequência da outra, o único instrumento internacional referente aos índios com força de lei, do qual o Brasil é signatário.
Mesmo com tantas garantias, o Congresso Nacional e as cortes de justiça do Brasil se tornaram arenas de conflitos legais intermináveis, e sob pressão de lobby econômico e político inúmeros projetos de lei apresentados nos últimos anos vêm tentando sabotar ou reverter as conquistas já realizadas, colocando mais combustível numa polêmica antiga que continua degenerando para a violência armada.

### Articulação interna

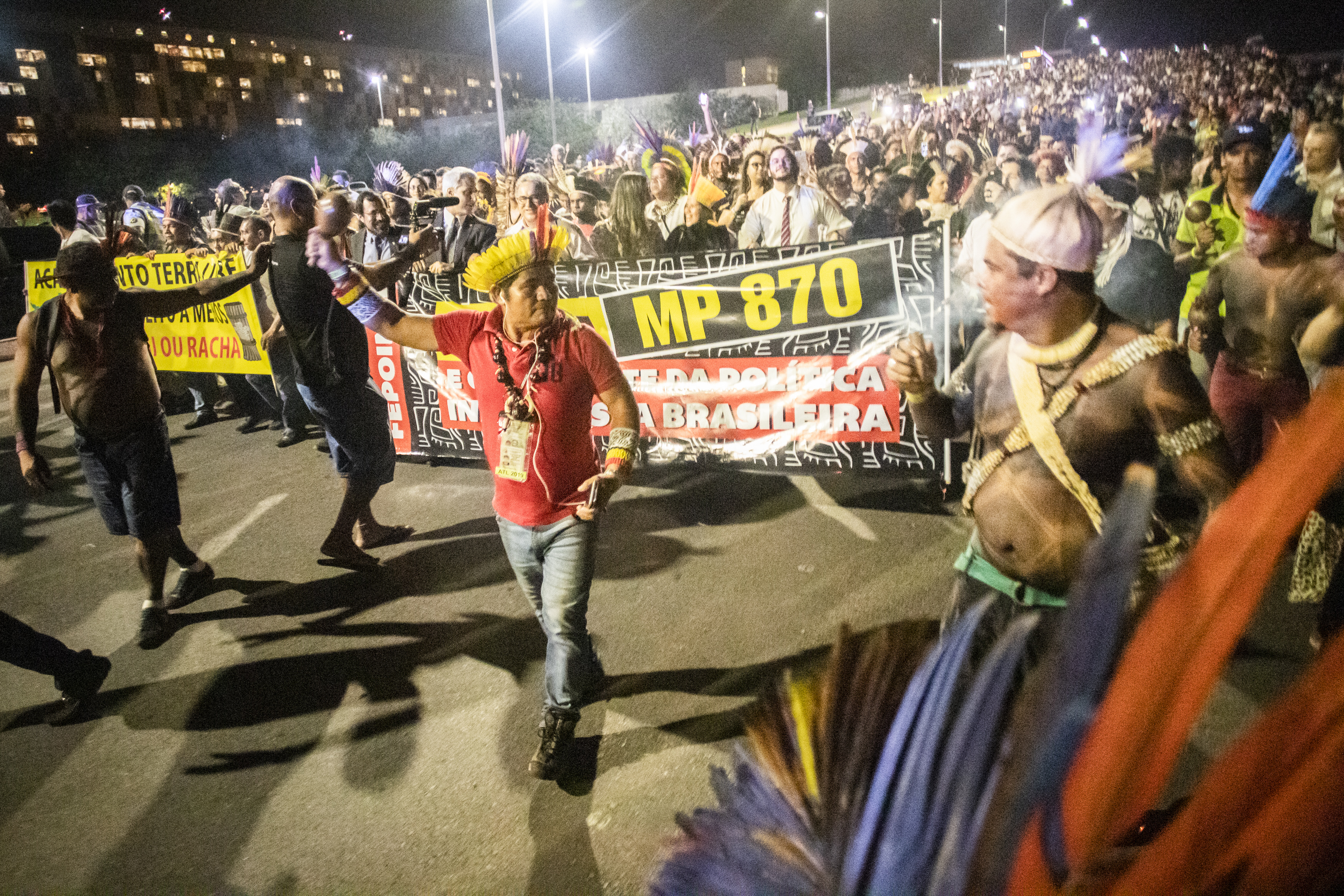
Acampamento Terra Livre de 2019

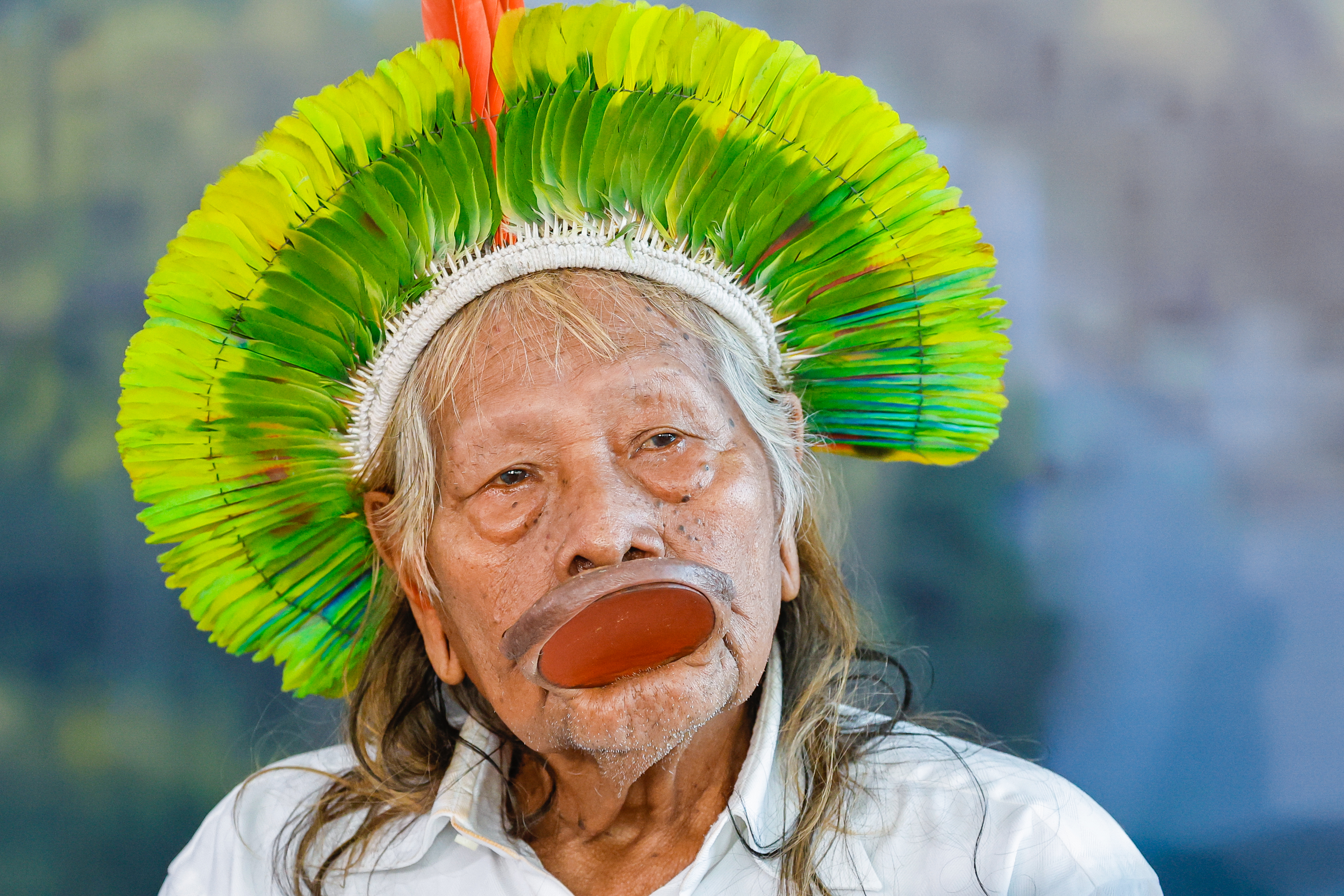
Cacique Raoni, da etnia caiapó, uma das figuras mais respeitadas do movimento indígena na atualidade

As associações e organizações indígenas surgiram no Brasil nos anos 1970-80, a partir de um rápido processo de conscientização política entre as tribos ocorrido com importante apoio da Igreja Católica. Marçal de Souza, Ailton Krenak, Marcos Terena e Raoni, entre outras lideranças, começavam a se tornar notórias até internacionalmente, e surgiam organismos como o Warã Instituto Indígena Brasileiro e o Grumin — Rede de Comunicação Indígena. O debate para a Constituição de 1988 deu outro impulso à articulação, formando-se a UNI, a cuja influência se devem muitos dos avanços expressos na nova lei, estimulando também a criação de novas organizações. Nesta época o Ministério Público passou a dar grande atenção aos índios, favorecido pelo novo contexto jurídico e por reformas administrativas. Mas somente em 2005 é que foi conseguida uma integração poderosa e permanente em nível nacional, materializada na Articulação dos Povos Indígenas do Brasil (APIB), fruto do consenso obtido entre as lideranças reunidas no Acampamento Terra Livre, montado anualmente na Esplanada dos Ministérios, em Brasília, exatamente para ganhar visibilidade e sensibilizar o poder público sobre as necessidades urgentes das tribos.
Em 2006, pesadamente pressionado, o governo criou a Comissão Nacional de Política Indigenista, subordinada à Funai, com o objetivo expresso de "auxiliar na articulação intersetorial do governo e proporcionar uma maior participação e controle social indígena sobre as ações governamentais". Os índios brasileiros tentam fortalecer sua integração interna e o diálogo com o restante da sociedade através de muitas outras iniciativas, independentes ou em parceria com entidades e o governo, como os Jogos dos Povos Indígenas, encontros culturais e as assembleias estaduais, e mantêm websites para a divulgação de sua cultura e dos desafios que enfrentam. Igrejas, acadêmicos, ONGs e vários outros segmentos sociais nas décadas recentes têm dedicado atenção aos índios brasileiros, e lhes têm dado significativa ajuda em muitas de suas reivindicações.

### Demografia

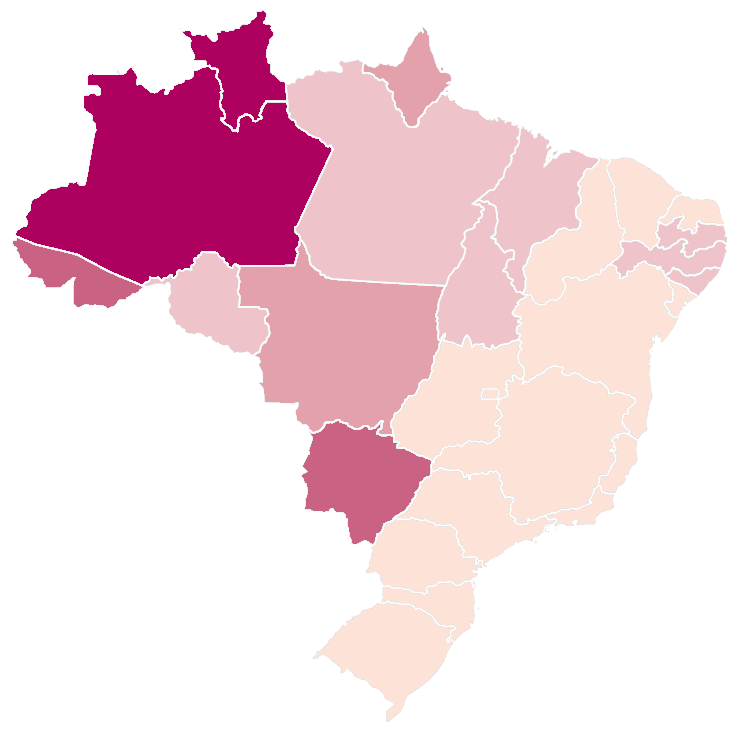
Proporção da população indígena por estados brasileiros, de acordo com o IBGE
> 3%
2% – 3%
1% – 2%
0,5% – 1%
< 0,5%

De acordo com o Censo de 2022, o Brasil tem 1,7 milhão de pessoas que se identificam como indígenas, espalhadas em cerca de 86% dos municípios do Brasil, concentrados em sua maioria na região Norte. Esse grupo corresponde a 0,83% da população brasileira e 63% dele reside fora de territórios indígenas. A localidade que abriga a maior população indígena do país é a Terra Indígena Yanomami, com 27.152 indivíduos, sendo seguida pela Terra Indígena Raposa Serra do Sol, com 26.176 indivíduos. Segundo um estudo coordenado pelo geneticista Sérgio Danilo Pena e publicado na revista Ciência Hoje em abril de 2000, 3 em cada 5 brasileiros naquele período carregavam em cada célula do corpo uma herança genética que provém dos índios ou dos africanos e se preservou por meio das mães ao longo das gerações.
No entanto, essa população miscigenada com ascendência distante não é considerada indígena, e os índios autênticos declinaram incessantemente desde o início da colonização. O primeiro inventário sobe eles só foi feito em 1884, pelo viajante alemão Karl von den Steinen, que registrou a presença de quatro grupos ou nações indígenas de acordo com as suas línguas: tupi, macro-jê, caribe e aruaque. Estimativas recentes da população indígena na época do Descobrimento apontam que existiam no território brasileiro mais de mil povos, com um total de aproximadamente 5 milhões de pessoas, talvez mais, mas nos anos 60 sobreviviam somente cerca de 120 mil indivíduos, e os números continuaram a cair até os anos 80, chegando-se a pensar que sua extinção completa era inevitável. Porém, com programas de auxílio do governo, depois disso a tendência passou a ser de crescimento populacional.

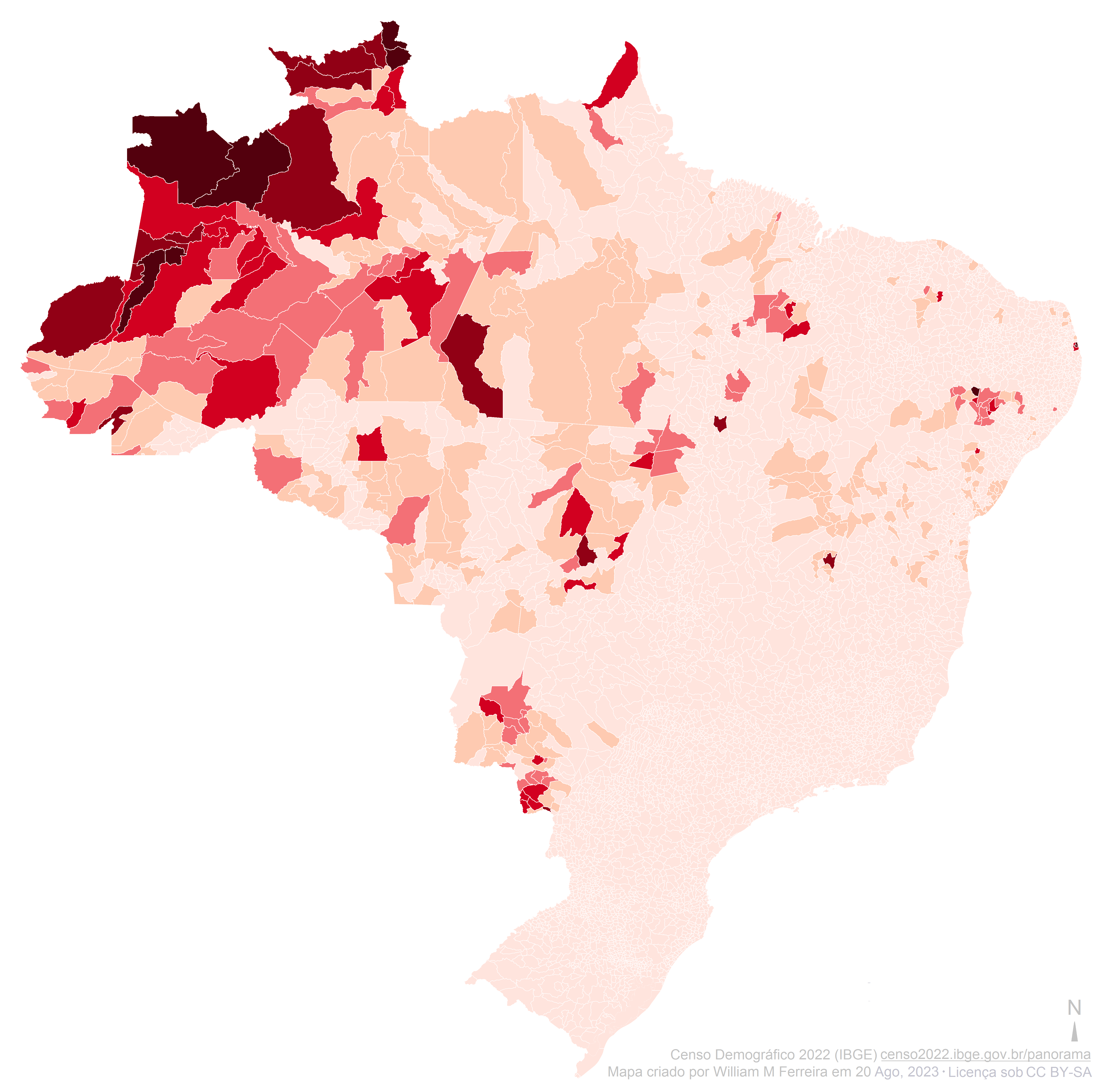
Mapa da distribuição de indígenas por municípios brasileiros, de acordo com o Censo 2022.
> 80%
50% - 79%
25% - 49%
10% - 24%
1% - 9%
< 1%

Em 2006 eram 215 os povos indígenas, com uma população de aproximadamente 345 mil índios, segundo dados da Funai. Mas no Censo de 2010 817.963 pessoas se autodeclararam índias, um aumento súbito que se explica pela mudança nos critérios de identificação dos índios, e não por fatores demográficos. Araújo et alii, em publicação do MEC/Unesco, reconhecem que os dados são incertos: "O Brasil não tem ainda uma estimativa precisa sobre a população indígena em seu território. Como até hoje nunca se fez um censo indígena, as contagens variam e oscilam na medida em que se baseiam em informações de diferentes e heterogêneas fontes". Hoje sete povos têm menos de 40 integrantes e alguns têm menos de 10.
Entre os estados com maior população indígena estãoː Amazonas (29,98%), Bahia (13,53%), Mato Grosso do Sul (6,87%), Pernambuco (6,3%) e Roraima (5,75%).
Abaixo, dados dos recenseamentos do IBGE de 2000, 2010 e 2022, demonstrando em percentual os dez municípios brasileiros com maior população autodeclarada indígena:
Dados de 2000
1. São Gabriel da Cachoeira (AM) – 76,31%
2. Uiramutã (RR) – 74,41%
3. Normandia (RR) – 57,21%
4. Santa Rosa do Purus (AC) – 48,29%
5. Ipuaçu (SC) – 47,87%
6. Baía da Traição (PB) – 47,70%
7. Pacaraima (RR) – 47,36%
8. Benjamin Constant do Sul (RS) – 40,73%
9. São João das Missões (MG) – 40,21%
10. Japorã (MS) – 39,24%

Dados de 2010
1. Uiramutã (RR) – 88,1%
2. Marcação (PB) – 77,5%
3. São Gabriel da Cachoeira (AM) – 76,6%
4. Baía da Traição (PB) – 71,0%
5. São João das Missões (MG) – 67,7%
6. Santa Isabel do Rio Negro (AM) – 59,2%
7. Normandia (RR) – 56,9%
8. Pacaraima (RR) – 55,4%
9. Santa Rosa do Purus (AC) – 53,8%
10. Amajari (RR) – 53,8%

Dados de 2022
1. Uiramutã (RR)ː 94,5%
2. São Gabriel da Cachoeira (AM)ː 88,7%
3. Santa Isabel do Rio Negro (AM)ː 84,8%
4. Marcação (PB)ː 81,4%
5. Carnaubeira da Penha (PE)ː 77,1%
6. Baía da Traição (PB)ː 76,6%
7. Normandia (RR)ː 76,1%
8. São João das Missões (MG)ː 71,9%
9. Amajari (RR)ː 65,5%
10. Santa Rosa do Purus (AC)ː 63,3%

#### Povos isolados

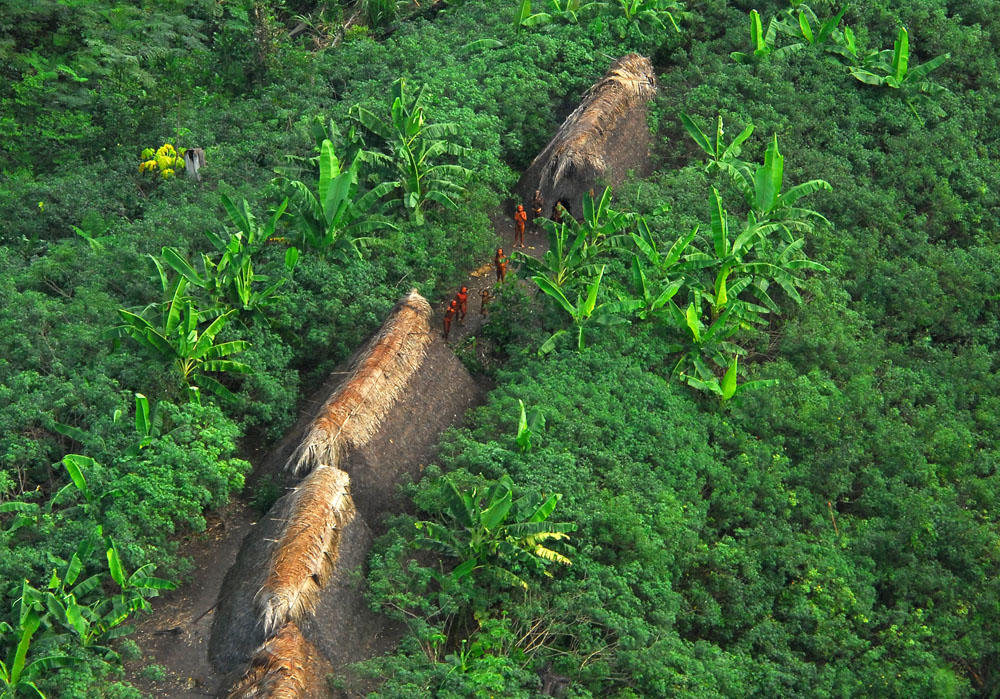
Aldeia de índios isolados, no Acre

Há vários registros de avistamento de povos indígenas sem contato com a civilização. A Funai criou em 1987 um departamento especial para tratar deles, e segundo seus dados de 2013 são 32 os povos isolados no Brasil, com um total de cerca de dez mil pessoas. Mas os dados são controversos. Em outro documento ela acusou a existência de 69 povos, e o CIMI, por sua vez, apontou em 2012 para 98. Como se pode imaginar, sabe-se muito pouco sobre eles, e a partir de más experiências anteriores, para preservar a integridade de suas culturas agora é política da Funai só se aproximar de isolados em caso de ameaça à sua sobrevivência. Foi o que aconteceu com uma tribo dos cauaívas que vive em uma área do município de Colniza, Mato Grosso, cuja existência se desconhecia até seu território ser invadido por fazendeiros em 2005, colocando-os em risco iminente de agressão ou contágio.
Vários desses avistamentos ocorreram dentro de reservas já demarcadas, o que favorece sua proteção, mas outros estão expostos em regiões que sofrem grande pressão ambiental, e seu destino é muito incerto. Alguns grupos, como os hi-merimã, os apiacás do matrinxãs e os catavixis, fizeram contato em tempos anteriores mas decidiram voltar ao isolamento, e outros fazem contato com outros índios mas não com civilizados.

#### Povos emergentes

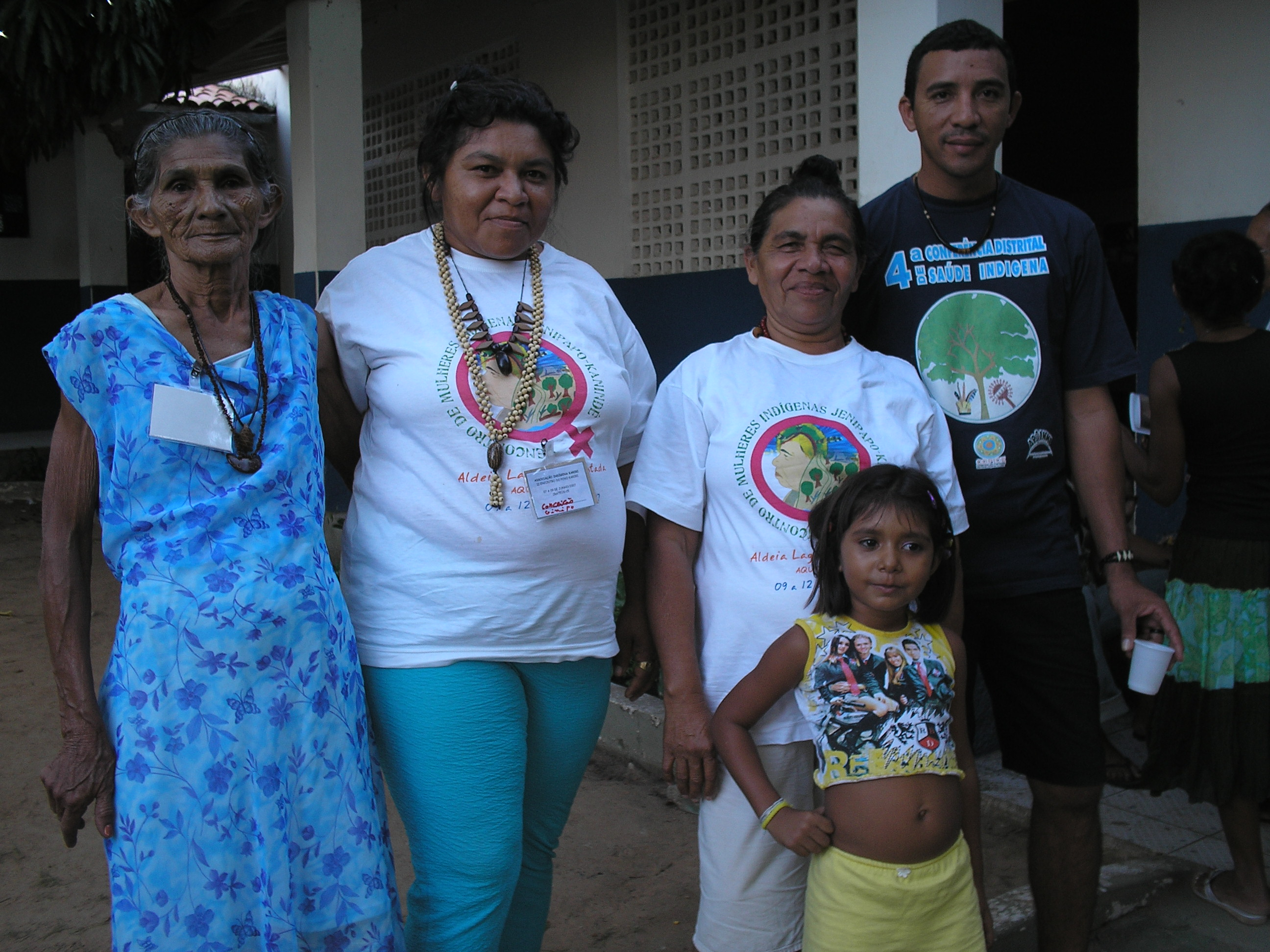
Família de cariris

Ao longo do século XX apareceram grupos miscigenados reivindicando a condição de "povo indígena". Este processo, chamado etnogênese, tem ocorrência em todo o mundo. No Brasil ocorre principalmente na região Nordeste. São dezenas de grupos requerendo reconhecimento, sendo exemplos os náuas, matipus, caxixós, apiuns, cariris, calabaças, os tabajara sda Paraíba, os tapebas, pitaguaris, tremembés, canindés, os tupinambás de Olivença e os kalankó. Para a antropologia, etnia, além de envolver elementos culturais e genéticos, é um grupo social. A etnogênese se justifica, portanto, como um processo de fundo social e político baseado em uma autoidentificação. Porém, a transformação qualitativa gerada pelo reconhecimento formal como índios é ambígua e controversa. Por um lado, passam muitas vezes a ser vistos como "menos índios" que os outros índios, não merecendo o mesmo tratamento, enquanto ao mesmo tempo já não são "civilizados", perdendo direitos correspondentes, podendo fazê-los cair em uma espécie de limbo jurídico e social. Na análise de José Maurício Arruti, antropólogo do Museu Nacional,
"Importa compreender as razões, os meios e os processos que permitem um determinado agregado qualquer se instituir como grupo, ao reivindicar para si o reconhecimento de uma diferença em meio à indiferença, ao instituir uma fronteira onde antes só se postulava contiguidade e homogeneidade. Se o etnocídio é o extermínio sistemático de um estilo de vida, a etnogênese, em oposição a ele, é a construção de uma autoconsciência e de uma identidade coletiva contra uma ação de desrespeito (em geral produzida pelo Estado nacional), com vistas ao reconhecimento e à conquista de objetivos coletivos".
Mas às vezes essas reivindicações são criticadas como fraudulentas, objetivando apenas a obtenção de terras e benefícios oficiais e o atingimento de resultados políticos, e os conflitos são frequentes. Como exemplo, um colunista da revista Veja afirmou em 2013 que de 15 reservas propostas para demarcação no Paraná, em 5 os índios só "apareceram" ali em 2007, e nas outras, em 2012, e "o único 'povo tradicional' nas áreas reivindicadas pela Funai são os produtores rurais".

#### Terras indígenas

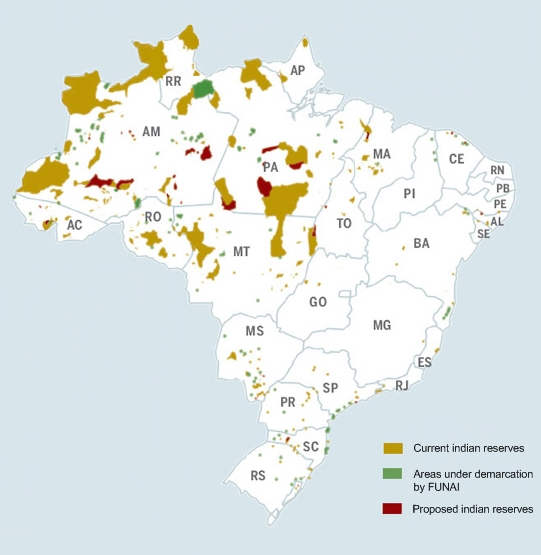
Mapa de reservas indígenas brasileiras em 2008

Em 1961 foi criado o Parque Indígena do Xingu, a primeira reserva indígena brasileira a ser criada numa perspectiva multicultural, após forte atuação dos irmãos Villas-Bôas, do Marechal Rondon e de Darcy Ribeiro, entre outros indigenistas, para que a natureza, os povos nativos da região, suas culturas e costumes fossem preservados em sua inteireza e diversidade. O governo estabeleceu recentemente uma política territorial específica para os índios, consagrada na Política Nacional de Gestão Ambiental e Territorial de Terras Indígenas, que procura criar "estratégias integradas e participativas com vistas ao desenvolvimento sustentável e à autonomia dos povos indígenas". Outras organizações, incluindo estrangeiras, auxiliam o governo nessa difícil tarefa, mas algumas repetidamente são acusadas de servirem a interesses não revelados. Nesse sentido, controles mais rígidos sobre a atuação dessas organizações junto às comunidades indígenas estão sendo estudados. O modelo das reservas indígenas demarcadas pela Funai difere no modelo norte-americano, no qual a propriedade das terras passa a pertencer aos povos indígenas. No Brasil, as reservas indígenas demarcadas pela Fundação Nacional do Índio são patrimônio inalienável da União, cedidas para posse e usufruto vitalício dos índios, não havendo, portanto, como associá-las a uma perda de soberania ou ameaças à segurança nacional, como tem sido alegado por muitos militares de alta patente.
Em 2006 eram 582 terras indígenas, com uma extensão total de 108 429 222 hectares, equivalendo a 12,54% de todo o território nacional. A maior parte está localizada na Amazônia, com 405 terras distribuídas em 103 483 167 hectares, que correspondem por cerca de 99% da área total de terras indígenas brasileiras. Dois terços da população indígena vivem nessas reservas amazônicas, e o restante se comprime no 1% de território que lhe coube nas outras regiões todas somadas. Segundo a Funai, em 2012 havia 683 terras cadastradas no seu Sistema de Terras Indígenas, estando elas em diferentes graus de regularização. 406 estavam plenamente regularizadas, mas 20% das reservas estavam invadidas. Todos os estados brasileiros, incluindo o Distrito Federal, possuem comunidades indígenas.
O problema da demarcação de reservas desde os tempos coloniais tem sido acompanhado de grande controvérsia, violência e denúncias repetidas de corrupção oficial e violações de direitos humanos. As reservas não amazônicas são os principais palcos de conflito, sendo todas áreas pequenas, densamente povoadas e pesadamente pressionadas pelo entorno civilizado. Em 2012 o índice de violência contra índios cresceu 237% em relação ao ano anterior, em crimes geralmente associados à questão das terras. Segundo o Conselho Indigenista Missionário (CIMI), 563 índios foram assassinados nos últimos dez anos no país.

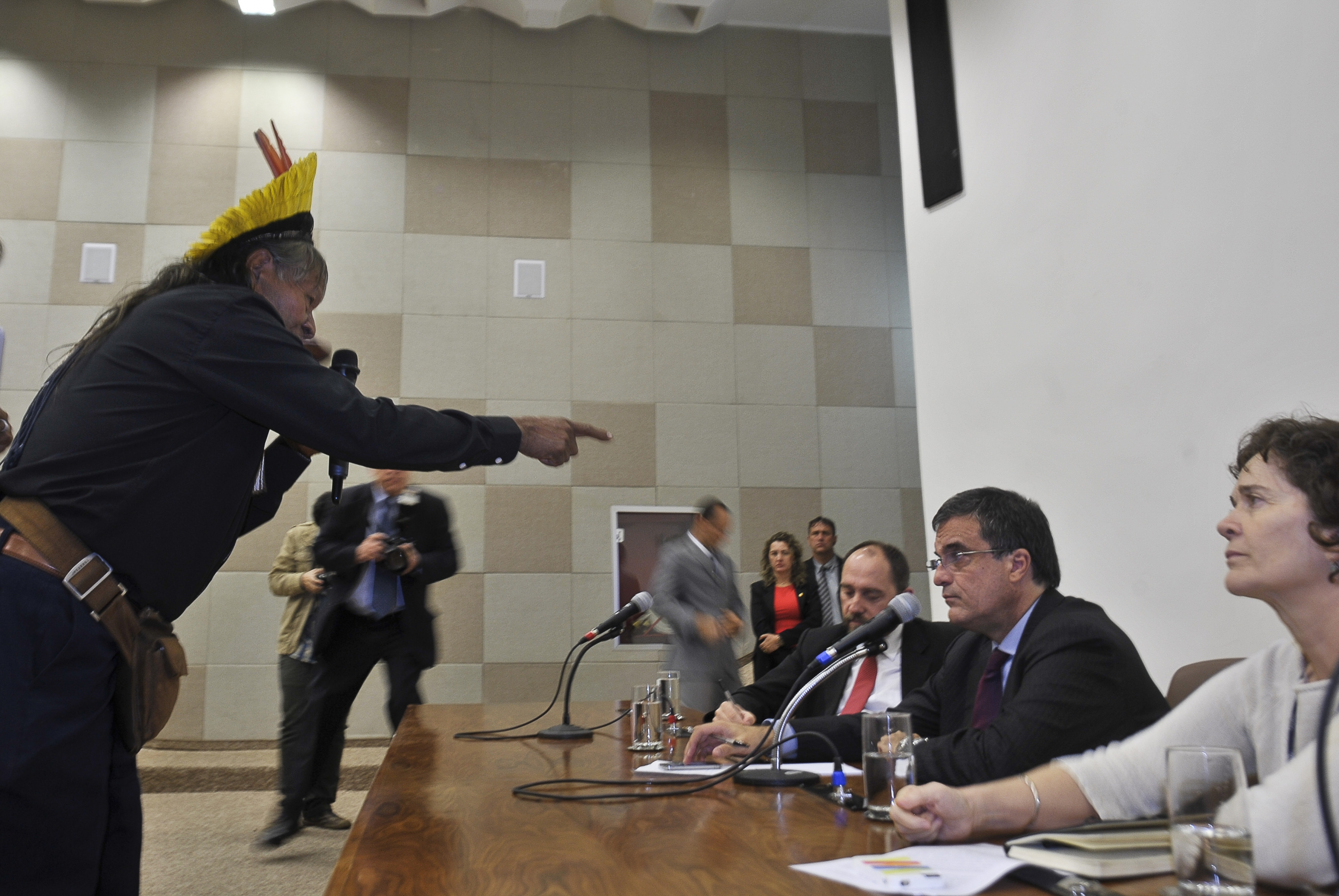
Lideranças da Articulação dos Povos Indígenas do Brasil são recebidas pelo Ministro da Justiça, José Eduardo Cardozo, e outros oficiais do governo em 2012. Os índios protestam contra a Portaria 303, considerada uma ameaça à integridade das terras indígenas

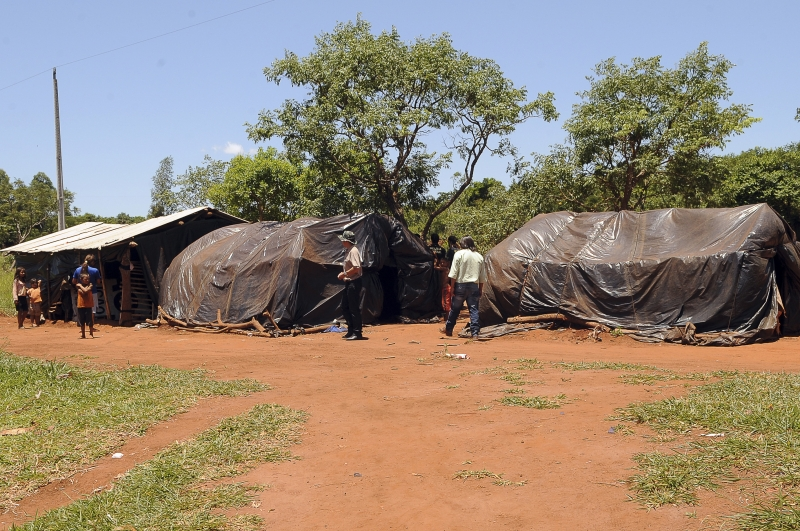
Indígenas guarani-caiouás em acampamentos improvisados à beira da rodovia que liga as cidades de Amambaí e Ponta Porã, 2011

A oposição aos interesses dos índios é grande, especialmente nos setores ligados ao agronegócio, empreiteiras e indústrias, que usam de seu enorme poder de influência política e econômica para sustentar argumentos invalidados pela Lei, pela ética elementar ou pela melhor ciência. Por exemplo, é frequente a alegação de que se os índios continuarem a receber terras como vinham recebendo na última década, em breve esgotariam os estoques disponíveis, impedindo o crescimento da produção primária e criando sério risco para a segurança alimentar nacional. Mas os estudos em que baseia esta tese foram criticados como falhos mesmo por funcionários do governo, e de acordo com a Sociedade Brasileira para o Progresso da Ciência e outras instituições de alto gabarito, a alegação positivamente não tem fundamento na realidade. Outros atos governamentais considerados ameaças à sua sobrevivência, à sua integridade cultural e aos seus direitos constitucionais à terra, aparecem na forma de leis promulgadas recentemente ou em tramitação. O CIMI afirmou em 2013 que "há mais de uma centena de proposições legislativas contrárias aos direitos dos povos em tramitação nas duas casas do Congresso". Projetos do governo ou de privados em terras tradicionais, não autorizados pelos índios como manda a Constituição, entre eles represas, minerações e estradas, são as maiores fontes de conflito. Tais medidas são justificadas em geral em nome do "relevante interesse da União", uma possibilidade prevista constitucionalmente, mas que tem sido interpretada com cada vez maior largueza, gerando múltiplos protestos na sociedade e até em setores do próprio governo. A própria Funai teve seus poderes diminuídos recentemente, passando a compartilhar a atribuição de demarcar terras, antes exclusividade sua, com vários outros órgãos do governo ligados ao desenvolvimento econômico e social, e para muitos índios ela está sucateada, corrompeu-se e perdeu a credibilidade. Os casos de abuso contra os direitos constitucionais dos indígenas às suas terras se repetem, e o impacto pode ser ilustrado pela situação dos guarani-caiouás, uma das etnias mais fortemente pressionadas pela perda e invasão de suas terras, na descrição do Ministério das Relações Exteriores:
"Nos últimos anos, a Funai tem investido muito para recuperar os territórios tradicionalmente ocupados pelos guarani-caiouás e dominados irregularmente por produtores de soja e agropecuaristas, a fim de garantir a sobrevivência física e cultural deste grupo que, no passado, se espalhava da região Centro-Oeste até o Sul do País. A perda gradual do espaço geográfico da aldeia (tekoha) comprometeu a organização social dos guarani-caiouás, fortemente ligada aos seus conceitos míticos. O espaço da aldeia tem uma relação com o sagrado e a sua perda implica uma falta de referencial para as demais atividades do grupo. Não só a perda do tekoha alterou os aspectos culturais desses índios. O processo de anulação dos valores culturais dos guarani-caiouás se deveu, em grande parte, à presença de várias seitas protestantes, que penetram no grupo com o objetivo de dar-lhes assistência. Esta influência das missões religiosas, impondo conceitos estranhos a eles, como o do pecado, gerou conflitos. Sem o referencial místico, intrínseco à terra que deveriam ocupar, e contaminados por outros entendimentos de religiosidade, muitos índios viram e ainda veem no suicídio uma alternativa para acabar com o próprio conflito interno. Quando não tomam esta atitude extrema, entregam-se ao consumo de bebidas alcoólicas, que, igualmente, leva à sua degradação. Alguns, entretanto, buscam a alternativa de se empregarem nas fazendas instaladas em suas terras tradicionais. Esta decisão, por si só, já representa um total distanciamento do padrão cultural de um guarani-caiouá".
Segundo Roberto Liebgott e Iara Bonin, coordenadores do CIMI, refletindo um consenso entre os especialistas,

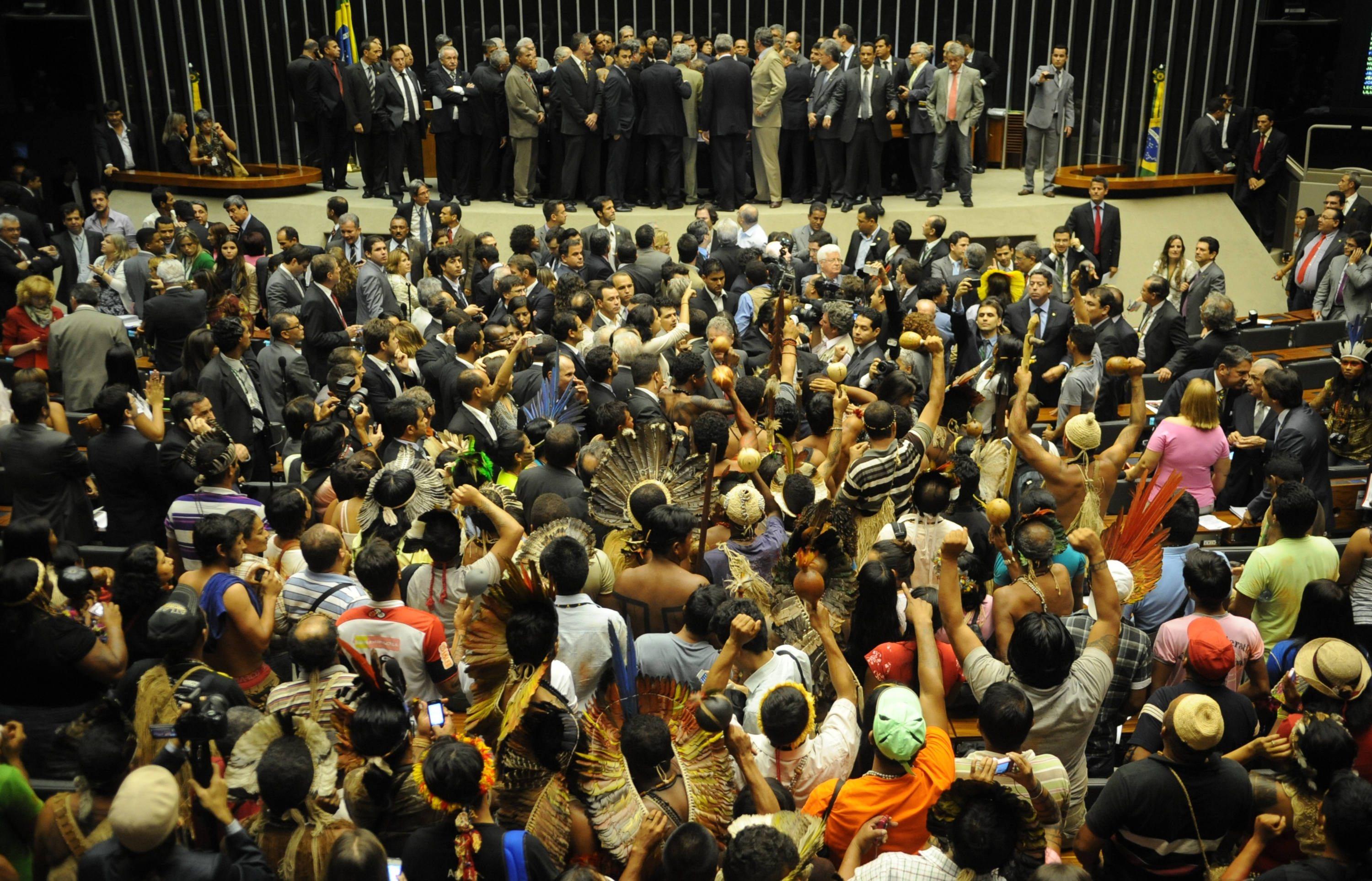
Revoltados com a Proposta de Emenda à Constituição 215, que dá ao Congresso Nacional poderes para demarcar as terras indígenas, centenas de índios invadiram o plenário da Câmara dos Deputados em 16 de abril de 2013

"A condição primordial para qualquer relação respeitosa que se pretenda com os povos indígenas é a demarcação e garantia de suas terras. Não há como assegurar a vida, a cultura, a existência digna desses povos fora de seus territórios. Mas, evidentemente, esta garantia não é suficiente.... Infelizmente, todas as referências culturais e as formas de representação que produzimos sobre os povos indígenas nos levam a pensar que eles são frágeis, menos desenvolvidos, menos cultos, menos civilizados, menos dispostos ao trabalho, e que suas culturas são primitivas, menos complexas, menos valiosas. Tudo isso precisa ser problematizado. A grande questão é que somos impelidos a pensar a existência indígena em função de nossa própria existência. Neste caso, afirmamos a tolerância para com eles, mas nunca nos perguntamos quem somos nós para tolerar, aceitar ou permitir que eles vivam do modo que desejarem. Um bom começo para repensarmos as bases dessa relação seria reconhecermos que os povos indígenas possuem suas formas próprias de viver, e isso independe de nossa aprovação, aceitação ou tolerância".
A falta de demarcação gera outros efeitos negativos além dos descritos, pois somente comunidades residentes em áreas regularizadas podem receber oficialmente uma série de serviços de educação, fomento agrícola e social. A solução do problema das terras indígenas terá importantes repercussões tanto para a sobrevivência daqueles povos quanto para a conservação das florestas. O Brasil é o campeão mundial em desmatamento, e sofre com inúmeras outras ameaças que põem em risco a biodiversidade e os ecossistemas, como a poluição e o aquecimento global. Neste sentido, o papel dos índios instalados em suas terras de direito e mantendo seus hábitos tradicionais é importante na medida em que essas comunidades são consideradas exemplos em manejo sustentável das florestas. O Millennium Ecosystem Assessment, uma das maiores sínteses científicas das últimas décadas sobre o meio ambiente, declarou que, embora ainda sejam necessários estudos científicos mais profundos, os povos indígenas podem ser tão efetivos para a preservação das florestas quanto sua transformação em santuários ecológicos convencionais.

### Economia e desenvolvimento

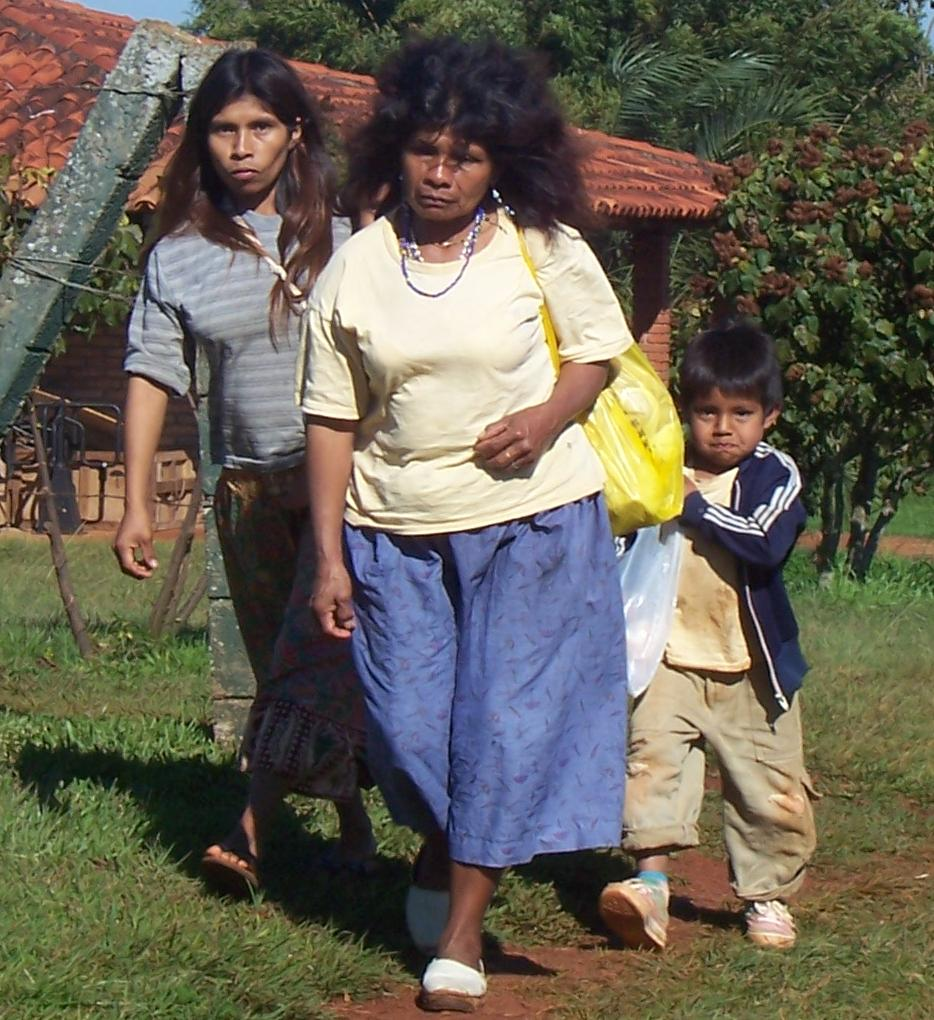
Índios guarani semi-aculturados vivem em situação de pobreza na região das Missões, onde as reservas são pequenas e disputadas

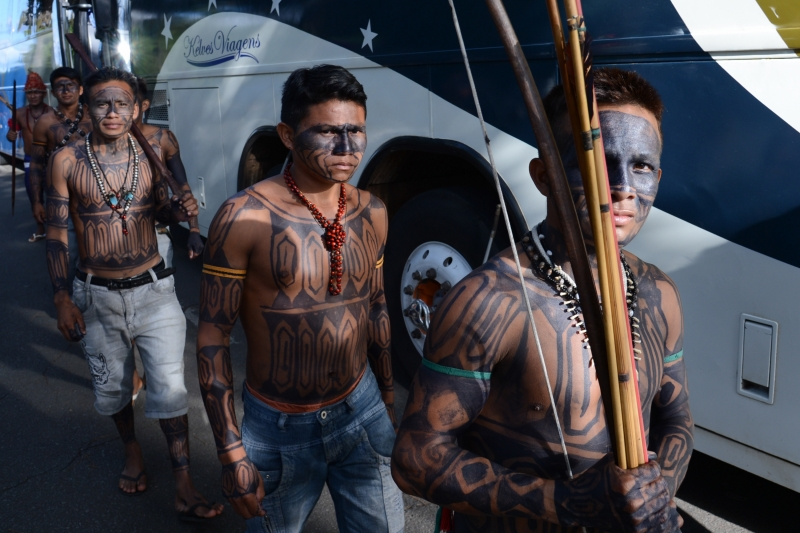
Índios mundurucus chegam em Brasília para pedir a suspensão de empreendimentos energéticos na Amazônia e discutir outras reivindicações indígenas, 2013

Já são raras as tribos que podem viver de acordo com suas antigas práticas, até mesmo os povos isolados estão sob crescente pressão. Este problema está diretamente ligado à conflituosa questão de suas terras. Em 2003, mais de 90% das tribos enfocadas em um estudo de Peter Schröder dependiam principalmente da agricultura. A caça e a pesca, antes muito importantes, ainda são praticadas por quase todas as tribos, mas na maioria das vezes em escala limitada. Piora o problema o fato de que muitas reservas são pequenas, seus recursos naturais estão se exaurindo e já não têm condições de sustentar comunidades em crescimento. Cerca de um terço das reservas enfrenta dificuldades no abastecimento de alimentos e nas infraestruturas, tornando a desnutrição e a pobreza problemas recorrentes, e forçando muitos à migração para fazendas da região ou para as cidades, em busca de melhores condições. Alguns, porém, migram em busca de educação, de reconhecimento, de atendimento médico e outros motivos. Já são muitos os índios que cursam universidades, exercem profissões liberais e técnicas e mesmo ingressam na política partidária — como foi o caso do notório Juruna —, influenciando a realidade nacional em múltiplos níveis.
Constitucionalmente os índios têm direito à participação nos lucros derivados de investimentos e obras em suas terras, mas como a Lei nem sempre é cumprida, em grande número de casos os povos acabam explorados sem compensações adequadas, sofrendo sérios impactos sociais negativos e vendo o ambiente de que precisam para viver ser destruído e poluído. Projetos de mineração, usinas hidrelétricas, exploração madeireira, agropecuária, grilagem de terras e obras de infraestrutura como estradas e linhas de transmissão energética, são os que geram mais problemas. Muitas comunidades já tomaram conhecimento, através dos civilizados, do aquecimento global e dos prejuízos que o fenômeno vem causando para o meio ambiente em todo o mundo, danos que eles corroboram através de observações diárias, sofrendo com as mudanças nas chuvas, com a redistribuição ou declínio de espécies selvagens, e com as secas mais intensas, que prejudicam suas economias baseadas na terra.
Outras dificuldades advêm dos múltiplos modelos produtivos adotados tradicionalmente pelos vários povos, complicando o estabelecimento de políticas consistentes. Em geral suas economias se caracterizam pela ausência de instituições formais de produção e distribuição de produtos, pelo baixo grau de especialização, pelo baixo nível tecnológico, pelos mercados pequenos, por um sistema de trocas não monetárias, pela ênfase (ainda que não exclusiva) na economia de subsistência, e pela complexidade da integração com o sistema capitalista. Contudo, uma expressiva parcela da população autodeclarada como indígena, calculada em 2006 entre 100 e 190 mil pessoas (mas podem ser até 350 mil) já não vive em reservas, e está plenamente imersa no sistema econômico capitalista, embora em geral, com muito menos preparo, atua em grande desvantagem em relação aos seus irmãos civilizados e obtém resultados bem mais fracos. A maioria acaba virando mão de obra barata e termina seus dias em favelas nos grandes centros urbanos, incapaz de conquistar uma vida digna.

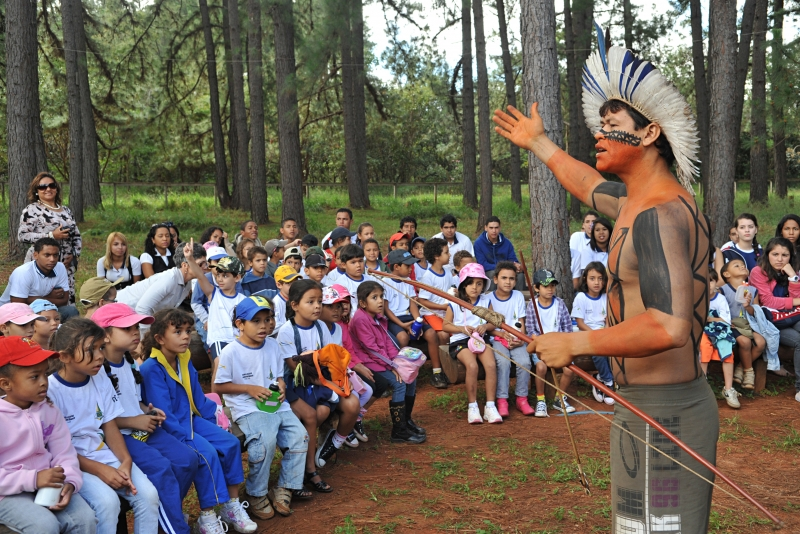
Representante fulni-ô fala da cultura de seu povo para escolares no Jardim Botânico de Brasília, em comemoração do Dia do Índio, 2011

Para ajudar a resolver esses desafios o governo e entidades privadas, em parceira com as comunidades, estão desenvolvendo vários projetos para o desenvolvimento econômico e social das tribos, enfocando o manejo sustentável dos recursos naturais, a organização de cooperativas, grupos de artesãos e outras formas de economia solidária, e articulação de um sistema de comércio integrado a economia formal, colocando excedentes de colheitas ou artefatos étnicos em feiras regionais, o que tem sido importante fonte de renda para muitas comunidades. Embora essas iniciativas atendam a demandas urgentes de sobrevivência, têm o inconveniente de estreitar cada vez mais os laços dos indígenas com a civilização, dissolvendo progressivamente seus costumes tradicionais, um fenômeno que causa por si diversos efeitos deletérios sobre os indivíduos e grupos, como já foi explicado. Mas segundo Ana Carolina Coimbra, trabalhando sobre o caso dos fulni-ô mas descrevendo uma conjuntura que é comum, disse que os índios têm procurado absorver essas mudanças legítima e criativamente: "Este tipo de ação está inserido em um processo de mudança cultural que implica na ressignificação de elementos externos à cultura a partir de uma lógica própria. Neste caso específico, o contexto em que estão inseridas as comunidades indígenas as leva à apropriação de um discurso político étnico visando sua autodeterminação e autogestão, e a uma consequente revalorização cultural".

### Educação

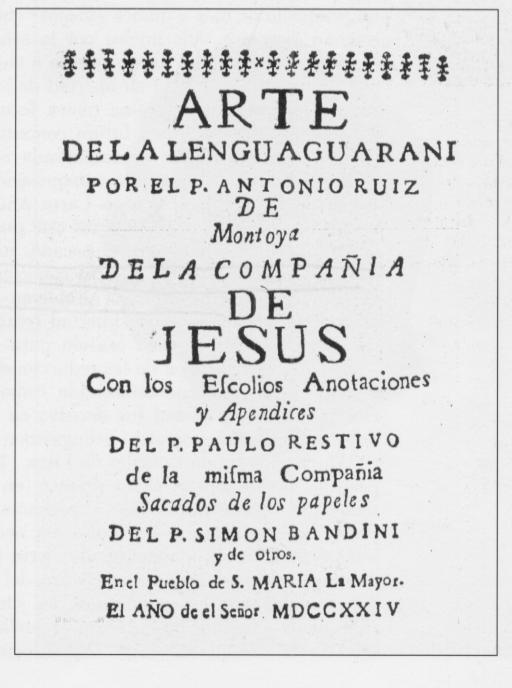
Antonio Ruiz de Montoya: A Arte da Língua Guarani, 1724, um dos vários manuais técnicos produzidos pelos missionários para seus propósitos educativos

Originalmente os ensinamentos eram transmitidos de pais para filhos em situações práticas, mas também através da arte, de lendas, mitos e ritos de passagem de caráter religioso e público, e de fato toda a comunidade participava da educação de suas crianças. A partir da colonização europeia, todo esse sistema se viu na contingência de mudar, introduzindo-se o ensino por mestres especializados, os professores, com disciplinas compartimentalizadas e de fraca vinculação com a realidade de suas vidas e sua herança cultural. Nos tempos coloniais, praticamente, a educação que se ministrou aos índios se resumiu ao catecismo religioso, utilizando frequentemente formas artísticas ocidentais para seduzi-los para Cristo, como o teatro e a música, que fascinavam os povos nativos, e algumas letras mais avançadas eram dadas aos caciques e seus filhos. Os demais podiam ser preparados em ofícios mecânicos e artísticos e técnicas agropastoris. Lógico, buscou-se a abolição da diversidade linguística em favor de uma unidade lusófona. Não obstante, durante muito tempo chegaram a se falar línguas crioulas de vasta ocorrência geográfica, híbridos compostos de várias línguas indígenas regionais em mistura ao português, como a língua geral paulista e o nheengatu, que produziram prolífica literatura devocional e técnica. Porém, foram etapas intermédias num projeto de uniformização linguística e educativa total, consagrado pelo Marquês de Pombal em meados do século XVIII. Neste processo, muitos elementos culturais e práticas educativas originais se desvirtuaram. Desde o início se patentearam diferenças culturais aparentemente intransponíveis, e a adequação do sistema educativo ocidental à transmissão do pensamento e da cultura nativa tem sido desde então objeto de perene controvérsia e fonte de conflito.
O governo delimitou seu campo através de vários instrumentos legais, especialmente a Lei de Diretrizes e Bases da Educação Nacional, e instituições específicas sob o comando atualmente do Ministério da Educação em parceria com a Funai, tem destinado grandes recursos para a educação dos índios nas reservas e fora delas, inclusive em cursos superiores, e também dos não índios a respeito da realidade nativa. Os próprios indígenas estão envolvidos nestas atividades educacionais de várias maneiras, agrupando-se em associações para preservação e divulgação de tradições, formando-se professores e produzindo material didático em línguas nativas, mas no contexto da educação formalizada e homogeneizadora do Brasil moderno, tem sido complexa a tarefa de preservar tradições para os que vivem mergulhados nelas mas as estão perdendo, e traduzi-las com fidelidade para uma outra cultura, e ainda parecem prevalecer apresentações estereotipadas e simplistas, reiterando conceitos ultrapassados e atrasando os avanços em direção ao entendimento mútuo.
Deve ser notado que o programa de educação indígena do governo tem um perfil flexível, buscando adaptar o modelo padronizado às necessidades das comunidades, preservando as línguas, usando materiais preparados no local por professores índios, elaborando currículos diferenciados, incluindo a comunidade no estabelecimento de parâmetros e adequando o calendário escolar ao ritmo de vida tradicional das tribos. A meta do governo é que todos os professores das escolas em reservas sejam índios. Mas além da problemática implícita no modelo educativo, as próprias infraestruturas educativas nas aldeias são precárias. Segundo estudo de Rangel & Liebgott,

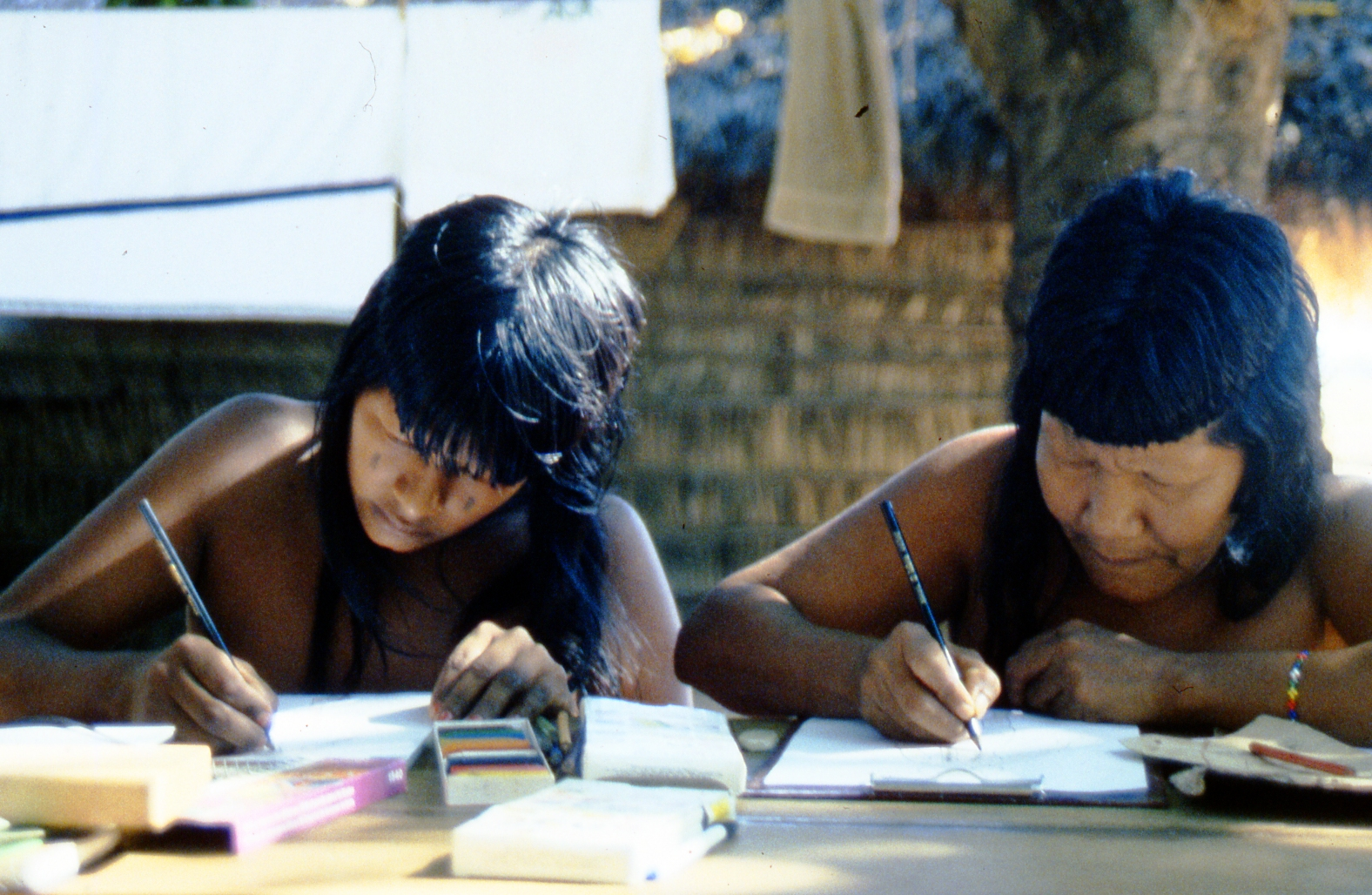
Índias canela em escola de aldeia maranhense

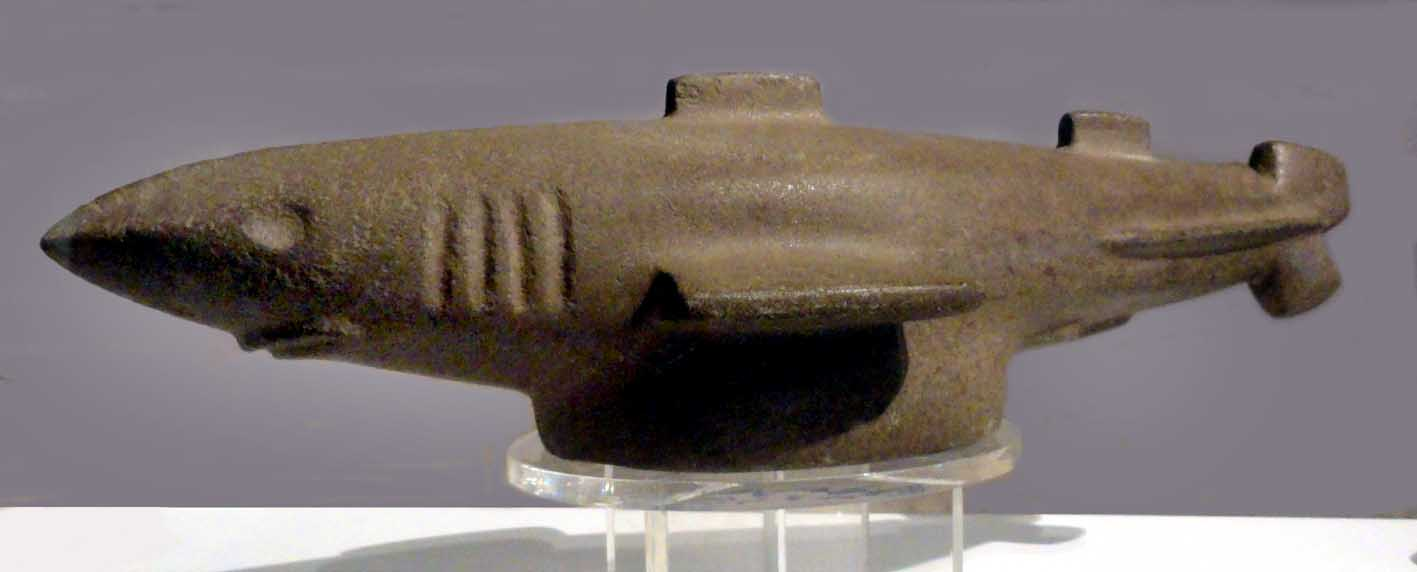
Escultura em pedra da cultura sambaqui pré-cabralina, representando um tubarão. Laboratório de Ensino e Pesquisa em Antropologia e Arqueologia da Universidade Federal de Pelotas

"Os dados indicam que não há escolas que assegurem a conclusão do ensino fundamental e que, na quase totalidade das comunidades indígenas, não há ensino médio. Impondo, com isso, que os estudantes indígenas frequentem as escolas dos municípios, onde lhes são negados os direitos a uma educação escolar diferenciada. Os dados apresentados pelo CIMI indicam que a política de educação escolar indígena está relegada, basicamente, aos municípios, que impõem as condições, os profissionais e os currículos escolares. Os chamados territórios etnoeducacionais, apresentados pelo Ministério da Educação, são ainda uma mera ficção, ou seja, não estão em funcionamento, os povos indígenas não os conhecem e sequer sabem como poderão ser implementados".
As carências envolvem falta de instalações adequadas para as aulas, de transporte, de merenda escolar, de professores e materiais didáticos. Além da precariedade da formação de profissionais que seja capacitados a atuar junto a essas comunidades, seja ativamente na sala de aula, seja compondo a equipe pedagógica necessária para se desenvolver a educação escolar, como aponta Da Cunha em sua entrevista: Educação escolar indígena em Roraima: formação docente e escolas e específicas e diferenciadas. A educadora Iara Bonin afirmou que "para muitos estados e municípios, a oferta de educação escolar indígena específica e diferenciada é vista como uma regalia, uma concessão, e não como um direito dos povos indígenas". Também há denúncias de alijamento das comunidades nos processos decisórios e de implementação de projetos educativos sem o necessário consentimento prévio dos povos. Alunos que conseguem progredir até os cursos superiores também são afetados, sendo ouvidas contínuas queixas de atrasos no repasse das bolsas de estudo e outros auxílios, criando dificuldades de transporte, moradia e alimentação, importantes para assegurar sua permanência nas universidades.
A alfabetização dos indígenas nos vernáculos, paralelamente ao trabalho sistematizador dos linguistas, também tem tido o efeito de gerar literatura, fato de fundamental importância num contexto de progressiva dissolução e esquecimento das tradições e mitos, e tem capacitado os índios para registrar de maneira duradoura sua própria versão da História e descrever suas visões de mundo com autenticidade, corrigindo interpretações distorcidas dos civilizados, possibilitando além disso a preservação das próprias línguas e a maior divulgação de suas culturas. Fortalece ainda o senso de identidade das tribos, lhes infunde mais orgulho de suas origens e dá bases para eles elaborem formas próprias de pedagogia.
Algumas populações indígenas lutam para garantir espaço nas universidades. Em Manaus, por exemplo, foi conquistado o acesso e permanência na Universidade Federal do Amazonas por meio de ações afirmativas. A fim de solucionar essas questões de permanência, a conquista não aconteceu apenas por garantir vagas ao indígena, novas disciplinas foram criadas a fim de atender a realidade dos indígenas, não apenas no sentido de prover discussões mais significativas à sua realidade, mas também para produzir um conhecimento que previamente não acontecia. Também foi garantida estrutura física e financeira para que eles pudessem morar perto da universidade, resolvendo o problema de longas distâncias que impossibilitam o acesso ao estudo. Alguns cursos na área da pós-graduação também contam com espaço para indígenas, dessa forma, democratizando a educação.
Para os civilizados, o assunto indígena faz parte hoje do currículo escolar brasileiro desde o nível primário, e permanece muito explorado até as pós-graduações, havendo muitos museus, pontos de cultura, grupos e instituições que se dedicam a conservar e divulgar a riqueza e a diversidade do patrimônio arqueológico, histórico e artístico dos índios, bem como de sua cultura imaterial, que estão seriamente ameaçados. Incontáveis programas de estudos acadêmicos em andamento objetivam melhor entender a sociedade indígena para melhor dialogar com ela, e também pelo mérito do seu interesse intrínseco, que tem sido reconhecido por especialistas como imenso, podendo dar contribuição valiosa para um mundo que hoje se debate em uma profunda crise de valores humanos, sociais e ecológicos.

### Saúde

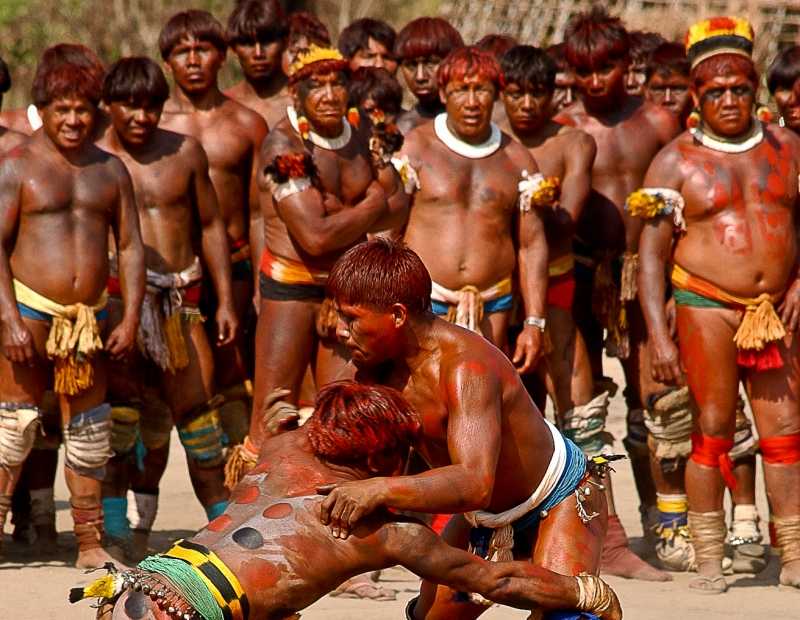
Indígenas em luta esportiva, exibindo seus corpos fortes e bem constituídos

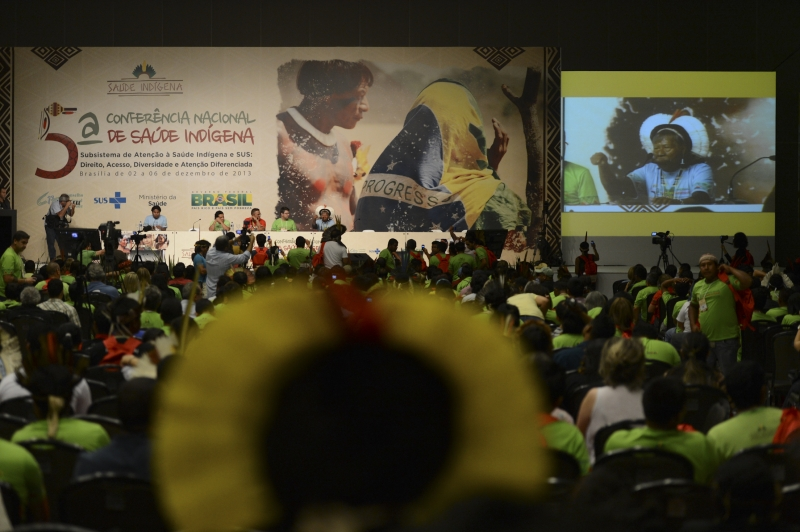
Abertura da 5ª Conferência Nacional de Saúde Indígena, 2013

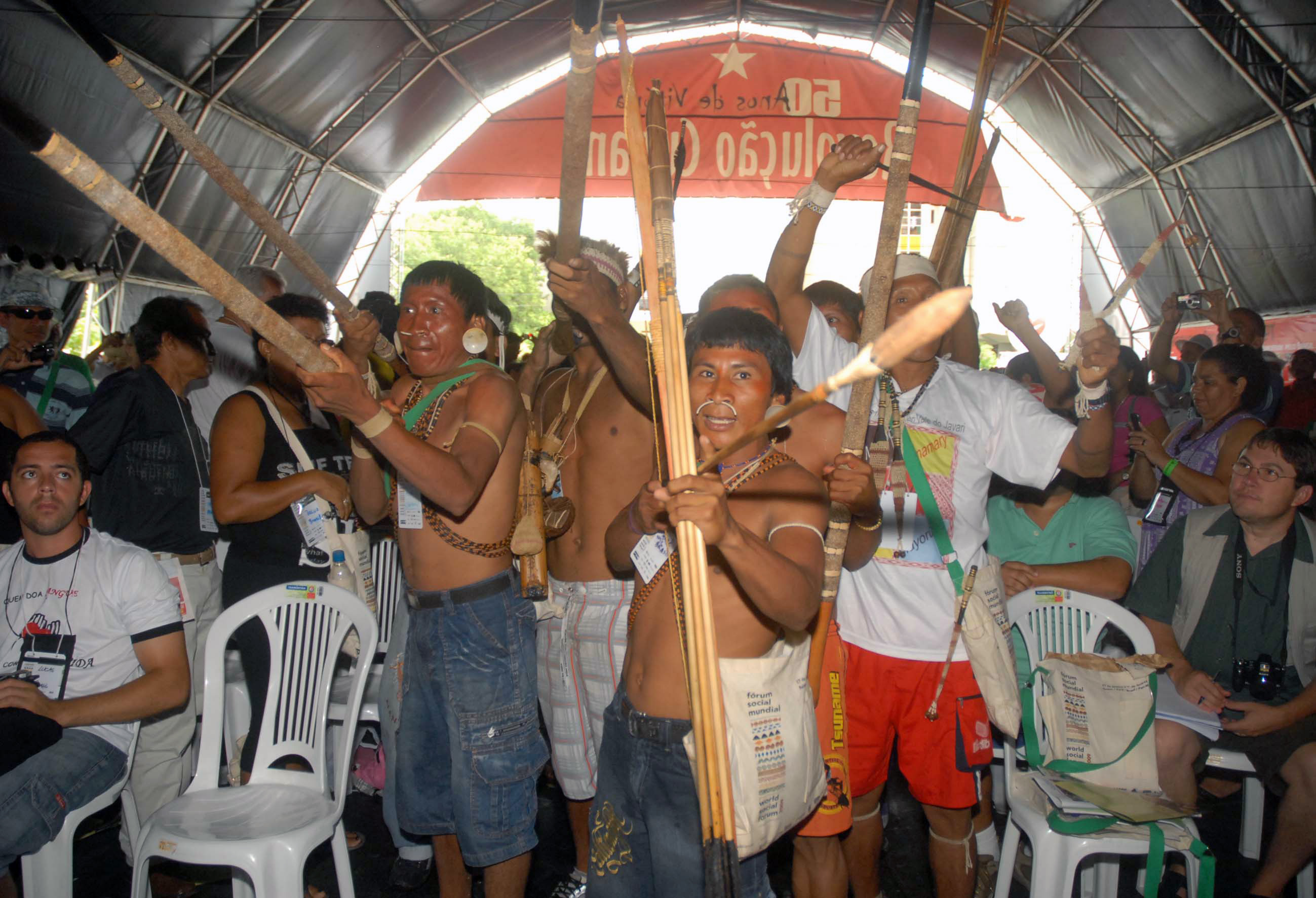
Indígenas de várias etnias da reserva do vale do Javari invadem a tenda Revolução Cubana e o Centro de Imprensa do Fórum Social Mundial pedindo mais saúde e denunciando várias mortes por hepatite nos últimos anos, 2009

Sabe-se que os índios gozavam originalmente de boa saúde, tendo corpos mais fortes e robustos do que os europeus, exercitados nas artes militares, na produção de artefatos e construção de cabanas, nas contínuas atividades físicas em seu cotidiano de estreito contato com a Natureza, movimentando-se sempre a pé ou em canoas de remo, na caça e pesca, na agricultura, e nos esportes como a huka-huka e o RáRá (lutas), o cabo-de-guerra, o xikunahity (um "futebol" em que a bola é impulsionada exclusivamente por cabeceios), a corrida carregando toras de madeira e o rõkrã (um jogo com bastões e uma pelota). Sua longevidade nos tempos pré-cabralinos é incerta, mas sobrevivem relatos dos primeiros exploradores, no entanto, afirmando que muitos viviam até velhice avançada, conhecendo até quatro gerações de descendentes.
Suas práticas de cura tinham caráter xamanístico e ritual, possuindo conotações mágicas e religiosas, e as doenças frequentemente eram atribuídas a origens sobrenaturais. Em sua medicina usavam ervas, produtos animais e procedimentos físicos invasivos, que podiam incluir sangrias e escarificações. Muitas vezes o atendimento de saúde tradicional distribuía funções entre várias figuras além do curador principal, o pajé, incluindo rezadores e benzedeiras, conhecedores de ervas e parteiras. Diversos de seus conhecimentos foram aproveitados pelos europeus desde o início e hoje estão sendo estudados pela ciência e em parte incorporados ao sistema de saúde indígena organizado pelo governo.
Como já foi dito, depois da chegada dos portugueses inúmeras epidemias de doenças desconhecidas na América dizimaram populações inteiras, entre elas malária, tuberculose, infecções respiratórias, hepatite e doenças sexualmente transmissíveis. O problema continua, e de acordo com o Instituto Socioambiental é um dos tópicos mais delicados de toda a questão indígena brasileira. Desde sua origem a Funai se responsabilizou pelo atendimento sanitário dos índios, envolvendo para isso diversos outros órgãos e instituições, entre elas a Fundação Nacional de Saúde (Funasa), que gerencia a seção indígena do Sistema Único de Saúde. Em 1999 o sistema foi reorganizado e descentralizado, criando-se o Subsistema de Atenção à Saúde Indígena e 34 Distritos Sanitários Especiais, com bons resultados, mas historicamente o atendimento sempre foi no geral insatisfatório, e as críticas proliferavam. Noticiavam-se casos de retorno epidêmico de doenças já controladas, sucateamento da infraestrutura, corrupção oficial, autoritarismo e descaso no atendimento e excesso de burocracia. A desnutrição infantil se tornava uma ameaça séria, vitimando crescente número de crianças. A situação calamitosa invocou a intervenção do Ministério Público. Em 2010, depois de pressão das comunidades, o governo criou uma secretaria especial para tratar da questão, vinculada diretamente ao Ministério da Saúde, que encampou a administração dos Distritos Sanitários. Estes órgãos atendem os casos mais simples. Quadros complexos são encaminhados a hospitais regionais mais aparelhados. Os Conselhos Indígenas de Saúde, que contam com membros das comunidades, controlam o funcionamento do sistema de saúde voltado para os índios. Na prática, porém, o setor, assim como todo o resto da questão indígena, está sempre enfrentando carências múltiplas, e sendo centro de inúmeras críticas e controvérsias, mesmo internas.
Atualmente o principal marco legal específico para a área de saúde é a Política Nacional de Atenção à Saúde dos Povos Indígenas, regulamentada pela Portaria nº 254, de 31 de janeiro de 2002. Dados do governo de 2006 apontam que entre os problemas de alta ocorrência estão anemia, diarreia, tuberculose, doenças de pele, infecções respiratórias, e doenças crônicas como obesidade, hipertensão arterial e diabetes mellitus. Cerca de um terço das reservas enfrenta dificuldades de abastecimento alimentar, gerando desnutrição. Segundo pesquisa da Unesco em parceria com o Ministério da Cultura e o Museu Nacional, nos últimos anos se verifica uma transição epidemiológica entre os povos nativos. Se antes predominavam as doenças infecciosas e parasitárias, agora estão em rápida ascensão as doenças crônicas não transmissíveis e as doenças sociais. Têm sido registrados crescentes taxas de transtornos psicológicos e psiquiátricos, bem como de suicídios, homicídios, abuso sexual, violência doméstica, drogadição e alcoolismo. A perda de suas terras e a proximidade com a civilização, que levam à desagregação das culturas, são as principais causas apontadas. Toda a questão é complicada pela falta de conhecimentos mais sólidos sobre a epidemiologia, os hábitos de alimentação, higiene corporal e conservação da saúde entre os povos indígenas. Embora o governo subsidie diversos projetos acadêmicos de pesquisa, ele mesmo reconheceu amplas carências, como consta na sua Política Nacional:
"Não se dispõe de dados globais fidedignos sobre a situação de saúde (dos povos indígenas), mas sim de dados parciais, gerados pela Funai, pela Funasa e diversas organizações não governamentais ou ainda por missões religiosas que, por meio de projetos especiais, têm prestado serviço de atenção à saúde dos povos indígenas. Embora precários, os dados disponíveis indicam, em diversas situações, taxas de morbidade e mortalidade três a quatro vezes maiores que aquelas encontradas na população brasileira geral. O alto número de óbitos sem registro ou indexados sem causas definidas confirmam a pouca cobertura e baixa capacidade de resolução dos serviços disponíveis".

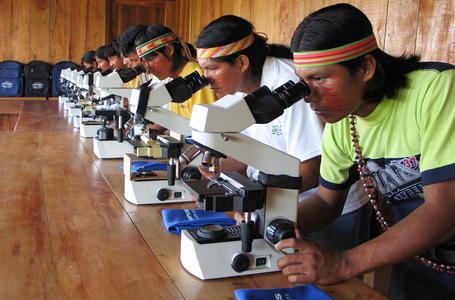
Índios em um laboratório observando plasmódios da malária ao microscópio

Para o antigo diretor do Departamento de Saúde Indígena da Funasa, Wanderley Guenka, as maiores dificuldades vêm da multiplicidade de realidades culturais entre os vários povos, impedindo a criação de uma política unificada de saúde, a falta de preparo técnico, as grandes distâncias e dificuldades de acesso às reservas mais remotas, a precária infraestrutura em muitas aldeias e a crônica escassez de verbas. Em 2012 a presidente Dilma Rousseff criou um comitê espacial para dar maior atenção ao problema, com foco no atendimento básico, incluindo exame pré-natal, vacinação, avaliação nutricional, controle do crescimento e desenvolvimento, consultas médicas e odontológicas, testes para HIV, sífilis e hepatites.
Entre as conquistas recentes no setor podem ser citadas o expressivo crescimento populacional nas últimas décadas, a formação de muitos profissionais de saúde indígenas, que passaram a se encarregar da maior parte do atendimento básico nas aldeias, e a importante redução na mortalidade infantil, que caiu de 74,61 óbitos por mil nascidos vivos em 2000, para 46,73 em 2008, resultado da integração de uma série de programas de saúde, desenvolvimento econômico e assistência social. No início de 2008 atuavam na área indígena 12 895 proﬁssionais de saúde, com 1 681 de nível superior e 11 214 de nível médio.

### Evangelização e aculturação
Como já foi descrito, os portugueses desde os primórdios da colonização buscaram transformar os indígenas em bons cristãos. Muitos de seus costumes eram vistos como imorais e pecaminosos, e suas religiões, como primitivas, supersticiosas e obscuras, quando não demoníacas, e por isso era preciso a todo custo "salvá-los" de sua forma de vida. Isso não mudou muito. A despeito de todos os problemas que isso causou historicamente, grande parte da população indígena brasileira permanece ainda hoje sob forte pressão de propagandistas de outras religiões, que continuam tentando convertê-los às suas fileiras sob os mais variados argumentos, mas em geral tentando assimilá-los para a órbita da civilização e revelando uma visão subjacente preconceituosa, ignorante e prepotente sobre suas práticas religiosas tradicionais, fazendo-os ouvir aquele mesmo tipo de pregação de séculos passados que, embora muitas vezes realizada com boa intenção, desvirtua ou substitui suas crenças originais e provoca profundos conflitos de consciência nos indivíduos. Tenta-se "levar a palavra de Deus" ao índio como se ele não tivesse suas próprias figuras divinas e seus preceitos, nunca tivesse ouvido falar em um poder espiritual, e tivesse pedido a evangelização, querendo-se homogeneizar a espiritualidade nativa à sombra do cristianismo, quase invariavelmente considerado "superior". O cacique Iauanauá Biraci dá um eloquente testemunho:
"Convenceram todo mundo a ser crente. Botaram uma ameaça no nosso coração, dizendo que sem essa religião todo mundo iria para o inferno, que nós não teríamos salvação, não seríamos capaz de ser um povo feliz. Que nós vivíamos com o demônio. Que nossos rituais e nossas crenças eram coisas do demônio. [...] Eram racistas, não gostavam da gente, pareciam que tinham nojo de índio. Não deixavam índio andar no mesmo barco com eles. Não deixavam comer junto. Nos tratavam mal. Sem respeito. Principalmente os americanos. Eram muito arrogantes. A gente sofria muito. A gente tinha vergonha de ser a gente. [...] Nós éramos proibidos, através da intimidação, de realizar nossos rituais. Do lado da missão estavam os seringalistas, seringueiros. Se aliavam com todo mundo. E a igreja fazia a gente aceitar ser dominado. Além da evangelização, dessa descaracterização cultural do nosso povo, ainda mantinham a presença dos não indígenas dentro da terra. Faziam a gente aceitar nossa condição de escravo".

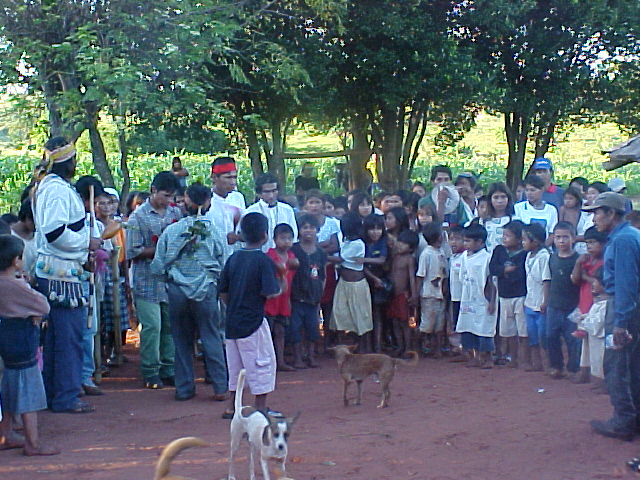
Encontro religioso guarani no Mato Grosso do Sul

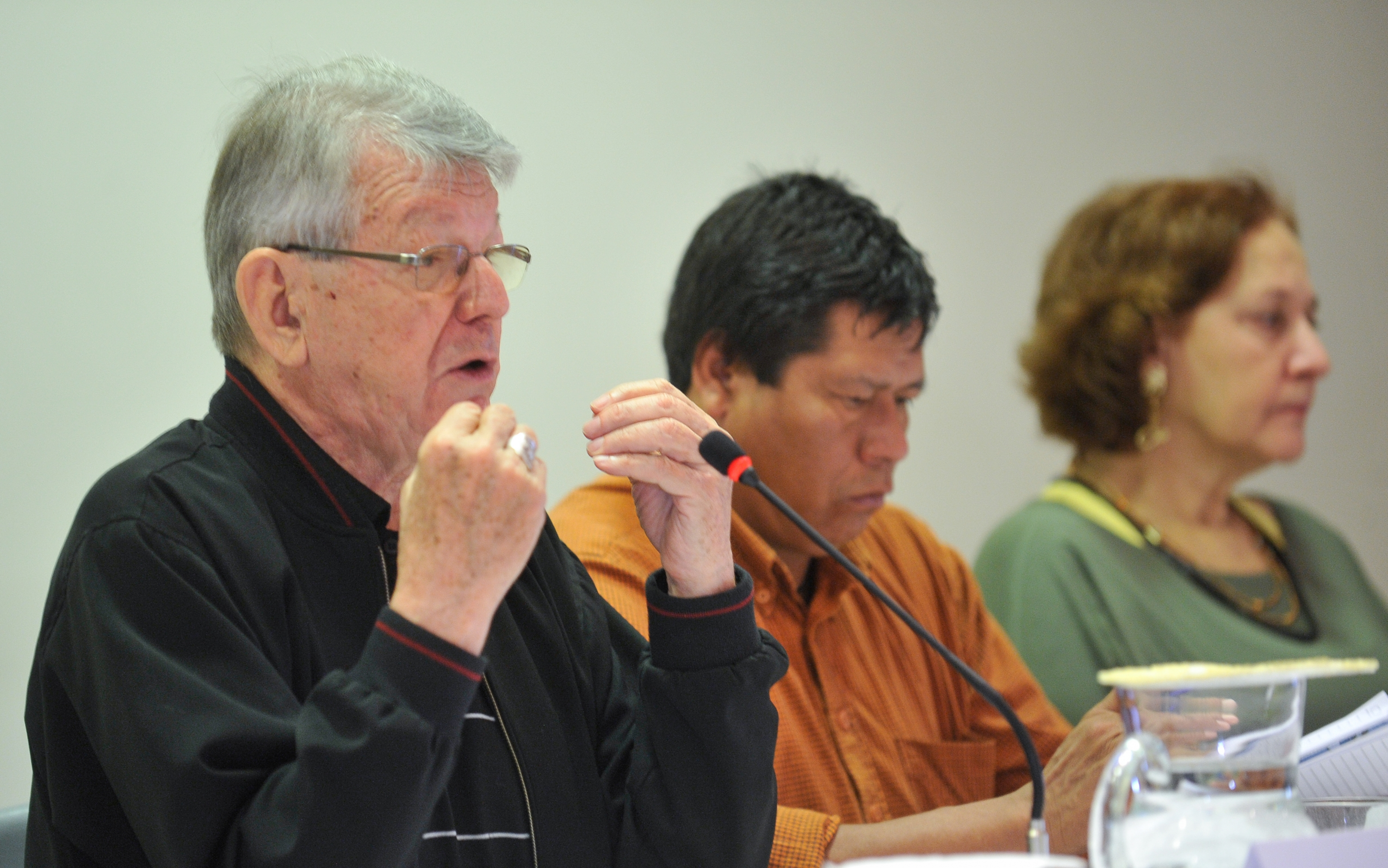
Representantes do Conselho Indigenista Missionário no lançamento do relatório Violência Contra os Povos Indígenas 2012

Porém, religiosos e associados ao trabalho missionário muitas vezes argumentam que a evangelização contemporânea, diferente da histórica, é oferecida como uma opção e não um imperativo, que pode ajudar os índios em sua conscientização política e em suas lutas sociais, e pode capacitá-los para participar da sociedade brasileira de forma digna e construtiva. Às vezes essas missões propõem ajudar os índios na reconstrução de tradições religiosas perdidas. É verdade que diversas denominações têm oferecido importante ajuda aos indígenas em suas demandas e têm evitado muito sofrimento e injustiças, mas isso não anula o fato de que a presença missionária nas aldeias tem sido sempre fator de profunda modificação cultural e mesmo econômica, e é a causa até hoje de permanente tensão, distúrbios sociais e de disseminação de diversas doenças.
É de notar que a Conferência Nacional dos Bispos do Brasil (CNBB), entidade católica, que através do Conselho Indigenista Missionário tem sido uma das mais aguerridas e influentes defensoras dos indígenas, embora reconhecendo que as cosmovisões indígenas são "a alma de suas culturas" e que "a convicção de cada pessoa tem uma dignidade própria", e afirmando que não visa a conversão impositiva, não obstante coloca a evangelização dos povos nativos como uma de suas metas, defende o magistério universal da Igreja Católica, entende a humanidade toda como o "povo eleito", Jesus como o primeiro dos missionários, cujo exemplo deve ser seguido, e Nossa Senhora como mãe de "todos os povos". O papa Bento XVI, em discurso proferido em Aparecida, disse que "o anúncio de Jesus e do seu Evangelho não supôs, em nenhum momento, uma alienação das culturas pré-colombianas, nem foi uma imposição de uma cultura estranha". Diante de múltiplos protestos, no entanto, dez dias depois ele se retratou, reconhecendo o lado sombrio dessa história. A posição do CIMI não está livre de problemas e ambiguidade, mas tem se caracterizado pelo progressivo distanciamento do proselitismo, concentrando-se na luta política, no respeito às diferenças e no assistencialismo, ao contrário das missões das ordens e congregações. Mesmo com este direcionamento oficial, o destacado teólogo Paulo Suess reconhece que o proselitismo ainda subsiste: "Nunca oficialmente. Nunca vão dizer isso abertamente em uma assembleia do CIMI. Mas na aldeia eles podem agir assim". De qualquer forma, na opinião do antropólogo Marcos Pereira Rufino, em anos recentes a atuação católica tem sido a menos problemática entre todas as denominações cristãs, enquanto no trabalho das outras a situação é bem mais complicada, com denúncias de violações de direitos humanos e outras irregularidades se multiplicando. Segundo noticiou em 2007 o portal interdenominacional Gospel+,
"O trabalho de catequese há décadas deixou de ser uma exclusividade da Igreja Católica, que perdeu terreno nessa área. Pastores evangélicos tomaram seu lugar e hoje operam um vigoroso esforço de conversão em massa. Já superaram os católicos no número de missionários. [...] Existem 222 tribos no país. Os católicos estão em apenas 107 delas. Protestantes de denominações como Batista, Adventista, Quadrangular e Assembleia de Deus, por exemplo, já estão presentes em 153. Seu objetivo é claro: chegar a cada etnia 'não alcançada' por Jesus, fincar uma igreja e conduzi-la pelo que consideram o caminho da salvação. [...] Em 1972 (a Igreja Católica) criou o CIMI para gerir a relação com os índios, e passou a pregar que a cultura nativa deveria ser preservada, inclusive em suas crenças. Foi um flanco aberto para que os missionários evangélicos avançassem em peso por entre as aldeias mais remotas do país. [...] Sua estrutura logística também salta aos olhos. Para levar os pastores a cada canto do país, os evangélicos contam com a ONG Asas de Socorro, que tem onze aviões, sendo três hidroaviões que não necessitam nem de pista de pouso. Com uma engrenagem assim, não há pajé que resista".
Em 1991 a Funai determinou a retirada de todos os missionários das reservas, diante de inúmeras denúncias de genocídio, escravidão, servidão, exploração sexual e monopolização do acesso à saúde e à educação, e desde 1994 somente podem entrar nas reservas missionários convidados pelos índios. Para contornar o interdito, muitas vezes são oferecidos às tribos serviços e benesses em troca do convite, ou as lideranças cristãs trabalham para formar missionários índios, que por sua vez podem atuar livremente nas reservas. Edward Luz, presidente da organização não denominacional Missão Novas Tribos do Brasil, acusada de muitas irregularidades, inclusive de grande extermínio entre o povo zo'é nos anos 80, infectado por doenças que eles levaram, foi explícito em suas intenções dizendo que "o Estado não pode impedir que um índio se encontre com outro índio.... A maioria desses índios voltará ao seu povo para pregar o Evangelho. Contra essa força não haverá resistência (da Funai)". "Se (o governo) proíbe pregar o Evangelho, está proibindo a liberdade da adoração; proíbe o autor do Evangelho, o senhor Jesus; e proibiu a Bíblia, proibiu o Deus criador. E nós partimos para um confronto". No 4º Congresso Brasileiro de Missões, o presbiteriano Ronaldo Lidório declarou que "precisamos de mais 500 novos missionários para pregar o Evangelho a todos os povos indígenas". A Associação de Missões Transculturais Brasileiras e o Conselho Nacional de Pastores e Líderes Evangélicos Indígenas, com apoio da Associação Nacional de Juristas Evangélicos, divulgaram em 2013 uma nota oficial em protesto contra os obstáculos à ação missionária entre os índios.

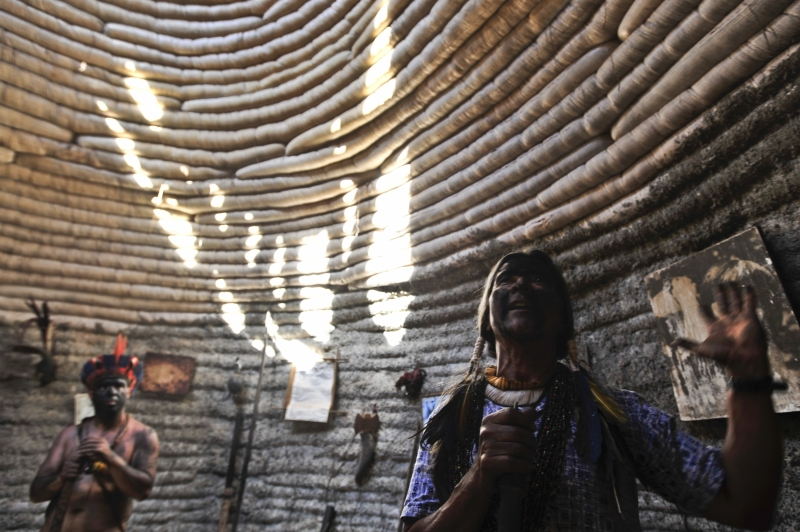
Santuário dos Pajés na terra indígena no Setor Noroeste de Brasília

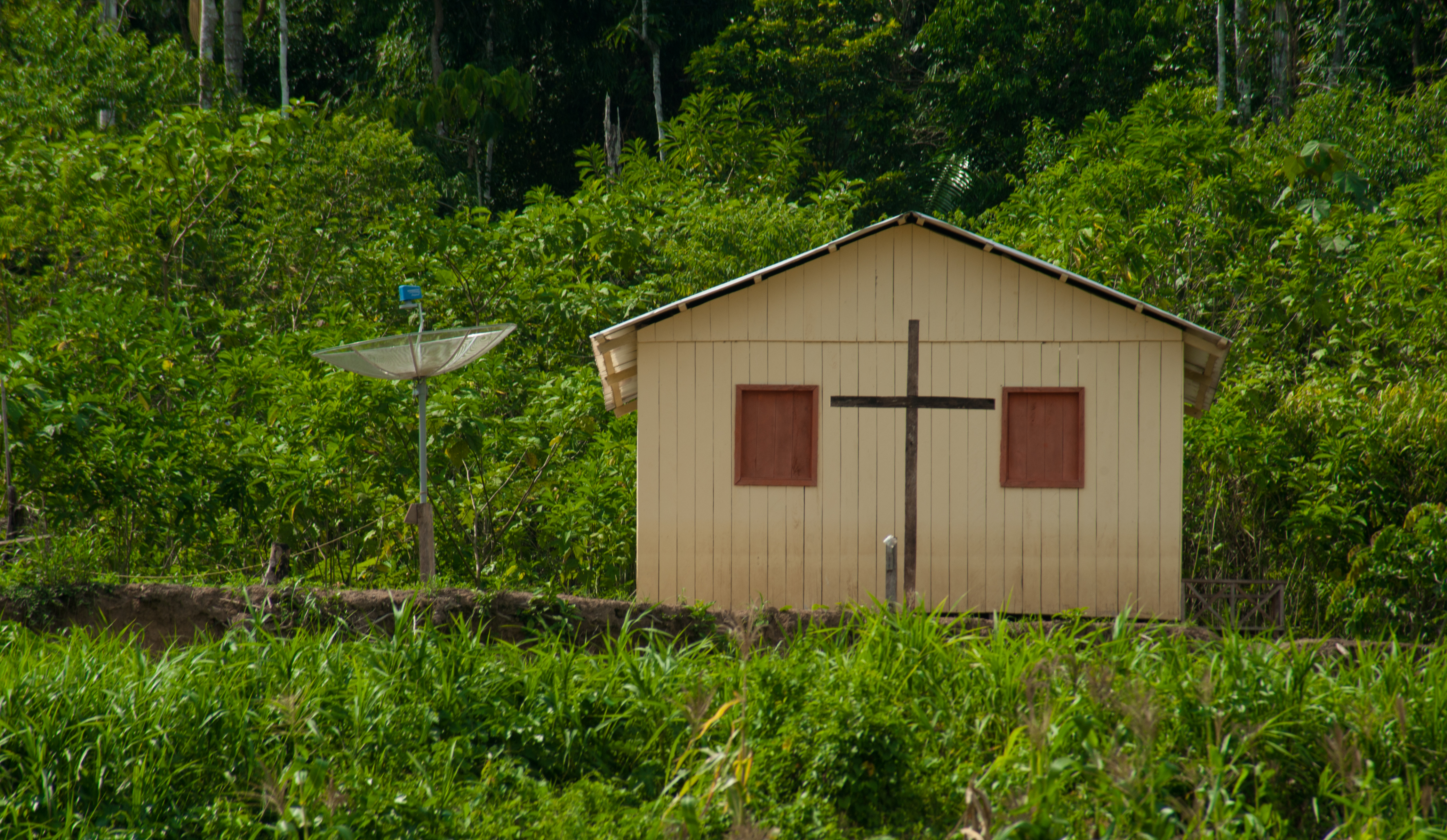
Capela cristã em terras achanincas, no Acre

Propostas de autorizar legalmente a atuação missionária já chegaram ao Congresso Nacional e desencadeiam grande polêmica, pois o Brasil é um Estado laico, e a imposição da evangelização sobre os índios, violando a liberdade de culto, é inconstitucional, conforme declarou Antônio Oneildo Ferreira, presidente da seccional da Ordem dos Advogados do Brasil em Roraima, além de inevitavelmente levar à aculturação. A bancada evangélica, aliando-se à bancada ruralista, adquiriu recentemente grande influência parlamentar. O jornalista Felipe Milanez denunciou, juntando-se a um grande coro de críticos, que a Comissão de Direitos Humanos e Minorias da Câmara dos Deputados, que esteve em 2013 sob o comando do controverso pastor evangélico Marco Feliciano, "segue misturando religião com Estado, rasgando a laicidade, e promovendo violência contra as minorias. Os missionários tentam pressionar o governo para que possam pregar o Evangelho nas aldeias, promovendo assim o proselitismo religioso. Querem pregar de forma aberta, pois escondido já o fazem". Outros pesquisadores e jornalistas confirmam a pregação clandestina, e como foi dito as próprias igrejas, ignorando todos os impedimentos legais, reconhecem que ela continua em progresso, ocorrendo até mesmo denúncias de perseguições a pajés e disputas por aldeias entre as várias denominações, uma situação que remonta aos primórdios da penetração protestante no país. Segundo a antropóloga Ana Paula de Oliveira, as dificuldades impostas oficialmente para a evangelização, ao contrário de inibi-la, a estimulam, pois para muitos missionários quanto maiores as provações mais gloriosos serão os resultados espirituais, sentindo-se engajados em verdadeira cruzada.
Mas a questão não é simplesmente polarizada e está cheia de nuanças e contradições. Antropólogos e outros ativistas têm assumido a religião indígena e fazem proselitismo dela. Muitas comunidades adotaram sinceramente o cristianismo e o praticam há tempo, exigindo a presença de padres e pastores. Somente de índios evangélicos existem 210 mil, segundo o Censo de 2010. Estes também defendem o proselitismo sobre outras etnias, se orgulham da conversão e muitas vezes confundem benefícios sociais recebidos com religião, acreditando que "somente depois da Bíblia o desenvolvimento chegou às aldeias, que hoje têm luz elétrica e água encanada". Basílio Jorge, índio e hoje pastor evangélico, ilustra a profundidade da transformação cultural condenando a antiga e inocente nudez dos povos: "É indecente as mulheres usarem vestido curto ou short. O cabelo delas também deve ser comprido. Está tudo escrito na Bíblia". Outras comunidades absorveram parte da religião estranha e a adaptaram para a formação de novos cultos sincréticos, e essas formas religiosas adquirem importante papel em suas vidas. Ao mesmo tempo, missionários frequentemente são acusados de entrar em conluio com a Funai e outros organismos a fim de desestabilizar o diálogo entre índios e civilizados, "semeando ventos que vão produzir uma tempestade no campo", como disse o jornalista Robson Bonin em artigo na revista Veja.

### Identidade indígena
Tem emergido um debate sobre o que é "ser indígena". Para os ocidentais os indígenas de costume ainda são identificados como integrantes de culturas silvícolas e como indivíduos seminus cobertos de pinturas corporais e adereços plumários. Contudo, o contato com a civilização dominante levou muitos a absorver elementos culturais e hábitos ocidentais — roupas, língua, moradia em casas, uso de aparelhos eletrônicos, frequência em universidades, etc. —, pondo em jogo a questão de até que ponto um indígena permanece identificado como indígena num contexto de ampla e rápida transformação sociocultural. Muitas vezes essa incorporação de ocidentalismos por indígenas é usada como justificativa para desqualificar sua condição de indígena e até mesmo para negar o direito à terra e o acesso a benefícios governamentais. A conceituação de "indígena" ainda está de modo geral dependente de um estereótipo físico e/ou cultural que tem implicações racistas e que remete ao passado, e que desconsidera o fato de que as culturas originais, embora mantenham um caráter tradicionalista, nunca foram estáticas — elas evoluíram. Este estereótipo foi impresso massivamente nas comunidades por força da opressão colonialista. Tentativas de libertação desses preconceitos são um fenômeno recente e têm gerado controvérsia, mas muitos indígenas, com base em sua ancestralidade e numa percepção dinâmica de cultura, já começam a reivindicar o direito à diversidade como parte essencial do direito à autodeterminação, o direito de permanecerem sendo "indígenas" mesmo que sua cultura e aparência se modifiquem. Estes argumentos são uma das bases dos movimentos de reivindicação identitária dos povos emergentes, mas não só deles.

## Dia dos Povos Indígenas
O Dia dos Povos Indígenas, 19 de abril, foi criado pelo presidente brasileiro Getúlio Vargas através do decreto-lei 5.540, de 1943, então com o nome Dia do Índio, relembrando o dia, em 1940, no qual várias lideranças indígenas do continente resolveram participar do Congresso Indigenista Interamericano, realizado no México. Eles haviam boicotado os dias iniciais do evento, temendo que suas reivindicações não fossem ouvidas pelos "homens brancos". Durante este congresso, foi criado o Instituto Indigenista Interamericano, também sediado no México, que tem, como função, zelar pelos direitos dos indígenas na América. O Brasil não aderiu imediatamente ao instituto, mas, após a intervenção do Marechal Rondon, apresentou sua adesão e instituiu o Dia do Índio no dia 19 de abril.
O nome da data foi alterado em 8 de julho de 2022 para Dia dos Povos Indígenas através da Lei 14.402. O projeto de alteração partiu da deputada Joênia Wapichana, com a justificativa de que o termo "índio" estimula a perpetuação de estereótipos e é considerado pelos povos originários como preconceituoso, mas também serve para deixar explícita a diversidade dos povos que habitam e habitaram o Brasil. O projeto foi vetado pelo então presidente Jair Bolsonaro, mas o Congresso derrubou o veto no dia 5 de julho.

### Livros
- Alencar, Edna Ferreira (2005). «Políticas Públicas e (In)Sustentabilidade Social: o caso de comunidades de várzea no Alto Solimões, Amazonas». In:  Lima, Deborah (org.). Diversidade socioambiental nas várzeas dos rios Amazonas e Solimões: perspectivas para o desenvolvimento da sustentabilidade. Brasília: Ibama, ProVárzea
- Almeida, M. Berenice de; Puci, Magda Dourado (2003). Outras Terras, Outros Sons. São Paulo: Callis Editora Ltd.
- Almeida, Ledson Kurtz de (2007). «Oficinas de Medicina Tradicional entre os Manoki». In:  Ferreira, Luciane Ouriques; Osório, Patricia Silva (orgs.). Medicina Tradicional Indígena em Contextos – Anais da I Reunião de Monitoramento (PDF). Brasília: Projeto Vigisus II/Funasa. Arquivado do original (PDF) em 24 de dezembro de 2013
- Barreto, Cristiana (2008). «Entre mistérios e malogros: os primeiros contatos com ameríndios da Amazônia». In:  Maria Cristina M., Scatamacchia; Solano, Francisco E. (org.). América, Contacto y Independência. Washington D. C.: Instituto Panamericano de Geografía y Historia
- Basta, Paulo Cesar; Orellana, Jesem Douglas Yamall; Arantes, Rui (2010). «Perfil epidemiológico dos povos indígenas no Brasil: notas sobre agravos selecionados». In:  Garnelo, Luiza; Pontes, Ana Lúcia (orgs.). Saúde Indígena: uma introdução ao tema (PDF). Brasília: Edições MEC/Unesco
- Bernand, Carmen; Gruzinski, Serge (2006). História do Novo Mundo: As Mestiçagens. 2. São Paulo: EdUSP
- Bonin, Iara Tatiana (2012). «Desassistência na Área de Educação Escolar Indígena». Violência contra os Povos Indígenas no Brasil (PDF). Brasília: Conselho Indigenista Missionário
- Canclini, Arnoldo (2009). Así nació Ushuaia. Buenos ires: Editorial Dunken
- Cavalcante, Messias Soares (2011). A verdadeira história da cachaça. São Paulo: Sá Editora. ISBN 9788588193710
- Colaço, Thais Luzia (2006). "Incapacidade Indígena": Tutela Religiosa e Violação do Direito Guarani Pré-Colonial nas Missões Jesuíticas. Curitiba: Juruá Editora
- Costa, Maria Castilho (2002). A imagem da mulher: um estudo de arte brasileira. São Paulo: Senac
- Comissão Pró-Índio de São Paulo e do Centro Gaspar Garcia de Direitos Humanos (2013). 'A Cidade como Local de Afirmação dos Direitos Indígenas (PDF) 1ª ed. São Paulo: Centro Gaspar Garcia de Direitos Humanos
- Core Writing Team (2005). Ecosystems and Human Well-being: A Report of the Millennium Ecosystem Assessment. Synthesis (PDF). Washington, DC: Island Press
- Cunha, Manuela Carneiro da (org.) (1992). História dos índios no Brasil. São Paulo: Companhia das Letras, Secretaria Municipal de Cultura, FAPESP
- Cuturi, Flavia (2004). «Reductio ad unam linguam: la violenza prottetiva nelle riduzioni gesuitiche». In nome di Dio. L'impresa missionaria di fronte all'alterità. Sesto San Giovanni: Meltemi Editore srl. ISBN 9788883533488
- Damasceno, Athos (1970). Artes Plásticas no Rio Grande do Sul. Porto Alegre: Globo
- Dawsey, John Cowart (2006). Memorial. São Paulo: Universidade de São Paulo
- Dorta, Sonia Ferraro; Cury, Marília Xavier (2000). A plumária indígena brasileira no Museu de Arqueologia e Etnologia da USP. São Paulo: EdUSP
- Erlandson, Jon;  et al. (2007). «One if by the land, two if by the sea». In:  Jones, Terry; Klar, Kathryn. California Prehistory: Colonization, Culture, and Complexity. Lanham: Rowman Altamira/Society for California Archaeology
- Equipe de Apoio aos Povos Indígenas Isolados (2012). «IV - Os Povos Indígenas Isolados continuam ameaçados». In:  Rangel, Lúcia Helena (coord.). Violência contra os Povos Indígenas no Brasil (PDF). Brasília: Conselho Indigenista Missionário
- Fernandes, Florestan (1976). «Antecedentes Indígenas: organização social das tribos tupis». In:  Hollanda, Sérgio Buarque de. História Geral da Civilização Brasileira. Tomo I: A Época Colonial - Do descobrimento à expansão territorial. 1 5ª ed. Algés: Difel
- Freyre, Gilberto (2006). Casa-grande & senzala: formação da família brasileira sob o regime da economia patriarcal 51ª ed. São Paulo: Global
- Galdino, Luiz (2011). «Pré-História II: Estudos para a arqueologia da Paraíba». In:  Oliveira, Thomas Bruno (org.). As itaquatiaras e os megálitos (PDF). João Pessoa: Sociedade Paraibana de Arqueologia/JRC Editora. Arquivado do original (PDF) em 15 de dezembro de 2013
- Gil, Laura Perez (2007). «Possibilidades de articulação entre os sistemas de parto tradicionais indígenas e o sistema oficial de saúde no Alto Juruá». In:  Ferreira, Luciane Ouriques; Osório, Patricia Silva (orgs.). Medicina Tradicional Indígena em Contextos – Anais da I Reunião de Monitoramento (PDF). Brasília: Projeto Vigisus II/Funasa. Arquivado do original (PDF) em 24 de dezembro de 2013
- Gomes, Mércio Pereira (2008). «O Caminho Brasileiro para a Cidadania Indígena». In:  Pinsky, Jaime; Pinsky (orgs.), Carla B. História da Cidadania. São Paulo: Contexto
- Hamada, Katsue; Zenun, Valeria Maria Alves Adissi (1999). Ser índio hoje. São Paulo: Edições Loyola
- Hoffecker, John F.; Elias, Scott A. (2013) [2007]. Human Ecology of Beringia. Nova Iorque: Columbia University Press
- Lévi-Strauss, Claude (2004). Do Mel às Cinzas. São Paulo: Cosac Naify. ISBN 9788575033777
- Macedo, Valéria (2011). «A Cosmopolítica das Mudanças (Climáticas e Outras)». In:  Ricardo, Carlos Alberto; Ricardo, Fany Panteloni. Povos indígenas no Brasil: 2006/2010. São Paulo: Instituto Socioambiental
- Magalhães, José Vieira Couto de (1876). O Selvagem. Rio de Janeiro: Typ. da Reforma
- Magalhães, Edvard Dias (org.) (2005). Legislação Indigenista Brasileira e Normas Correlatas 3ª ed. Brasília: Funai
- Marzal, Manuel María; Tua, Sandra Negro, eds. (1999). Un reino en la frontera: las misiones jesuitas en la América colonial. Lima: Fondo Editorial Pontifícia Universidad Católica del Perú
- Melatti, Julio Cezar (2007). Índios do Brasil. São Paulo: EdUSP. ISBN 9788531410130
- Miranda, Evaristo Eduardo de (2004). O descobrimento da biodiversidade: a ecologia de índios, jesuítas e leigos no sécolo XVI. São Paulo: Edições Loyola
- Moreau, Filipe Eduardo (2003). Os índios nas cartas de Nóbrega e Anchieta. São Paulo: Annablume. ISBN 9788574193854
- Museu de Valores do Banco Central do Brasil (1988). O Museu de Valores do Banco Central do Brasil. São Paulo: Banco Safra S. A.
- Oliveira, Lizete Dias de (2005). «Síntese Histórica do Povoamento do Rio Grande do Sul». In:  Silveira, Elaine da; Oliveira, Lizete Dias de (orgs.). Etnoconhecimento e Saúde dos Povos Indígenas do Rio Grande do Sul. Canoas: Editora da ULBRA. ISBN 9788575281390
- Rangel, Lucia Helena; Liebgott, Roberto Antonio (2012). «A Dura e Dolorosa Realidade a que os Povos Indígenas Estão Submetidos no Brasil». In:  Rangel, Lúcia Helena (coord.). Violência contra os Povos Indígenas no Brasil (PDF). Brasília: Conselho Indigenista Missionário
- Ribeiro, Darcy; Ribeiro, Bertha (1957). Arte plumária dos Índios Kaapor (PDF). Rio de Janeiro: Grafica Seikel
- — (2003). O Povo Brasileiro (PDF). São Paulo: Companhia de Bolso. Arquivado do original (PDF) em 16 de junho de 2012
- — (2007). As Américas e a Civilização - processo de formação e causas do desenvolvimento cultural desigual dos povos americanos. São Paulo: Companhia de Bolso
- Saint-Hilaire, Auguste de (2002). Viagem ao Rio Grande do Sul. Porto Alegre: Martins Livreiro
- Salvador, Frei Vicente do (1965). História do Brasil 1500-1627 5ª ed. São Paulo: Edições Melhoramentos
- Santos, Ricardo Ventura; Coimbra Jr., Carlos E. A.; Flowers, Nancy (2005). «Demografia, Epidemias e Organização Social: os Xavánte de Pimentel Barbosa (Etéñitépa), Mato Grosso». In:  Santos, Ricardo Ventura; Pagliaro, Heloísa; Azevedo, Marta Maria (orgs.). Demografia dos povos indígenas no Brasil (PDF). Rio de Janeiro: Editora FIOCRUZ. Arquivado do original (PDF) em 14 de dezembro de 2013
- ——————; —————— (2005). «Cenários e tendências da saúde e da epidemiologia dos povos indígenas no Brasil». In:  ——————; Coimbra, Carlos E. A.; Escobar, Ana Lúcia (orgs.). Epidemiologia e saúde dos povos indígenas no Brasil (PDF). Rio de Janeiro: FIOCRUZ/ABRASCO
- Santos, José Geraldo (2020). O Brasil indígena e mestiço de Manoel Bomfim. Curitiba: Editora CRV. ISBN 9786555787597
- Schröder, Peter (2003). Economia indígena: situação atual e problemas relacionados a projetos indígenas de comercialização na Amazônia legal. Recife: Editora Universitária UFPE. ISBN 9788573151954
- Sevcenko, Nicolau (2000). O Brasil indígena e mestiço de Manoel Bomfim. São Paulo: Editora Peirópolis. ISBN 9788585663469
- Silva, J. A. A da. (coord.) (2011). O Código Florestal e a Ciência: contribuições para o diálogo. São Paulo: Sociedade Brasileira para o Progresso da Ciência/Academia Brasileira da Ciência
- Souza, Juberty Antonio de; Oliveira, Marlene de; Kohatsu, Marilda (2005). «O uso de bebidas alcoólicas nas sociedades indígenas: algumas reflexões sobre os caingangues da bacia do rio Tibagi, Paraná». In:  Coimbra Jr., Carlos E. A.; Santos, Ricardo Ventura; Escobar, Ana Lúcia. (orgs). Epidemiologia e saúde dos povos indígenas no Brasil (PDF). Rio de Janeiro: FIOCRUZ / ABRASCO
- Souza, Liliane Cunha de (2007). «Remédios do Mato e Remédios de Farmácia: relações entre o sistema médico Fulni-ô e o sistema oficial de saúde». In:  Ferreira, Luciane Ouriques; Osório, Patricia Silva (orgs.). Medicina Tradicional Indígena em Contextos – Anais da I Reunião de Monitoramento (PDF). Brasília: Projeto Vigisus II/Funasa. Arquivado do original (PDF) em 24 de dezembro de 2013
- Vidal, Lux B.; Silva, Aracy Lopes da (1995). «O sistema de objetos nas sociedades indígenas: arte e cultura material». In:  Silva, Aracy Lopes; Grupioni, Luis Donizete Benzi (orgs.). A temática Indígena na Escola: novos subsídios para professores de 1º e 2º graus (PDF). Brasília: MEC/MARI/UNESCO
- Villalta, Luiz Carlos (1997). «O que se fala e o que se lê: língua, instrução e leitura». In:  Novais, Fernando (diretor da coleção); Souza, Laura de Mello e (organizadora do volume). História da Vida Privada no Brasil: Cotidiano e vida privada na América portuguesa. 1. São Paulo: Companhia das Letras

### Periódicos
- Acselrad, Henri (2010). «Ambientalização das lutas sociais – o caso do movimento por justiça ambiental». Estudos Avançados. 24 (68). doi:10.1590/S0103-40142010000100010
- Afonso, Germano Bruno (2009). «Astronomia Indígena» (PDF). Anais da 61ª Reunião Anual da SBPC
- — (2010). «Astronomia Indígena: Conhecimento dos indígenas da família tupi-guarani antecipou teorias do século XVII» (PDF). Revista do Grupo de Estudos Pindorama
- Almeida, Ronaldo de (2000). «Missões Evangélicas em Áreas Indígenas» (PDF). X Jornadas sobre Alternativas Religiosas en América Latina: Sociedad y Religión en el Tercer Milenio. Arquivado do original (PDF) em 10 de janeiro de 2014
- Almeida, Alfredo W. B. de (2004). «Terras Tradicionalmente Ocupadas: Processos de territorialização e movimentos sociais». Revista Brasileira de Estudos Urbanos e Regionais. 6 (1). doi:10.22296/2317-1529.2004v6n1p9
- Alves-Silva, Juliana;  et al. (2000). «The Ancestry of Brazilian mtDNA Lineages». The American Journal of Human Genetics. 67 (2). doi:10.1086/303004
- Antonialli, Luiz Marcelo; Souki, Gustavo Quiroga; Teixeira, Tiago Habib (2004). «Estratégias para criação comercial de aves silvestres: o caso de uma empresa rural autorizada pelo IBAMA». Sociedade Brasileira de Economia e Sociologia Rural
- Araújo, A. V. (org) (2006). «Povos Indígenas e a lei dos "brancos": o direito à diferença». Brasília. Edições MEC/Unesco. Via dos Saberes (3)
  - Carvalho, Joênia Batista de (2006). «Terras Indígenas: a casa é um asilo inviolável». Brasília. Edições MEC/Unesco (capítulo do texto)
  - Oliveira, Paulo Celso de (2006). «O direito ao meio ambiente ecologicamente equilibrado e os direitos indígenas». Brasília. Edições MEC/Unesco
- Arruda, Rinaldo (1994). «Existem Realmente Índios no Brasil?» (PDF). São Paulo em Perspectiva. 8 (3). Arquivado do original (PDF) em 18 de junho de 2007
- Baines, Stephen G. (2001). «As chamadas "aldeias urbanas" ou índios na cidade» (PDF). Revista Brasil Indígena. I (7)
- Bandeira, Arkley Marques (2008). «O povoamento da América visto a partir dos sambaquis do Litoral Equatorial Amazônico do Brasil» (PDF). II Simpósio Internacional O Povoamento das Américas - Fundação Museu do Homem Americano. FUNDHAMentos VII. Arquivado do original (PDF) em 14 de novembro de 2010
- Bartolomé, Miguel Alberto (2006). «As etnogêneses: velhos atores e novos papéis no cenário cultural e político». Mana. 12 (1). doi:10.1590/S0104-93132006000100002
- Battaglia, Vincenza;  et al. (2013). «The First Peopling of South America: New Evidence from Y-Chromosome Haplogroup Q». PLoS ONE. 8 (8). doi:10.1371/journal.pone.0071390
- Biscardi, Afrânio; Rocha, Frederico Almeida (2006). «O Mecenato Artístico de D. Pedro II e o Projeto Imperial». 19&20 - A revista eletrônica de DezenoveVinte. I (1). Arquivado do original em 8 de fevereiro de 2007
- Brandão, Carlos Rodrigues (1990). «Os Guarani: índios do Sul – religião, resistência e adaptação». Estudos Avançados. 4 (10). doi:10.1590/S0103-40141990000300004
- Caldas, Aline Rodrigues (2006). «Saúde Indígena A Assistência à Saúde nas Comunidades Indígenas» (PDF). Ministério da Saúde
- Caleffi, Paula (2003). «O que é ser índio hoje?: A questão indígena na América Latina/Brasil no início do século XXI». Diálogos Latinoamericanos (7)
- Carvalho, José Jorge de (2004). «Uma Proposta de Cotas para Negros e Índios na Universidade de Brasília». O público e o privado - Revista do PPG em Políticas Públicas da Universidade Estadual do Ceará (3)
- Coelho, Luís Fernando Hering (2007). «A nova edição de "Why Suya sing", de Anthony Seeger, e alguns estudos recentes sobre música indígena nas Terras Baixas da América do Sul». Universidade Federal de Santa Catarina. 13 (1)
- Coimbra, Ana Carolina Gomes (2011). «Economia e Desenvolvimento Indígena e o Desenvolvimento Sustentável: um exemplo dos índios fulni-ô - Águas Belas  - Pernambuco». Campo Grande: Universidade Católica Dom Bosco. IV Seminário Povos Indígenas e Sustentabilidade: Saberes Tradicionais e Formação Acadêmica > 6º Simpósio Temático: Saberes Tradicionais e Formação Acadêmica no Âmbito da Gestão Territorial e Sustentabilidade
- Cimi (2009). «Plano Pastoral» (PDF). Campo Grande. Conselho Indigenista Missionário
- Cohn, Clarice (2001). «Culturas em transformação: Os índios e a civilização». São Paulo em Perspectiva. 15 (2)
- Correa, Conceição Gentil (1965). «Estatuetas de Cerâmica na Cultura Santarém: classificação e catálogo das coleções do Museu Goeldi» (PDF). Publicações Avulsas do Museu Paraense Emílio Geldi (4)
- Cunha, Manuela Carneiro da (1994). «O futuro da questão indígena». Estudos Avançados. 8 (20). doi:10.1590/S0103-40141994000100016
- Curi, Melissa Volpato (2007). «Aspectos legais da mineração em terras indígenas» (PDF). Revista de Estudos e Pesquisas. 4 (2)
- Custódio, Luiz Antonio Bolcato (2012). «Missões Jesuíticas: Arquitetura e Urbanismo» (PDF). Memorial do Rio Grande do Sul (21). Arquivado do original (PDF) em 3 de março de 2016
- Daher, Andréa (1998). «Escrita e conversão: a gramática tupi e os catecismos bilíngues no Brasil do século XVI». Revista Brasileira de Educação (8)
- Damas, Vandimar Marques (2012). «A produção audiovisual como uma nova agência indígena». II Semana do Audiovisual da UEG - SAU. 2 (1)
- Dias, Adriana Schmidt; Jacobus, André Luiz (2003). «Quão Antigo é o Povoamento do Sul do Brasil?» (PDF). Revista do Cepa. 27 (38)
- Eisenberg, José (2004). «A escravidão voluntária dos índios do Brasil e o pensamento político moderno» (PDF). Análise Social. XXXIX (170). Arquivado do original (PDF) em 26 de setembro de 2009
- Fagundes, Nelson J. R.;  et al. (2008). «Mitochondrial Population Genomics Supports a Single Pre-Clovis Origin with a Coastal Route for the Peopling of the Americas». The American Journal of Human Genetics. 82 (3). doi:10.1016/j.ajhg.2007.11.013
- —; Kanitz, Ricardo; Bonatto, Sandro L. (2008). «A Reevaluation of the Native American MtDNA Genome Diversity and Its Bearing on the Models of Early Colonization of Beringia». PLoS ONE. 3 (9). doi:10.1371/journal.pone.0003157
- Feathers, James; Kipnis, Renato; Piló, Luis; Arroyo-Kalin, Manuel; Coblentz, David (2010). «How old is Luzia? Luminescence dating and stratigraphic integrity at Lapa Vermelha, Lagoa Santa, Brazil». Geoarchaeology. 25 (4). doi:10.1002/gea.20316
- Fernandes, João Azevedo. ["POMPA, Cristina. 2003. Religião como tradução: missionários, Tupi e Tapuia no Brasil colonial. Bauru, SP: EDUSC/ANPOCS. 444 pp."]. Resenha. In: Mana, 2004; 10 (1)
- Fernandes, Estevão Rafael (2010). «Cosmologias indígenas, exterioridade e educação em contexto culturalmente diferenciado: um olhar a partir dos Xavante, MT». Tellus. 10 (19). doi:10.20435/tellus.v0i19.219
- Ferreira, Lucio Menezes (1999). «Vestígios de Civilização: O Instituto Histórico e Geográfico Brasileiro e a Construção da Arqueologia Imperial (1838-1870)». Revista de História Regional. 4 (1)
- Ferreira, Andrey Cordeiro (2006). «Conquista Colonial, Resistência Indígena e Formação do Estado-Nação: os índios Guaicuru e Guaná no Mato Grosso do século XIX» (PDF). Goiânia. 25ª Reunião Brasileira de Antropologia. Arquivado do original (PDF) em 3 de dezembro de 2013
- —————— (2009). «Conquista Colonial, Resistência Indígena e Formação do Estado-Nação: os índios Guaicuru e Guaná no Mato Grosso do século XIX» (PDF). Revista de Antropologia. 52 (1). Arquivado do original (PDF) em 3 de dezembro de 2013
- Fleck, Eliane (2008). «A educação jesuítica nos Sete Povos das Missões (séculos 17–18)». Revista Em Aberto. 22 (81)
- Franz, Teresinha Sueli (2007). «Victor Meirelles e a Construção da Identidade Brasileira». 19&20 - A revista eletrônica de DezenoveVinte. II (3). Arquivado do original em 3 de julho de 2007
- Freire, José Ribamar Bessa (1998). «O Patrimônio Cultural Indígena» (PDF). Pró–Índio - Programa de Estudos dos Povos Indígenas
- —————— (2009). «Tradução e Interculturalidade: o passarinho, a gaiola e o cesto». ALEA. 11 (2). doi:10.1590/S1517-106X2009000200010
- Funasa (2009). «Boletim Informativo Especial» (PDF). Funasa (8)
- Funasa (2010). «Programa de Pesquisa em Saúde e Saneamento» 2ª ed. Ministério da Saúde
- Gallois, Dominique Tilkin (2014). «Cultura 'indígena' e sustentabilidade: alguns desafios». Tellus. 5 (8/9)
- Gilberto, Irene Jeanete Lemos (2009). «A Educação Indígena e a Formação de Professores» (PDF). Caxambu. 32ª Reunião da Associação Nacional de Pós-Graduação e Pesquisa em Educação: Sociedade, cultura e educação: novas regulações?
- Goebel, Ted; Waters, Michael R.; O'Rourke, Dennis H. (2008). «The Late Pleistocene Dispersal of Modern Humans in the Americas». Science. 319 (5869). doi:10.1126/science.1153569
- Grigório, Patrícia Costa (2013). «Semeando o campo alheio: católicos, protestantes e leigos na disputa pela  catequese indígena em Goiás» (PDF). Natal. Anais do XXVII Simpósio Nacional de História: Conhecimento Histórico e Diálogo Social
- Grupioni, Luís Donisete Benzi (2003). «Experiências e Desafios na Formação de Professores Indígenas no Brasil». Em Aberto. 20 (76)
- Guimarães, Francisco A. M. (2010). «História e Cultura Indígena: diferentes formas de ver, diferentes formas de pensar» (PDF). UNEB. Arquivado do original (PDF) em 3 de dezembro de 2013
- Junqueira, Carmen; Mindlin, Betty (2003). «Índias e antropólogas». Estudos Avançados. 17 (49). doi:10.1590/S0103-40142003000300014
- Lagrou, Els (2010). «Arte ou artefato? Agência e significado nas artes indígenas» (PDF). Proa – Revista de Antropologia e Arte. 1 (2)
- Laraia, Roque de Barros (2013). «A etnologia de Egon Schaden». Revista de Antropologia. 56 (1)
- Leite, Sâmmya Faria Adona; Oliveira, Marcia Maria Fernandes de; Wunsch, Luana Priscila (2021). «Educação escolar indígena em Roraima: formação docente e escolas específicas e diferenciadas». ISSN 1981-0431. doi:10.26512/lc27202139863. Consultado em 27 de agosto de 2022
- Levinson, Stephen C.; Dediu, Dan (2012). «Abstract Profiles of Structural Stability Point to Universal Tendencies, Family-Specific Factors, and Ancient Connections between Languages». PLOS ONE. 7 (9). PMC 3447929. PMID 23028843. doi:10.1371/journal.pone.0045198 – via PLoS Journals
- Lima, Flávia Pedroza (2004). «Observações e descrições astronômicas de indígenas brasileiros. A visão dos missionários, colonizadores, viajantes e naturalistas». Revista da SBHC. 2 (2)
- Lima, Roberto Arruda de Souza; Shirota, Ricardo; Barros, Geraldo Sant’ana de Camargo (2006). «Estudo do Complexo do Agronegócio Cavalo: Relatório Final» (PDF). CPEA/ESALQ/USP. Arquivado do original (PDF) em 21 de junho de 2007
- Liu, Hua;  et al. (2006). «A Geographically Explicit Genetic Model of Worldwide Human-Settlement History». The American Journal of Human Genetics. 79 (2). doi:10.1086/505436
- Llamas, Bastien;  et al. (2016). «Ancient mitochondrial DNA provides high-resolution time scale of the peopling of the Americas». Science Advances. 2 (4). doi:10.1126/sciadv.1501385
- Lourdeau, Antoine (2019). «A Serra da Capivara e os primeiros povoamentos sul-americanos: uma revisão bibliográfica». Boletim do Museu Paraense Emílio Goeldi — Ciências Humanas. 14 (2). doi:10.1590/1981.81222019000200007
- Machado, Juliana Salles (2006). «Dos artefatos às aldeias: os vestígios arqueológicos no entendimento das formas de organização social da Amazônia». Revista de Antropologia. 49 (2). doi:10.1590/S0034-77012006000200009
- Machado, Irene (2010). «Tecidos gráficos da cultura e a expansão dos sistemas de escritas» (PDF). Semeiosis
- Menezes, Reinaldo Oliveira;  et al. (2021). «Povos indígenas, educação superior e ações afirmativas na UFAM». Universidade de Brasília. Linhas Críticas. 27. doi:10.26512/lc27202136591
- Milanez, Felipe (2011). «O mercado de almas selvagens» 63ª ed. Rolling Stones. Arquivado do original em 7 de janeiro de 2014
- Montardo, Deise Lucy O. (2006). «A música como "caminho" no repertório do xamanismo guarani». Anthropológicas. 17 (1)
- Neto, Cicinato Ferreira (2011). «Indígenas e Negros no Vale do Jaguaribe: entre o cativeiro e a liberdade» (PDF). Morada Nova. Seminário História, Cultura e identidade indígena, negra e afro-brasileira
- Neves, Walter A.; Hubber, Mark (2005). «Cranial morphology of early Americans from Lagoa Santa, Brazil: Implications for the settlement of the New World». PNAS. 102 (51). doi:10.1073/pnas.0507185102
- O'Rourke, Dennis, ed. (2013). «Revisiting the Genetic Ancestry of Brazilians Using Autosomal AIM-Indels». Plos One. 8 (9). doi:10.1371/journal.pone.0075145
- Oliveira, Ana Paula P. L. de (2010). «O Sentido das Missões Religiosas Junto ao Grupo Indígena Maxakali no Nordeste de Minas Gerais». Numen: Revista de Estudos e Pesquisa da Eeligião. 5 (2)
- Paiva, José Maria de (2005). «A Doutrina Feita aos Índios: Brasil, século XVI» (PDF). Ponta Grossa. IX Simpósio Internacional Processo Civilizador: Tecnologia e Civilização
- Peixoto, Kércia Priscilla Figueiredo (2017). «Racismo contra indígenas: reconhecer é combater». Antropológicas. 28 (2). doi:10.51359/2525-5223.2017.25363
- Pena, Sérgio D. J.; Bortolini, Maria Cátira (2004). «Pode a genética definir quem deve se beneficiar das cotas universitárias e demais ações afirmativas?». Estudos Avançados. 18 (50). doi:10.1590/S0103-40142004000100004
- Peripato, Vinicius;  et al. (2023). «More than 10,000 pre-Columbian earthworks are still hidden throughout Amazonia». Science. 382 (6666). doi:10.1126/science.ade2541
- Piedade, Acácio Tadeu de C. (2006). «Reflexões a partir da etnografia da música dos índios Wauja». Anthropológicas. 17 (1)
- Procópio, Argemiro (2008). «Povos Indígenas, Migrantes e Garimpeiros nas relações internacionais». Verba Juris. 7 (7)
- Programa de Proteção e Promoção dos Direitos dos Povos Indígenas. «Plano Plurianual 2012-2015» (PDF). Funai. Arquivado do original (PDF) em 7 de janeiro de 2014
- Raghavan, Maanasa;  et al. (2015). «Genomic evidence for the Pleistocene and recent population history of Native Americans». ScienceXpress. 349 (6250). doi:10.1126/science.aab3884
- Reich, David;  et al. (2012). «Reconstructing Native American population history». Nature (488)
- Resende, Lívia Mara de (2009). «A conceituação jurídica dos diferentes espaços territoriais ocupados por povos indígenas» (PDF). Virtua Jus. 1. Arquivado do original (PDF) em 2 de junho de 2010
- Rocha, Elaine Pereira (2006). «Antes índio que negro». Dimensões —  Revista de História da Ufes. 18
- Santos-Granero, Fernando (2011). «Hakani e a campanha contra o infanticídio indígena: percepções contrastantes de humanidade e pessoa na Amazônia brasileira». Mana. 17 (1): 131–159. ISSN 0104-9313. doi:10.1590/s0104-93132011000100006
- Santos, Sílvio Coelho dos; Nacke, Aneliese (1991). «Povos Indígenas e Desenvolvimento Hidrelétrico na Amazônia». Revista Brasileira de Ciências Sociais (8). Arquivado do original em 14 de maio de 2007
- Schaan, Denise P. (2006). «A arte da cerâmica marajoara: encontros entre o passado e o presente». Habitus. 5 (1). Arquivado do original em 7 de dezembro de 2009
- ——————;  et al. (2007). «Geoglifos da Amazônia ocidental: evidência de complexidade social entre povos da terra firme». Revista de Arqueologia. 20
- Scherer-Warren, Ilse (2006). «Das Mobilizações às Redes Sociais». Sociedade e Estado. 21 (1). doi:10.1590/S0102-69922006000100007
- Schmitz, Pedro Ignácio (2005). «Migrantes da Amazônia: a tradição tupiguarani» (PDF). Instituto Anchietano de Pesquisas. Unisinos. Cópia arquivada (PDF) em 20 de abril de 2015
- Silva, Ana Valéria Ramos Fonsêca da (2012). «Patrimônio Cultural: um enfoque sobre a proteção jurídico-ambiental do patrimônio arqueológico brasileiro». São Luís. Anais da 64ª Reunião Anual da Sociedade Brasileira para o Progresso da Ciência: Ciência, Cultura e Saberes Tradicionais para Enfrentar a Pobreza
- Simonian, Ligia (1998). «A Missão numa Perspectiva Antropológica». Papers do Núcleo de Altos Estudos da Amazônia (81). doi:10.5801/ncn.v2i1.209
- Skoglund, Pontus;  et al. (2015). «Genetic evidence for two founding populations of the Americas». Nature Letter. 525
- Souza, Marcela Coelho de (2004). «Parentes de sangue: incesto, substância e relação no pensamento Timbira». Mana. 10 (1). doi:10.1590/S0104-93132004000100002
- Souza, Sheila M. F. Mendonça de;  et al. (2006). «Revisitando a discussão sobre o Quaternário de Lagoa Santa e o povoamento das Américas: 160 anos de debates científicos» (PDF). Vieria & Lentz. Nossa Origem. Arquivado do original (PDF) em 27 de dezembro de 2014
- Souza, Jonas Gregorio de;  et al. (2018). «Pre-Columbian earth-builders settled along the entire southern rim of the Amazon». Nature Communications (1125)
- Suess, Paulo (2013). «Lugar e finalidade da catequese na pastoral indigenista a partir do contexto histórico-social dos povos indígenas hoje». Manaus. III Seminário de Catequese Indígena: Catequese, Protagonismo Indígena e Inculturação. Arquivado do original em 11 de junho de 2013
- Sufiatti, Tanabi; Bernardi, Lucí dos Santos; Duarte, Cláudia Glavam (2013). «Cestaria e a história de vida dos artesãos indígenas da Terra Indígena Xapecó» (PDF). Revista Latinoamericana de Etnomatemática. 6 (1)
- Tamm, Erika;  et al. (2007). «Beringian Standstill and Spread of Native American Founders». Plos One. 2 (9). doi:10.1371/journal.pone.0000829
- Teixeira, Luana; Pozzi, Henrique A.; Silva, Jorge L. L. da (orgs.) (2012). «Patrimônio Arqueológico e Paleontológico de Alagoas». Iphan
- Tiriba, Léa (2012). «Educação Infantil entre Paredes: Lições na creche Tupinambá». Revista Aleph. IV (17). Arquivado do original em 11 de agosto de 2014
- Trein, Hans Alfred (2012). «Religiões Indígenas Desafiam Reflexões Bíblico-Teológicas sobre Deus, Criação e Terra». Anais do Congresso Internacional da Faculdades EST. 1
- Van Velthem, Lucia Hussak (2007). «Trançados indígenas norte amazônicos: fazer, adornar, usar» (PDF). Revista de Estudos e Pesquisas. 4 (2). Arquivado do original (PDF) em 20 de dezembro de 2013
- Venosa, Roberto (1980). «Terra sem mal». Revista de Administração de Empresas. 20 (3). doi:10.1590/S0034-75901980000300008
- Unesco (2007). «Convenção sobre a Proteção e Promoção da Diversidade das Expressões Culturais» (PDF). UNESCO
- Zoettl, Peter Anton (2016). «The (Il)legal Indian The Tupinambá and the Juridification of Indigenous Rights and Lives in North-Eastern Brazil». Social & Legal Studies (em inglês). 25 (1). ISSN 0964-6639. doi:10.1177/0964663915593412

### Teses acadêmicas
- Baptista, Patrick Leandro (2012). Índios, Índios e Índios: a aldeia Kakané-porã (PDF) (Tese de Bacharelado em Ciências Sociais). Orientação: Edilene Coffaci de Lima. Curitiba: Universidade Federal do Paraná
- Coelho, Maria do Carmo Pereira (2003). As Narrações da Cultura Indígena da Amazônia (PDF) (Tese de Doutorado em Linguística Aplicada). São Paulo: PUC-SP. Arquivado do original (PDF) em 19 de abril de 2015
- Langer, Johnni (2001). Ruínas e mitos: a arqueologia no Brasil Imperial (PDF) (Tese de Doutorado em História). UFPR
- Lima, Luciana Alves de (2009). Direito Socioambiental - Proteção da diversidade biológica e cultural dos povos Indígenas. Faculdade de Direito de Curitiba (Tese). Arquivado do original em 12 de novembro de 2013
- Pires, Vinícius (2012). Descrições portuguesas e francesas acerca dos nativos da costa brasileira entre 1549 e 1615: aproximações e distanciamentos desses olhares (PDF) (Tese de Mestrado em História). Universidade Estadual Paulista
- Prado, Felipe Sousa (2018). O Processo de Militarização das Políticas Indigenistas na Ditadura Civil-Militar Brasileira (Tese de Mestrado em Estudos Latino-Americanos). Foz do Iguaçu: Universidade Federal da Integração Latino-Americana
- Ramos, Ivana Pinto (2006). Ubirajara: Ficção e fricções alencarianas (PDF) (Tese de Dissertação de mestrado). Belo Horizonte: Universidade Federal de Minas Gerais
- Rocha, Joana D'Arc Portella (2010). Terra Sem Mal: O mito guarani na demarcação das terras indígenas (PDF) (Tese de Mestrado em Geografia). Santa Maria: Universidade Federal de Santa Maria. Arquivado do original (PDF) em 8 de janeiro de 2014
- Salik, Adriane Garcia (2010). Sonoridades Anímicas: o som nos mitos cosmogônicos indígeno-brasileiros (PDF) (Tese de Especialização em Psicologia Analítica). Curitiba: PUC-PR. Arquivado do original (PDF) em 16 de maio de 2018
- Soares, Geralda Chaves (2012). Olhando o Passado e Construindo o Bem Viver na Aldeia Cinta Vermelha Jundiba (PDF) (Tese de Especialização em Gestão de Políticas Públicas). Ouro Preto: Universidade Federal de Ouro Preto. Arquivado do original (PDF) em 24 de dezembro de 2013
- Vessani, Maria Cecília Fittipaldi (2005). Objetos Plumários na Arte Contemporânea Brasileira (PDF) (Tese de Mestrado). Universidade Federal de Goiás